# Historia de Costa Rica
La historia de Costa Rica abarca el estudio, descripción y análisis de los principales procesos y eventos históricos de este país centroamericano, desde la ocupación de su actual territorio por cazadores y recolectores hace unos 12.000 años, el surgimiento de las primeras sociedades cacicales prehispánicas, pasando por la llegada, conquista y colonización por parte de los españoles; el proceso de configuración como una nación independiente, la formación y consolidación de su democracia (una de las más antiguas de América), así como sus períodos de crisis sociales y económicas, hasta el presente.

## Tiempos Prehispánicos

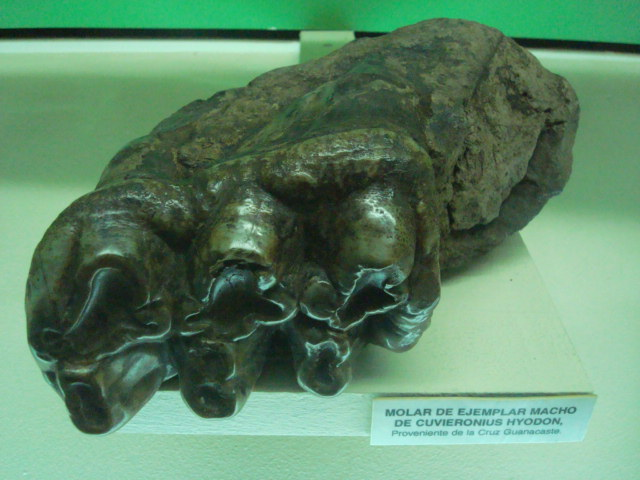
Molar de Cuvieronius hyodon, hallado en el cantón de La Cruz (Guanacaste).
Colección Museo Nacional de Costa Rica.

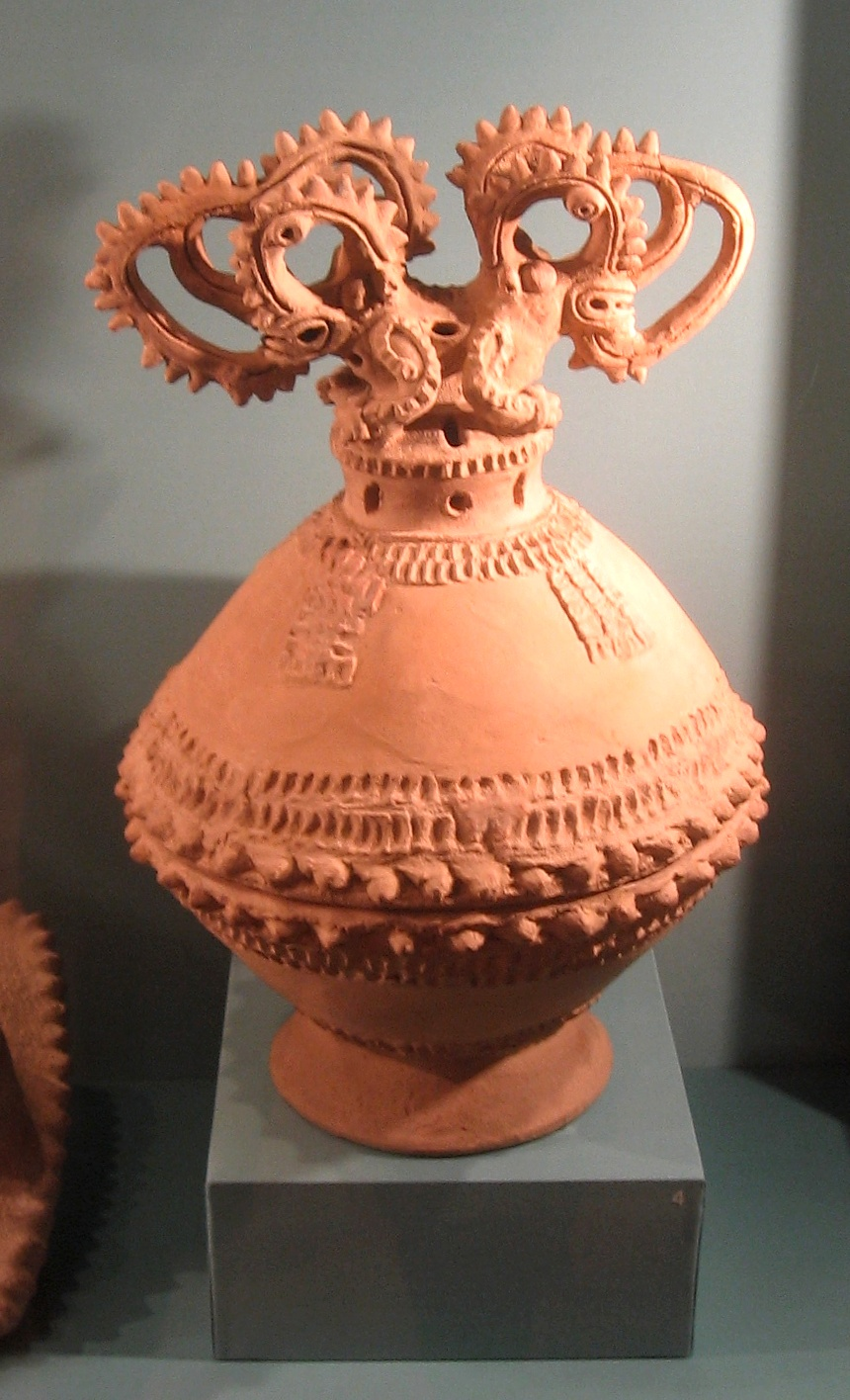
La vasija de nardo, 500 - 1350 d. C.

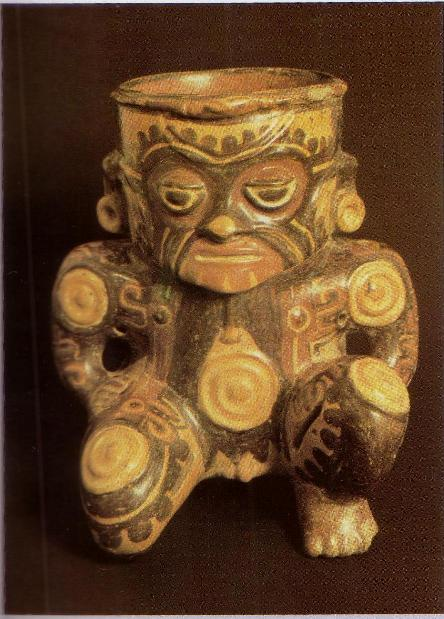
Cerámica de Guanacaste (Policromo Medio), 800-1200 d. C.

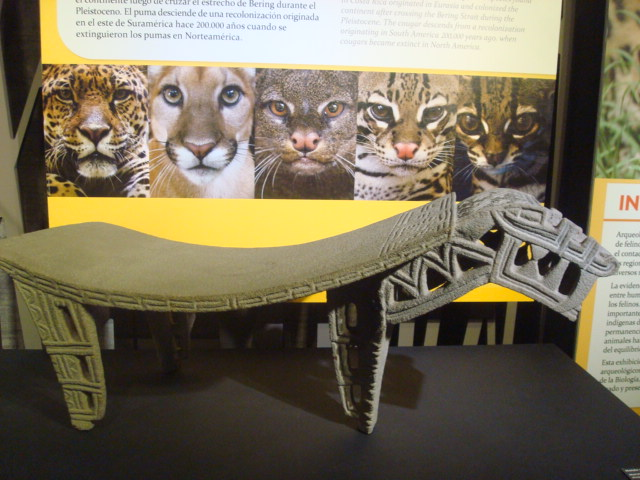
Metate en forma de jaguar, Pacífico Norte, 800 - 1350 d. C.

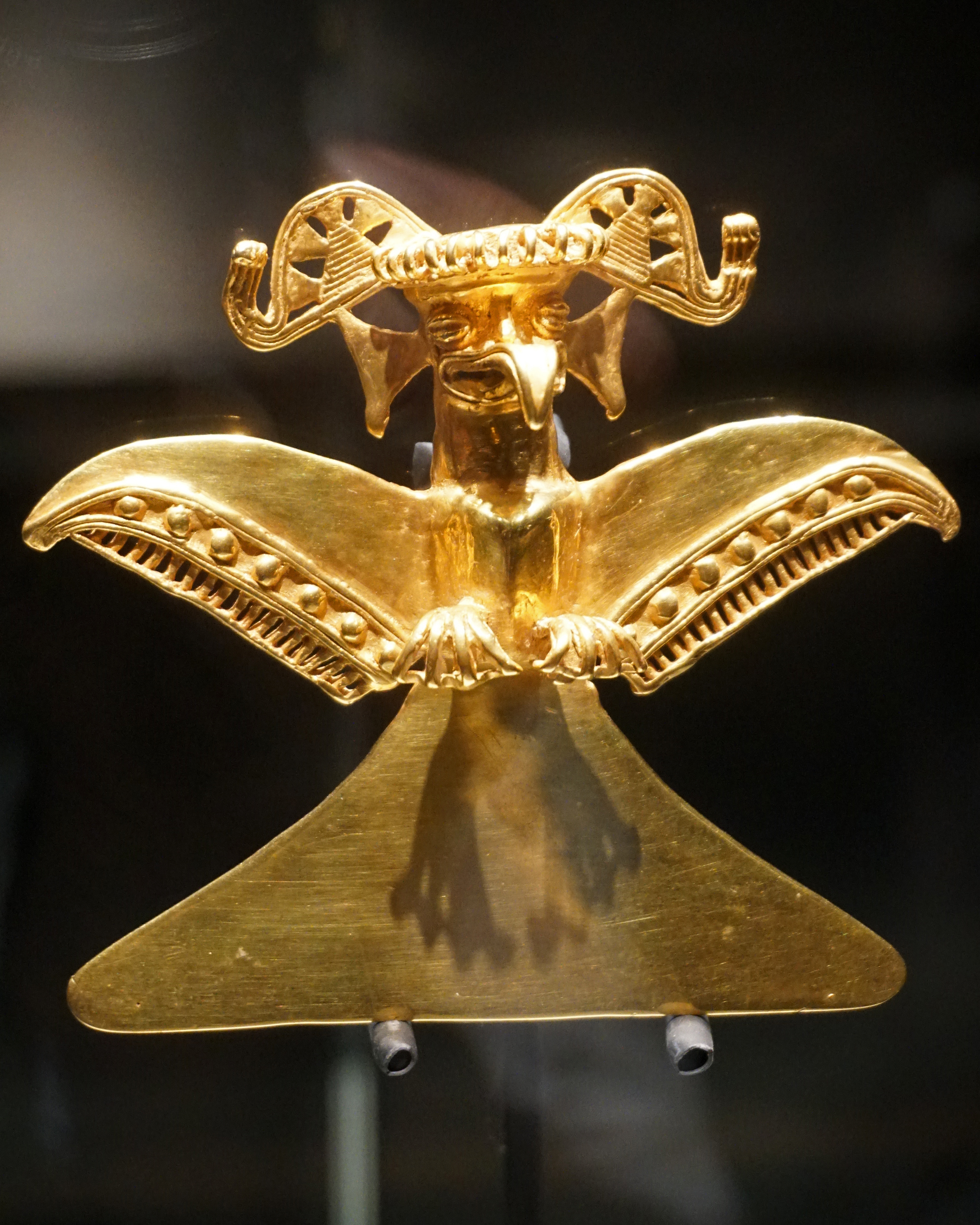
Colgante de oro de un águila arpía, Pacífico Sur, 700 - 1550 d. C.

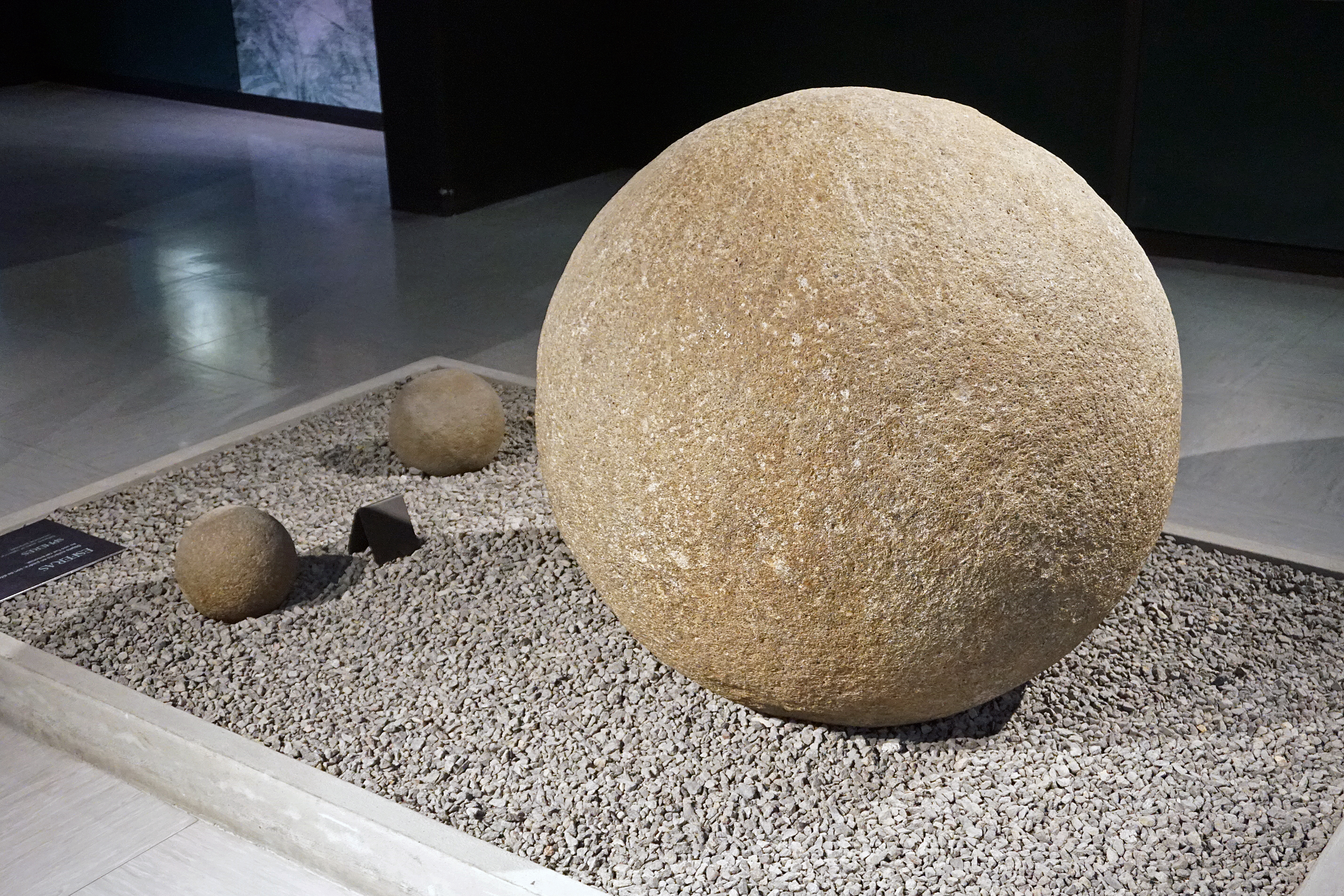
Esferas de piedra de la cultura del Diquís (500-1500 d. C.)

La interpretación de la historia antigua de Costa Rica significa el análisis de muchos milenios y el estudio de su espacio de interacción, generalmente variable a través del tiempo. El periodo de estudio que corresponde a la época prehispánica de Costa Rica abarca desde la llegada de los primeros pobladores, alrededor de 12.000 años antes de nuestra era, hasta el contacto de las sociedades autóctonas con los ibéricos, en 1502.

### Cazadores-recolectores (10 000c)
La evidencia más antigua de ocupaciones humanas en Costa Rica se asocia a la llegada de grupos de cazadores-recolectores alrededor de 7 000 -10 000 años antes de nuestra era, con antiguas evidencias arqueológicas (fabricación de herramientas de piedra) localizadas en el Valle de Turrialba, en los sitios llamados Guardiria y Florencia-1, donde se han encontrado áreas de cantera y taller, con presencia de puntas de lanza tipo clovis (norteamericana) y cola de pez (sudamericana), lo cual abre la posibilidad de que en esta zona convergieran dos tradiciones diferentes de cazadores especializados. Los pobladores de esta época eran bandas nómadas, de unos 20 a 30 miembros. Además de las especies que hoy siguen existiendo, entre sus presas habituales se hallaban animales de la llamada megafauna, tales como armadillos y perezosos gigantes, mastodontes, etc, los cuales se extinguieron alrededor de 8 000 años antes de nuestra era, por lo que los primeros pobladores tuvieron que adaptarse a la caza de especies menores y desarrollaron estrategias más apropiadas a las nuevas condiciones.

### De la sociedad tribal a la sociedad cacical (300 a. d.C. - 300 d.C.)
Entre 300 antes de nuestra era y 500 de nuestra era, dependiendo de la región, se da el cambio de una organización tribal a una sociedad cacical, motivada por factores como el crecimiento poblacional y las relaciones de intercambio. Se da la construcción de basamentos con cantos rodados, montículos, hornos, pozos de almacenamiento, y estatuaria. El maíz llega a consolidarse como el cultivo principal en algunas regiones, mientras que en otras se da un sistema mixto, además del uso de recursos costeros (pesca) y cacería. En este periodo aparece la producción y uso de artefactos de jade y otras piedras verdes, metates ceremoniales, remates de piedra para bastones y cerámicas especiales, se inicia el uso de objetos de metal (cobre y oro) en especial en el Valle Central, el Caribe Central y Norte. En este periodo también se registran los objetos de metal más tempranos (cobre y oro), encontrados sobre todo en el Valle Central en los primeros siglos de nuestra era.
La alfarería nicoyana, en este periodo, se caracteriza por la decoración en zonas, que consiste en el uso de dos colores alternados, con representaciones antropomorfas o zooformas tanto realistas como estilizadas.
Los llamados metates trípodes de panel colgante son una manifestación sobresaliente y única del arte prehispánico costarricense, decorados con elementos animales y humanos, algunos de ellos representando sacrificios. Su manufactura se inicia en la parte tardía de este periodo (0-500 de nuestra era) en la región central del país.

### Cacicazgos complejos y tardíos (300 - 1500 d.C.)
Entre el año  300 y 800 de nuestra era aparecen los primeros cacicazgos complejos, con presencia de aldeas grandes y obras de infraestructura (basamentos, calzadas y montículos funerarios). Se da la jerarquización de asentamientos, con aldeas principales y poblados secundarios, con linajes de poder hereditario y especialización de labores, con aparición de un cacique en la aldea principal y caciques secundarios en aldeas subordinadas.
A partir del año 800 de nuestra era y hasta la llegada de los españoles en el siglo XVI, se presentó un incremento en el tamaño y complejidad del diseño interno de las aldeas, y las diferencias regionales se acentuaron. La presencia de numerosos cementerios, simples y complejos, obras de infraestructura masivas, diversidad de bienes domésticos y suntuarios, desarrollo de orfebrería, intercambio regional y conflictos entre cacicazgos por territorios y recursos son elementos característicos de esta época. La jerarquización social incluye individuos principales como el cacique y el chamán (como por ejemplo, el sukia o awápa, entre los bribris), y el pueblo común formado por artesanos y agricultores. Se inicia el uso del oro como símbolo de rango, en especial en las regiones central y Gran Chiriquí (frontera con Panamá), aunque también se utilizó en Guanacaste. En la región del Valle del Díquis, se inicia la fabricación de esferas de piedra típicas de la región, en el delta de los ríos Térraba y Sierpe, las cuales se postula que fueron utilizadas como símbolo de rango y marcadores territoriales. Otras obras de piedra incluyen figuras de bulto de formas humanas y animales, metates en forma de jaguar y estatuas antropomorfas.
A partir del desarrollo de las culturas mesoamericanas, la parte noroeste del país cayó poco a poco bajo la influencia de aquellas, mientras que el resto pasó a formar parte, gradualmente, del Área Intermedia, o cultura del Área Istmo-Colombiana de lenguas chibchenses. Durante el periodo Clásico mesoamericano, los pueblos nicoyanos dejaron de recibir influencia mesoamericana, pero a partir del siglo XIII la región nuevamente fue el destino de grupos nahuas y chorotegas que provenían del centro y norte de Mesoamérica. Bajo su influencia, Nicoya se constituyó nuevamente en parte de la región mesoamericana. Algunos historiadores han incluido el área conformada actualmente por las zonas sur y atlántica del país como de influencia sudamericana, debido a la presencia de grupos que hablan lenguas chibchas. La actual provincia de Guanacaste se convirtió en la frontera sur de Mesoamérica con la llegada de los chorotegas para el periodo comprendido entre los años 900 al 1000 de nuestra era. Los pueblos del Área Intermedia (que comprendía casi todo el territorio costarricense, la mitad oriental de Nicaragua, Panamá, Colombia y el Pacífico ecuatoriano), fungieron como un puente entre las culturas mesoamericanas y las del Área Andina. A través de ellos se hizo posible el intercambio tecnológico entre ambas zonas, que tuvo como consecuencia, entre otras cosas, el desarrollo de la metalurgia en México y América Central.
Por lo general los asentamientos humanos en este territorio no contaron con la magnificencia en edificaciones e infraestructura de las poblaciones aztecas, mayas o incas; sin embargo, sirvió de puente cultural entre el Sur y el Norte del continente, y la orfebrería y la artesanía policromada en barro, tuvieron un amplio desarrollo y bellísimos resultados.

## Exploración y conquista española (1502-1575)

### Las sociedades autóctonas en elsigloXVI
A la llegada de los españoles a América, los habitantes oriundos del territorio que hoy configura Costa Rica, sumarían unas 400 000 personas, los cuales se encontraban organizados en cacicazgos, que tenían divisiones sociales jerárquicas con linajes de carácter hereditario, generalmente por vía matrilineal, pero que también cambiaban pasando del poder de un linaje a otro.
Los cacicazgos más pequeños agrupaban unas pocas aldeas bajo la dirección de un cacique, asistido por un concejo de principales. Los más grandes, llamados "señoríos", se componían de un conjunto de diversos cacicazgos reunidos bajo la dirección de un cacique principal, cuya lealtad se garantizaba mediante relaciones de parentesco, establecimiento de pactos políticos y enlaces matrimoniales.
Las sociedades cacicales se encontraban divididas en "principales", formados por las familias que detentaban el poder, y "comunes", constituidos por artesanos y agricultores. De importancia también eran los chamanes, los líderes religiosos y médicos de las poblaciones. La nobleza aborigen se atribuía facultades mágicas y religiosas con el fin de fortalecer su autoridad, y por eso tenía acceso al oro y a los esclavos, y cumplía funciones asociadas con la guerra, el comercio y los tratos con los dioses.

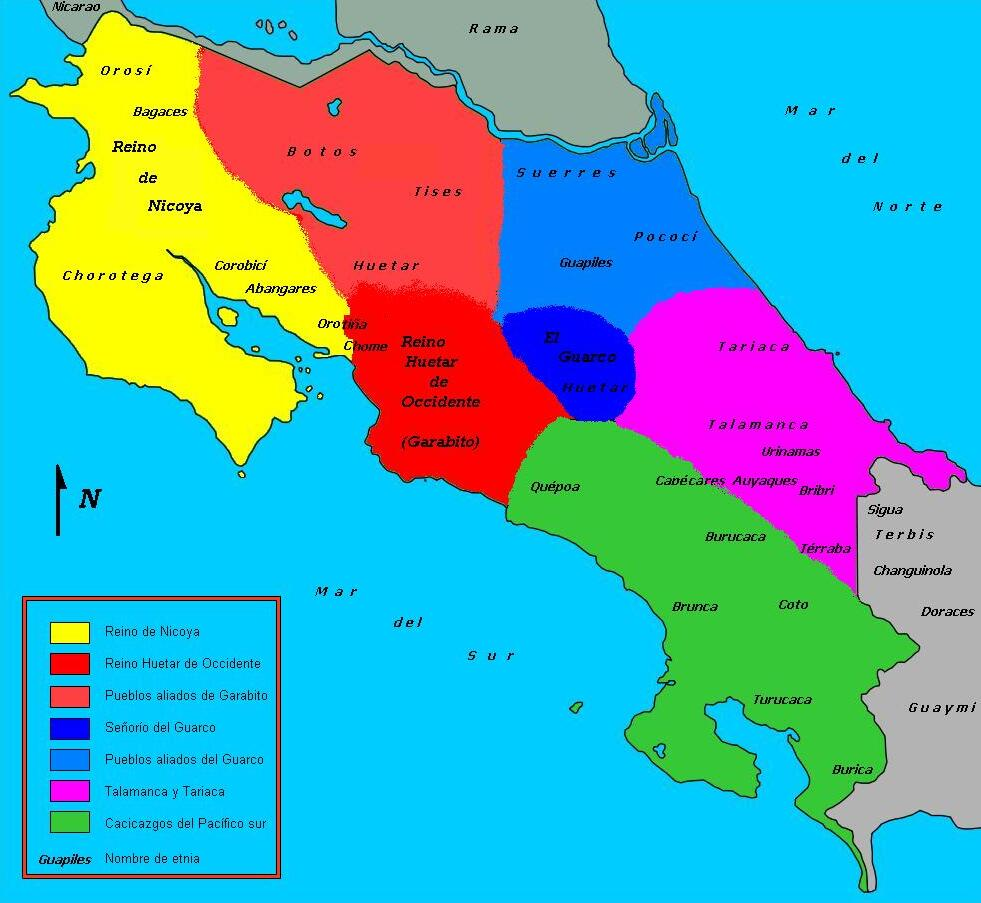
Mapa de las sociedades autóctonas costarricenses del a la llegada de los españoles (1502).

Las diferencias entre los grupos étnicos eran visibles en áreas como la arquitectura, el paisaje lingüístico y la cosmovisión, generalmente de tipo animista. Las actividades religiosas se llevaban a cabo en templos, similares a las viviendas, pero más grandes. En dichos lugares sagrados se guardaban los enseres y utensilios rituales - instrumentos musicales, máscaras, esteras - y era donde los sacerdotes realizaban sus ceremonias y se llevaba a cabo el culto a iconos, generalmente hechos de oro. Los cultivos se realizaban utilizando el sistema de roza de tala y quema de parte del bosque, donde las cenizas garantizaban la fertilidad del suelo. Se cultivaba maíz, frijoles, curcubitáceas, mandioca, frutales y cacao.
Los cacicazgos pueden ser agrupados de acuerdo a su posición geográfica. En la región del Pacífico Norte, el señorío más importante fue el de Reino de Nicoya, que también dominaba otros cacicazgos menores existentes en la zona: Nicopasaya, Nandayure, Cangel, Paro, Churuteca, Zapandí, Corobicí, Abangares, Orotiña y Chomes Nicoya se distinguía por practicar el sacrificio humano y la antropofagia ritual.
En el interior del Valle Central, existían dos importantes señoríos que conglomeraban la mayoría de los cacicazgos menores de ese territorio. El Señorío de Garabito o Reino Huetar de Occidente unificaba los pueblos del Pacífico central hasta el río Virilla, y se extendía desde Esparza hasta el río San Juan, incluyendo los territorios de los botos (entre los ríos San Carlos y Sarapiquí), katapas y tises, que eran sus tributarios.
El otro gran señorío del Valle Central era el Reino Huetar de Oriente, bajo el dominio de El Guarco, que dominaba el valle del mismo nombre hasta la región del Caribe central. Entre las poblaciones bajo el gobierno de El Guarco se encontraban Cot, Corrocí, Tucurrique, Turrialba, Ujarrás, Tayutic y Atirro, y sus límites se extenderían hasta Suerre, Pococí y Chirripó, muy cerca de Talamanca. Otros cacicazgos menores bajo el dominio del Señor del Guarco eran Aserrí y Curridabat.
En el Caribe central y sur se localizaban los cacicazgos de Suerre, Pococí, Tariaca y Talamanca. Suerre y Pococí pertenecían al Guarco, mientras que Tariaca dominaba los pueblos de Minon, Turecaca, Duqueiba, Abaçara y Citará. Esta zona estaba poblada por los cabécares, los auyaques y urinamas, y los térrabas.
Los siguas (de etnia mesoamericana) ocupaban un sitio de la costa llamado el Valle del Duy o Coaza, entre los ríos Sixaola y Changuinola, y eran una colonia comercial marítima proveniente de Yucatán. Los changuinola ocupaban los ríos Puan y Changuinola, y los doraces vivían en la bahía del Almirante (actual Panamá). Los guaimíes se asentaban en la cordillera de Talamanca y la región de Chiriquí, hasta el Pacífico. De todos estos grupos provienen las tradiciones de los cabécares, térrabas y bribris. En la región del Pacífico Sur, se encontraban los quepoa, los turucaca, los cotos y los brunca (o boruca).

### Arribo de Cristóbal Colón (1502)
...yo vide en esta tierra de Veragua mayor señal de oro en dos días primeros que en La Española en cuatro años...
Cristóbal Colón (Carta de Jamaica).

Cuarto viaje de Cristóbal Colón.

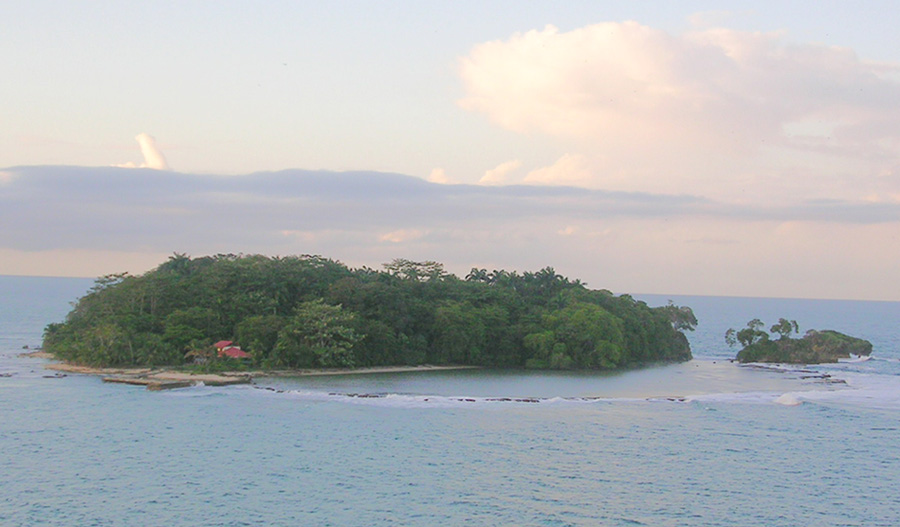
La Isla Uvita, frente a las costas de Limón, a donde arribó Colón el 25 de septiembre de 1502, marca el sitio del descubrimiento de Costa Rica por el almirante genovés.

Cristóbal Colón arribó al actual territorio de Costa Rica el 25 de septiembre de 1502, en su cuarto viaje. La llamó "Veragua" en su "Carta de Jamaica", y dado que logró recoger algunos pocos objetos de oro que obtuvo de los indígenas, le sirvió para difundir la idea de que esa región era una "costa rica", lo que impulsó a los aventureros a emprender otras exploraciones y sirvió de polo de atracción para los colonizadores por la existencia de esta supuesta riqueza aurífera.
Tras un penoso viaje por el litoral centroamericano, que incluso significó la pérdida de una de sus naves, Colón arribó a una isleta llamada Quiribrí, que él llamó La Huerta, por ser muy frondosa, y luego, a un pueblo de tierra firme llamado Cariay (o Cariarí), que son hoy, respectivamente, la Isla Uvita y el Puerto de Limón. Colón no se adentró en el territorio, sino que continuó hacia Panamá, pues su objetivo era encontrar el llamado "estrecho dudoso", un supuesto estrecho marítimo que garantizaría el acceso hacia el océano Índico para alcanzar así el Lejano Oriente.

### Primera fase de la conquista (1502-1560)
La primera fase de la Conquista de Costa Rica se enmarca en las exploraciones iniciales de los españoles en el Atlántico costarricense, desde el arribo de Cristóbal Colón en 1502, pasando por la fracasada expedición de Diego de Nicuesa, hasta que el descubrimiento del Océano Pacífico por parte de Vasco Núñez de Balboa motivó las posteriores expediciones de Juan de Castañeda y sobre todo, de Gil González Dávila, en el litoral pacífico, que permitieron la fundación de la Villa de Bruselas, efímera primera ciudad en suelo costarricense, pero vital para la exitosa conquista de Nicoya, seguida luego de las fallidas expediciones de Hernán Sánchez de Badajoz y de Diego Gutiérrez y Toledo entre 1540 y 1544, nuevamente en el litoral atlántico. Durante esta fase y en general, las expediciones que fueron organizadas desde la ciudad de Granada (Nicaragua) y Nombre de Dios (Panamá) ingresaron al país por la costa caribeña, mientras que las venidas de la ciudad de Panamá recorrieron el litoral pacífico hasta Nicoya y Nicaragua.

#### Exploraciones en el Caribe (1510-1544)
En 1510, Diego de Nicuesa realizó una exploración del territorio, fundó la ciudad de Nombre de Dios en el Caribe panameño, pero la expedición finalmente terminó en desastre, tras lo cual la región quedó envuelta dentro de los pleitos colombinos. En 1529, Martín de Estete partió desde Granada (Nicaragua) siguiendo antiguas rutas prehispánicas, hasta llegar a las llanuras del norte de Costa Rica, en el Cacicazgo de Suerre. En 1539, Alonso Calero exploró el cauce del río San Juan, la cual sentó las bases de la "ruta del San Juan", que comunicó Granada con el mar Caribe a través de este río, y recorrió las llanuras de los ríos San Carlos y Sarapiquí.
En 1534, Felipe Gutiérrez obtuvo permiso para conquistar la Gobernación de Veragua, expedición que fracasó por la tenaz resistencia indígena y la ausencia de víveres, lo que provocó la muerte de la mayor parte de sus hombres. En 1540, Hernán Sánchez de Badajoz se convirtió en adelantado y mariscal de Costa Rica tras un contrato que firmó con el presidente de la Audiencia de Panamá, Francisco Pérez de Robles. Sánchez de Badajoz salió de Nombre de Dios, ingresó al territorio por el río Sixaola y fundó la ciudad de Badajoz en Talamanca y el puerto de San Marcos, pero tuvo que enfrentarse a una numerosa tropa enviada por el gobernador de Nicaragua, que no toleró la presencia de estos españoles venidos de Panamá en el territorio, la cual obligó a la rendición y sumisión a los expedicionarios. La ciudad de Badajoz fue finalmente abandonada por la escasez de alimentos y una sublevación de los indígenas.

#### El Ducado de Veragua y la creación de Nueva Cartago y Costa Rica (1540)

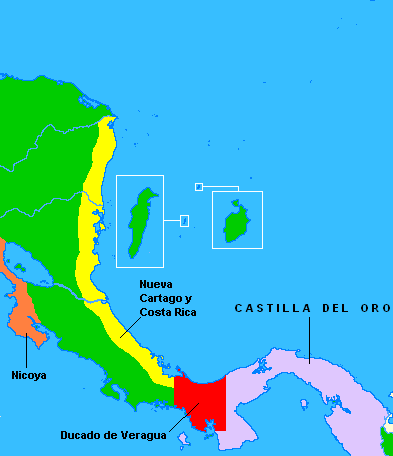
Mapa de Centroamérica en 1540, tras la creación del Ducado de Veragua. A consecuencia de la creación del Ducado en favor de los nietos de Cristóbal Colón, los territorios restantes de la Veragua real, separados de Castilla del Oro por el Ducado, formaron la Provincia de Nueva Cartago y Costa Rica, que se extendía desde la frontera del Ducado, en la isla de Escudo de Veraguas (actual Panamá) hasta el río Aguán (actual Honduras). Diego Gutiérrez y Toledo intentaría conquistar infructuosamente el territorio de Nueva Cartago y Costa Rica entre 1540 y 1544, cuando murió en un ataque indígena. El territorio de Nicoya formó parte de la Provincia de Nicaragua desde 1520 y hasta 1554, cuando se creó el Corregimiento de Nicoya.

En 1540, un territorio de veinticinco leguas cuadradas al oeste y sur del río Belén se denominó Ducado de Veragua, y fue asignados a los herederos de Cristóbal Colón. En 1546, don Luis Colón, Duque de Veragua, y su hermano Francisco, nietos de Colón, organizaron en España una expedición de ciento treinta hombres. Su intención era someter a las poblaciones de Veragua y tomar posesión del Ducado. Al final, don Luis no viajó, pero don Francisco terminó sus días en dicho territorio, al ser sorprendido y muerto en el curso de un exitoso ataque lanzado por los indígenas al campamento español. La expedición terminó en desastre y solo sobrevivieron entre quince y veinte españoles. A causa de la creación del Ducado de Veragua, el territorio hasta entonces perteneciente a Castilla de Oro quedó dividido en dos secciones sin continuidad terrestre, por lo cual la parte occidental (desde el golfo de Nicoya hasta la frontera del Ducado) fue segregada de Castilla del Oro en 1540 y unida al territorio de la Veragua real para crear la Provincia del nueva cartago y Costa Rica.

#### La expedición de Diego Gutiérrez (1540-1544)
En 1540, Diego Gutiérrez y Toledo fue nombrado gobernador de la recién creada Gobernación de Nueva Cartago y Costa Rica, cuyo límite sur se situaba a partir de donde terminaba el Ducado de Veragua y su límite norte en el río Aguán (actual Honduras), con excepción de los territorios encomendados a otros gobernadores.
Diego Gutiérrez llegó a Granada procedente de España y enfrentó la oposición del Gobernador de Nicaragua Rodrigo Contreras, pese a lo cual organizó su expedición. Navegó el Lago de Nicaragua y el río San Juan hasta la desembocadura, luego recorrió el litoral caribeño hasta penetrar en territorio costarricense por el río Suerre (hoy río Parismina), donde fundó las poblaciones de Villa Santiago y San Francisco. Avanzó luego río arriba hasta dar con una gran ranchería- A pesar de ser bien recibido, apresó a los caciques Camaquire y Cocorí con el propósito de que le suministraran alimentos por lo que los indígenas se rebelaron, quemaron sus propios pueblos, cortaron los árboles frutales y se internaron en las montañas, llevándose las cosechas, para quitar todo medio de subsistencia a los españoles. Gutiérrez decidió perseguirles y se internó en las llanuras de Santa Clara para salir a la Cordillera Central, en las faldas orientales del volcán Turrialba, donde fue emboscado y murió (1544). Tras su muerte, no hubo más expediciones españolas a partir de la costa caribeña.
En general, las expediciones españolas en el Caribe costarricense terminaron en fracaso, por el alto costo en barcos, armas, provisiones y hombres que significaron para los pobres réditos obtenidos. Tres fueron los factores que provocaron este escaso éxito:
- el duro medio geográfico de la costa caribeña, influenciado por un clima lluvioso adverso;
- el escaso apoyo logístico por parte de las ciudades de Granada y Nombre de Dios (de dónde salían las expediciones) que imposibilitaba un adecuado abastecimiento de los exploradores, lo que les forzó, aguijoneados por el hambre, a saquear el territorio indígena;
- a consecuencia de lo anterior, la población indígena ofreció una alta resistencia militar que impidió su reclutamiento por parte de los conquistadores.

#### La conquista de Nicoya y el Pacífico norte (1519-1560)

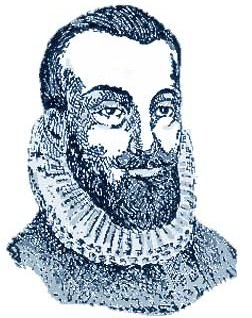
Gil González Dávila fue el primer explorador español en arribar al golfo de Nicoya y visitar el reino de Nicoya en 1522.

En la costa del Pacífico, las expediciones de conquista española se iniciaron luego de la fundación de la Ciudad de Panamá (1519), y en general, tuvieron mejores resultados que su contraparte caribeña, pues inclusive algunos jefes indígenas prestaron su colaboración a los españoles para su desplazamiento por este territorio costero. Así, el primer contacto entre españoles e indígenas en la zona litoral del Pacífico transcurrió sin mayores incidencias. A pesar de esto, durante el resto de la primera mitad del siglo XVI, los españoles centraron su interés en la conquista de Nicaragua y obviaron el territorio de Costa Rica, salvo la península de Nicoya.
A las expediciones iniciales de Diego de Nicuesa y Alonso de Ojeda sobre el litoral atlántico, siguió la de Vasco Nuñez de Balboa, quien descubrió el océano Pacífico en el 25 de septiembre de 1513 luego de atravesar el istmo de Panamá, hecho importante para la conformación del territorio costarricense, pues esta dependerá de la integración de la vertiente atlántica (descubierta por Colón y explorada por Diego de Nicuesa) con la vertiente del llamado Mar del Sur.
En 1519, una expedición organizada por Gaspar de Espinosa y pilotada por Juan de Castañeda descubrió la Punta Burica, el Golfo Dulce y la entrada del golfo de Nicoya (al que llamaron "estrecho dudoso", pues se creía que comunicaba el Mar del Norte con el Mar del Sur), es decir, la mayoría del litoral pacífico costarricense.
En 1522, Gil González Dávila, al mando de más de cien hombres, recorrió el litoral pacífico costarricense por sus tres sectores: la banda oriental, la insular y la peninsular, desde la punta Burica hasta la península de Nicoya. La de González Dávila fue la primera expedición por tierra donde los conquistadores españoles tuvieron contacto directo con los indígenas que habitaban la costa del Pacífico, quienes entregaron parte de su tesoro y permitieron el bautizo de algunos miembros. Tras esto, la expedición se adentró en la Provincia de Chorotega, donde recorrieron varios cacicazgos que les tributaron oro, hasta que finalmente llegaron al Reino de Nicoya donde, constatando el poder del cacique de esta población sobre el resto, permaneció allí diez días, para luego recorrer los cacicazgos de Zapandí, Corobicí, Diriá, Namiapí, Orosí y Papagayo, y logró llegar hasta Quehuacapolca, donde fue obsequiado ricamente por el cacique Nicarao, descubriendo, de paso, el lago Ayagualo o Cocibolca, al que bautizaron como Mar Dulce.

##### Fundación de Villa de Bruselas (1524)
Las riquezas encontradas por González Dávila hicieron que el gobernador de Castilla del Oro, Pedrarias Dávila, enviara una misión al mando de Francisco Hernández de Córdoba, quien bordeó el litoral pacífico, desembarcó en el río Grande de Tárcoles y fundó Villa de Bruselas en 1524, cerca de la actual ciudad de Puntarenas. Villa de Bruselas fue la primera población colonial en territorio costarricense. En 1524, Nicoya surgió como entidad política, administrativa y jurídica supeditada a Villa de Bruselas, configurando la región de la península de Nicoya, las islas y la banda costera del golfo como un espacio socioeconómico, institucionalizándose la encomienda sobre los chorotegas de Nicoya y la isla de Chira, y los huetares occidentales del litoral oriental. Villa Bruselas fue despoblada por orden de Pedrarias Dávila en 1527, una vez consolidada la Provincia de Nicaragua, que pasó a controlar Nicoya hasta 1554, año en que se creó el Corregimiento de la provincia de Nicoya, puertos de Chira y Paro. Tras la emisión de las Leyes Nuevas en 1542 por parte de la Corona Española y la creación de la Audiencia de Guatemala en 1545, la Corona prohibió en 1549 la realización de nuevas conquistas en sus tierras de ultramar, prohibición que se mantuvo hasta 1556.

### Segunda fase de la conquista (1560-1573)
Para el año 1556, la Corona española autorizó nuevamente la realización de campañas de conquista en América. Para ese momento, se habían fundado las principales ciudades hispánicas en Guatemala, Nicaragua y Panamá, y el dominio español se había implantado en México y gran parte de Sudamérica. El territorio costarricense no obstante, a excepción de Nicoya, se encontraba en su mayor parte ajeno a la conquista ibérica.
La mayoría de los líderes expedicionarios en esta fase provenían de la América Septentrional ( León, Granada, San Salvador, Guatemala, Mérida, Antequera, Ciudad Real o México). Algunos como Juan de Cavallón, Juan de Estrada Rávago y Añez, Juan Vázquez de Coronado, Alonso Anguciana de Gamboa y Perafán de Rivera, descendían de poderosas familias o habían desempeñado cargos importantes en estas ciudades. La conquista de Costa Rica fue una continuación de la conquista y ocupación de Mesoamérica.

#### Expediciones de Juan de Cavallón y Juan Estrada Rávago (1560-1562)

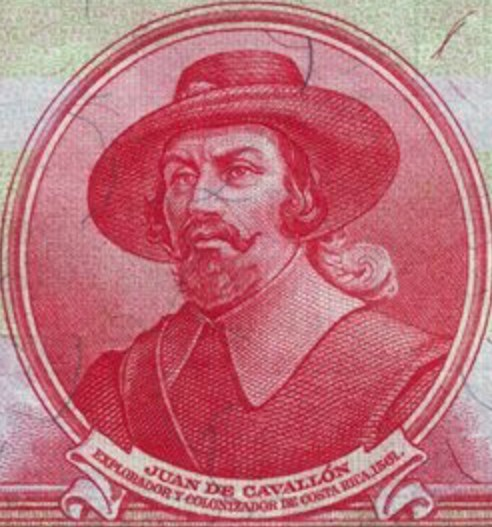
Dibujo a lápiz realizado en 1938 por Tomás Povedano del conquistador español Juan de Cavallón.

En 1560, una primera expedición de Juan de Estrada Rávago y Añez navegó la ruta del Lago de Nicaragua y el río San Juan para recorrer el litoral costarricense hasta Panamá, donde fundó, en Bocas del Toro, la ciudad de Castillo de Austria, que finalmente tuvo un destino parecido a otros intentos de fundación realizados años antes.
En enero de 1561, Juan de Cavallón salió de Granada (Nicaragua) por tierra, rumbo a Nicoya, recorrió la provincia de Guanacaste, hasta Chomes, donde dejó una columna que en lo sucesivo sería la vanguardia española para el ingreso de tropas al país, y estableció un campamento llamado "Real de la Ceniza" en la confluencia de los ríos Machuca y Jesús María. Una primera columna de soldados españoles se adentró en el territorio de las llanuras de San Mateo, en el llamado "Valle de Garabito", donde por primera vez encontraron resistencia por parte de los huetares súbditos de este cacique, por lo que tuvieron que replegarse. Otra columna entró en Orotina, donde fue capturado el cacique Coyoche. Posteriormente, Cavallón, siguiendo el río Grande de Tárcoles, entró en el Valle Central, donde, en marzo de ese año, fundó Castillo de Garcimuñoz (llamada así en honor a su ciudad natal), la primera población del Valle Central.
A Juan de Cavallón se le considera como el primer conquistador de Costa Rica, dado que fue el primero en traer cultivos europeos y ganado vacuno, porcino y caballar, si bien no pudo ejercer un control absoluto de la población indígena y se vio envuelto en una lucha contra el cacique Garabito, rey de los huetares, para poder adquirir víveres. El reino de Garabito se extendía desde el río Virilla hasta las costas del Pacífico (Jacó y Tilarán) y desde la cordillera Volcánica Central hasta el río San Juan, y su influencia en el país era enorme, aún entre sus enemigos los chorotegas, que controlaban Guanacaste. Garabito, símbolo de la resistencia huetar, no se enfrentó abiertamente a los españoles, sino que usó tácticas de guerrilla, con emboscadas e incursiones rápidas en los campamentos y las poblaciones españolas. Cavallón abandonó Costa Rica poco después, dejando Garcimuñoz al mando de Juan Estrada Rávago (que había ingresado posteriormente por el lado del Pacífico), el cual gobernó la provincia por diez meses mientras se nombraba un nuevo gobernador.

#### Expediciones de Juan Vázquez de Coronado (1562-1564) y fundación de Cartago (1563)
"Tracé una ciudad en el valle, en un asiento junto a dos ríos. Tiene el valle tres leguas y media en largo y legua y media en ancho; tiene muchas tierras para trigo y maíz; tiene el temple de Valladolid, buen suelo y cielo. Nombré a esta ciudad Cartago, por llamarse esta provincia deste nombre."
Juan Vázquez de Coronado (1563).

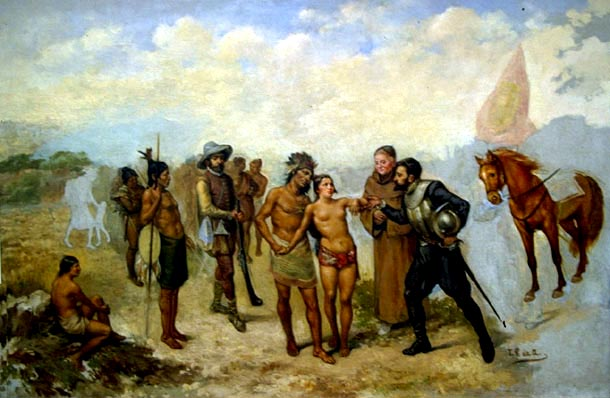
"El rescate de Dulcehe", óleo inconcluso de Tomás Povedano. Este episodio narra el rescate de una princesa de los quepoa raptada por los cotos, por parte de Vázquez de Coronado y sus hombres.
A Juan Vázquez de Coronado se le reconoce como el verdadero conquistador de Costa Rica por el papel pacificador que desempeñó al lado de los indígenas, ganándose su confianza y adhesión, empleando el diálogo en lugar de la violencia y entablando amistad entre españoles y aborígenes, además de que fue el que tuvo un mayor conocimiento del territorio costarricense.En todas sus empresas, Vázquez de Coronado prohibió a sus hombres el saqueo de los poblados indígenas, lo que le valió el apoyo de los jefes aborígenes.

En 1562, Juan Vázquez de Coronado, alcalde mayor de Nicaragua, fue nombrado alcalde mayor de Costa Rica y Nueva Cartago. En su primera expedición, partió de León el 18 de agosto, llegando a Nicoya el 6 de septiembre, donde sostuvo una reunión con los caciques de los bagaces, cotanes y zapandíes, sujetos a la autoridad del Corregidor de Nicoya, para asegurarse provisiones para el ingreso al Valle Central. Desembarcó luego en la desembocadura del río Tivives, desde donde se dirigió a la villa de Los Reyes, un campamento dejado por Cavallón, para luego marchar por tierra hasta Garcimuñoz. Su primera tarea fue intentar sofocar la rebelión del cacique Garabito, pero no pudo dar con su paradero. Entonces, convocó a los otros caciques del valle, de los cuales el primero en presentarse fue Accerrí, cacique de Aserrí, vasallo del Señor del Guarco, de los huetares orientales, quien fue bien recibido por Vázquez de Coronado. Aliándose con Accerrí y con los caciques de Yurustí y Turrubara, viajó al territorio de los quepoa, donde fue bien recibido y se le obsequió con objetos de oro.
En Quepos, los españoles quedaron impresionados por la riqueza agrícola de la zona, por lo que se instalaron y se lanzaron a la exploración del Pacífico sur del país. Allí enfrentaron la oposición de los cotos, que finalmente acabó en una tregua. Luego, regresó a Garcimuñoz. Mientras organizaba una segunda expedición, tuvo que enfrentar una rebelión de los huetares del Valle del Guarco, pero mientras iba al encuentro de los rebeldes, se concertó una reunión con el cacique Quitao, enviado por Correque (heredero del Señor del Guarco) para celebrar la paz. Diversos jefes indígenas se presentaron en Garcimuñoz (entre ellos, los caciques de Atirro, Turrialba, Orosi, Puririsí, Quircó, Abux y el mismo Correque, Señor del Guarco), y decidieron someterse al dominio español. Fue de esta manera que Vázquez de Coronado logró tomar posesión del reino oriental de los huetares (el Valle del Guarco), aunque aún tuvo que enfrentar a los rebeldes huetares occidentales bajo la dirección del rey Garabito, y del príncipe Quizarco, hermano de Coquiba, cacique de Pacacua.
Tras la sumisión de los huetares orientales, el centro de dominio español se trasladó al Valle del Guarco, de mejor clima y gran belleza natural. Allí, Vázquez de Coronado fundó la ciudad de Cartago entre los ríos Coris y Purires, la cual poco después trasladó a otro sitio del valle ya que su primer asentamiento era una zona de frecuentes inundaciones. Afianzado en Cartago, Vázquez de Coronado envió una segunda expedición al Pacífico Sur (que enfrentó una nueva resistencia de los cotos), para luego regresar a Nicaragua, de donde volvió con más hombres y provisiones, con los que partió desde Cartago hacia la cordillera de Talamanca, en busca de la reputada Provincia de Ara, en la cuenca del río Tarire, famosa por ser la más rica en yacimientos auríferos del país. Una vez en Ara, en la región del Caribe, pactó con los indígenas locales para que no le atacaran, luego de lo cual regresó siguiendo la ruta del río Reventazón, hasta Cartago, donde enfrentó una nueva rebelión indígena, tras lo cual decidió que necesitaba el apoyo de la Corona y viajó entonces a España, donde obtuvo el título de gobernador, adelantado, capitán general y alguacil mayor de la Provincia de Costa Rica, pero murió en un naufragio en 1565 en la barra de Guadalquivir, a la salida de San Lúcar de Barrameda, océano Atlántico. Con su ausencia, los soldados españoles iniciaron la represión de los indígenas, que se alzaron bajo el mando del cacique Turichiquí de Ujarrás, y sitiaron Cartago en 1566.

#### Perafán de Rivera y el reparto de encomiendas (1565-1573)
Con la trágica muerte de Vázquez de Coronado, muchos españoles optaron por abandonar el territorio costarricense, por lo que se nombró a un nuevo gobernador en 1566, Perafán de Rivera, cargo que asumió hasta 1568. Una de sus primeras decisiones fue la de fundar un asentamiento en la costa oriental del golfo de Nicoya, al que llamó Aranjuez, y un puerto, La Ribera, cerca de la desembocadura del río Barranca, con el propósito de controlar a los huetares occidentales de ese litoral que aún eran leales al indómito Garabito. Perafán de Rivera también introdujo el primer hato de ganado vacuno (traído desde Honduras) que dio origen a la producción ganadera del país en el siglo XVI. En 1569, Perafán de Rivera sometió a encomienda a los indígenas y repartió la tierra entre los colonos españoles de Cartago y Aranjuez, iniciando de este modo el periodo colonial.
El reparto hecho por Perafán de Rivera fue, de hecho, ilegal según las Leyes Nuevas promulgadas en 1542 (no podían entregarse encomiendas a particulares, sino solo a la Corona en la forma de su Tesorería Real, y ésta era la encargada de distribuir los tributos a cada poblador), sin embargo, fue la única forma de resolver el problema de la inestabilidad de los colonos, que entraban y salían del país con cada nuevo conquistador, lo que finalmente abrió el camino para el desarrollo de la colonización española en el Valle Central. Sin embargo, al ser la expedición de Perafán la más reciente en ingresar al país, le fue otorgada la tierra que pertenecía aún a indígenas sin someter, por lo que su hueste se vio obligada a partir rumbo al Valle de la Estrella en busca de un nuevo territorio para fundar nuevas poblaciones. La expedición al Valle de la Estrella fue un fracaso por la gran oposición indígena (de todos los conquistadores, solo Vázquez de Coronado había logrado evitar ser atacado por los naturales de la costa atlántica), por lo que decidió atravesar la Cordillera de Talamanca y buscar la costa del Pacífico, adentrándose en el territorio de los buricas, donde fundó la ciudad de Nombre de Jesús a orillas del río Grande de Térraba. Esta fundación fue efímera debido a la larga peregrinación por selvas vírgenes, la lucha incesante contra el hambre, los obstáculos de una naturaleza terrible y la tenaz resistencia de los indígenas, además de que no existía voluntad de la Corona ni de los conquistadores para sufragar los requerimientos mínimos de una tercera ciudad. Tras la muerte de su esposa e hijo, más trece soldados, en Nombre de Jesús, Perafán de Rivera regresó a Cartago en 1572, y ese mismo año, trasladó la ciudad al sitio de Mata Redonda, en el oeste del actual San José. Nombre de Jesús fue abandonada y, finalmente, Perafán se fue del país en 1573.

### Balance de la conquista en la década de 1570
Para mediados de la década de 1570, los españoles habían logrado, por un lado, la colonización efectiva del Valle Central al repartir a los indígenas del Valle del Guarco en buenas encomiendas (aunque la misma ciudad de Cartago no era más que un campamento con cuarenta soldados), y por el otro, la fundación de un poblado más o menos permanente en Aranjuez, cerca del actual puerto de Caldera. Nicoya, no obstante, estaba en su poder desde 1520, durante la primera etapa de la conquista.
Al final del periodo de la conquista ibérica, por otro lado, en el sur y en las llanuras del norte del país, los pobladores autóctonos lograron evitar la dominación española y conservar su modo de vida apegado a sus tradiciones y creencias, por lo que tales zonas se constituyeron en zonas de refugio y resistencia para los indígenas que lograron sustraerse al dominio hispano.

## La sociedad virreinal (1575-1821)

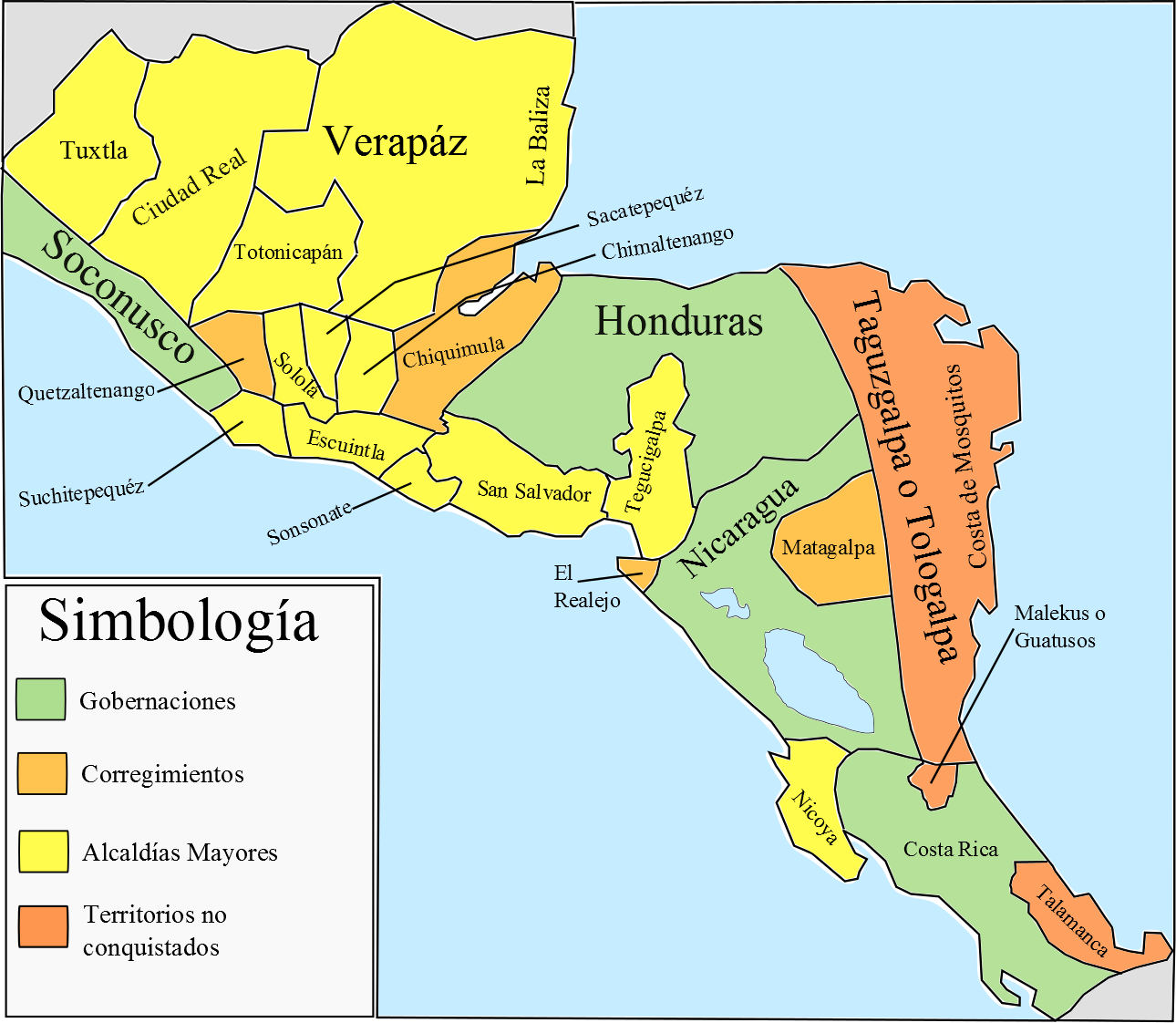
La gobernación de Costa Rica y el resto de la Capitanía General de Guatemala para el año de 1780, antes de la implementación del sistema de intendencias

### El gobierno virreinal
La llegada del gobernador interino Alonso Anguciana de Gamboa en 1573 marca el inicio de una serie de cambios que permitieron la transición de la conquista hacia la colonización del territorio costarricense. Al reparto de encomienda hecho por Perafán de Rivera, se sumó la sumisión de Garabito, lo que permitió a los españoles controlar el vasto territorio que abarcaba su reino. Las ciudades más importantes de la época, Cartago y Espíritu Santo, luego llamada Esparza por el gobernador Diego de Artieda Chirino y Uclés, fueron reasentadas en los lugares que ocupan en la actualidad. Nuevos colonos (familias de campesinos labradores) se empezaron a asentar en los alrededores de Cartago, la capital colonial. Por último, se consolidó el sistema de comercio español teniendo su principal puerto en la Ciudad de Panamá, lo que permitió a los colonos realizar intercambios mediante el puerto de Caldera. Los encomenderos se constituyeron en el grupo social dominante gracias al monopolio de las producciones indígenas por medio del tributo.
El cabildo, especie de concejo municipal, fue la primera unidad de administración local implantada por los españoles en los lugares donde se asentaban, y sirvió como una especie de autoridad general para totalidad del territorio recién ocupado mientras el rey no nombrara funcionarios.
Los primeros gobernadores ibéricos debieron sus posiciones a su participación en la conquista, y tenían poderes prácticamente ilimitados sobre los territorios a su cargo, mientras la Corona Española no lograse tener control efectivo sobre ellos. Esto se logró a través del nombramiento de funcionarios reales, restándole poder a los primeros gobernadores y a los cabildos, y consolidando el dominio real sobre los nuevos territorios.
En la ciudad de Cartago, se asentó el gobernador, la máxima autoridad española en tiempos de la colonia. Tras Juan Vázquez de Coronado, los siguientes gobernadores eran nombrados por el rey, que podía removerlos a voluntad. El gobernador poseía autoridad política y judicial sobre el territorio, que en esa época consistía en la llamada Gobernación de Costa Rica (también llamada Provincia de Costa Rica), creada a partir de la Gobernación de Nuevo Cartago y Costa Rica (conocida también como Provincia de Cartago, creada en 1540 con los territorios de la Veragua Real), que se extendía entre el río Tempisque en el Pacífico seco y el río San Juan en la zona del Caribe norte, hasta la isla del Escudo de Veragua en Bocas del Toro por el lado del Caribe, y hasta el río Chiriquí en el Pacífico. A pesar de esto, el dominio de los asentamientos españoles de Cartago y Esparza era muy reducido: se circunscribía principalmente al Valle Central y el Pacífico seco.
La Gobernación de Costa Rica formó parte de una división administrativa mayor: la Audiencia de Guatemala (Reino de Guatemala), cuya capital era Santiago de Guatemala, que comprendía los territorios de Chiapas, Guatemala, El Salvador, Honduras, Nicaragua, Nicoya y Costa Rica. El Reino de Guatemala estaba integrado, a su vez, al Virreinato de la Nueva España, aunque la Audiencia tenía el estatuto de Audiencia Mayor, lo que la hacía prácticamente independiente del reino mexicano, lo que hacía que la audiencia respondiese directamente ante el rey y el Consejo de Indias, por lo que también se le llamaba Capitanía General de Guatemala.
Durante cerca de trescientos años, se administró la región como parte de la Capitanía General de Guatemala, bajo un gobernador militar. Con optimismo, se había llamado a la zona "Costa Rica" ya que habían encontrado yacimientos de oro y otros minerales de valor en el territorio, sin embargo, viendo que los lugares no eran tan ricos como se pensaba, en comparación a las otras provincias, dicho territorio se dedicó exclusivamente a la agricultura.
Los pequeños terratenientes, muchos de estos criollos católicos y criptojudíos relativamente pobres, la falta de mano de obra indígena, la homogeneidad étnica de la población, aunado al aislamiento que tenía con relación al movimiento de la América Septentrional y los Andes, contribuyeron en gran manera en el desarrollo de una sociedad más igualitaria que sus congéneres igualitaria. A finales del siglo XVIII, debido al desarrollo agrícola, las autoridades de la Capitanía pusieron atención a la zona, y comenzaron el cultivo del tabaco, el cual se convirtió en un importante producto de exportación. Las exportaciones de tabaco favorecieron la creación de una sociedad más próspera. Durante este tiempo también fue marcado el cultivo del café que se volvió entonces un importante producto de exportación.
En 1573, con la desaparición de Garabito, el gobernador Alonso Anguciana de Gamboa consolidó la colonización del territorio, y se formaron asentamientos en las ciudades de Cartago y Espíritu Santo (actual Esparza), principalmente campesinos labradores. La Gobernación de Costa Rica se extendió desde el río Tempisque y la margen derecha del río San Juan de Nicaragua, al oeste y norte, hasta la isla del Escudo de Veragua en Bocas del Toro y el río Chiriquí en el sureste. El dominio efectivo español sobre el territorio fue más pequeño: el Valle Central, la región del Pacífico seco, el Valle del río Reventazón hasta el Caribe central y parte del Pacífico sur. La capital provincial se ubicó en Cartago. Talamanca, algunas secciones del Pacífico sur y las llanuras del norte (actual San Carlos) funcionaron como refugio para los indígenas, por su difícil acceso o falta de interés de las autoridades en controlarlas. Nicoya se constituyó en una Alcaldía Mayor con fuertes lazos con la Provincia de Nicaragua en parte cimentadas por el comercio ganadero. Entre 1570 y 1581 surgieron varias villas que se fundaron primeramente como pueblos de indios, a cargo de un corregidor y bajo el adoctrinamiento religioso de frailes franciscanos.
La provincia tuvo varios ciclos económicos: una economía de subsistencia basada en los tributos indígenas en especie (encomienda) y en el trabajo de labradores sin derecho a encomienda (o encomenderos empobrecidos, que se volvieron campesinos), que subsistían mediante la chacra, por lo menos hasta 1610; la exportación de maíz, trigo, harina, bizcocho, sebo, cerdos y capones mediante mulas (1590-1680), que se hacía por tierra por los antiguos caminos prehispánicos que comunicaban el Valle Central con el Pacífico, hacia Panamá; la producción ganadera (1650-1750) en Esparza y Guanacaste hacia Granada y León; el ciclo del cacao (1727-1747) en el valle de Matina, que era vendido mediante contrabando a comerciantes ingleses y neerlandeses, comercio ilícito que rompía el monopolio impuesto por los españoles; el cultivo del tabaco (1787-1792), que Costa Rica recibió como monopolio en 1787, exportado a Granada, y que se cultivó en el Valle Central, lo que permitió que se consolidaran algunas poblaciones en lo que luego serían San José y Heredia.
La población indígena disminuyó debido a las guerras de conquista, y a las enfermedades traídas de Europa. Los pocos indígenas que quedaron debieron realizar servicios personales a los peninsulares. Hubo varias rebeliones: el incendio de Santiago de Talamanca (1610); la rebelión urinama de 1678, que propició que se trajese mano de obra africana para trabajar en los cacaotales entre 1680 y 1690; y la más importante, la de Pablo Presbere (1709), que aglutinó a los reinos indígenas de Tierra Adentro y recuperó la soberanía de sus territorios en Talamanca. Durante el siglo XVII, el país se vio azotado por las constantes invasiones de piratas provenientes del Reino de la Mosquitia (litoral atlántico de Honduras y Nicaragua): en 1666, 1676, 1681, 1687, 1742 y 1747 en la costa del Caribe, y en 1681, 1685 y 1686 por el Pacífico.
El censo borbónico de 1778 determinó la composición étnica de la población: 12%, indígenas; 18%, negros y mulatos; 60%, mestizos "claros" (según consta en el documento); y 10%, españoles. Socioculturalmente, era un mundo de campesinos y comerciantes donde se imponía una cultura criolla-mestiza que incorporaba elementos africanos e indígenas. Costa Rica, con apenas 50 000 habitantes hacia 1800, no tenía suficiente población para colonizar todo el territorio nacional. Las enfermedades tropicales, de pantanos, y la falta de tierras fértiles, la escasez de mano de obra por ser tierras poco aptas para las poblaciones dados los limitados recursos mineros, y lo accidentado del terreno que conforma la mayoría del Valle Central, se unieron para que la colonización española fuera muy lenta y se enfrentara a serias limitaciones económicas para poder llevarse a cabo. Costa Rica fue entonces la provincia más austral y pobre de la Nueva España. En lo religioso, el culto a la Virgen de los Ángeles, la «Negrita» (desde 1635), permitió satisfacer las necesidades espirituales de las masas campesinas mestizas, mulatas y españolas, permitiendo de alguna manera una mayor integración de estos grupos sociales. Al término del periodo virreinal, coexistían en Costa Rica dos sociedades: la de origen hispánico, implantada en el Valle Central y con prolongaciones hacia el Caribe central y Pacífico seco, central y sur; y la sociedad indígena que no pudo ser sometida en Talamanca, las llanuras de los guatusos y parte del Pacífico sur.

## Independencia
En la ciudad de Cartago a los veintinueve días del mes de octubre de mil ochocientos veintiuno, con premisas de las plausibles noticias de haberse jurado la independencia en la capital de México y en la Provincia de Nicaragua, juntos en cabildo extraordinario y abierto el Muy Noble y Leal Ayuntamiento de esta ciudad, los señores Vicario y cura Rector, el Ministro de Hacienda Pública, innumerables personas de distinción y pueblo, se leyeron los oficios y bando de señor Jefe Político Superior, don Miguel González Saravia de 11 y 18 de corriente en que conforme al voto de los partidos de Nicaragua se juró en León el día once del mismo la independencia absoluta del gobierno español y bajo el plan que adopte el imperio mexicano. Habiéndose leído también un manifiesto de Guatemala sobre el verdadero aspecto de su independencia, por unánime voto de todos los circunstantes, se acordó: 1° Que se publique, proclame y jure solemnemente el jueves 1° de noviembre la independencia absoluta del Gobierno español...
Fragmento del Acta de Independencia de Costa Rica. 29 de octubre de 1821.

Costa Rica se independizó del Imperio español el 15 de septiembre de 1821, junto a las demás provincias de la antigua Capitanía General de Guatemala. La independencia, decidida en Guatemala, había pasado inadvertida para los costarricenses, que se enteraron por sorpresa de ella cuando llegó la noticia a Cartago el 13 de octubre de 1821, siendo gobernador el capitán Juan Manuel de Cañas. Junto con la noticia de la independencia, un documento fechado el 16 de septiembre de 1821, redactado por José Cecilio del Valle y firmado por el capitán general Gabino Gaínza, llegó otro documento conocido como el Acta de los Nublados, redactado en León, Nicaragua, el 28 de septiembre de 1821. El Acta de los Nublados optaba por un desacuerdo de la Intendencia de León (a la que pertenecía la Provincia de Costa Rica) con lo acordado por las autoridades de Guatemala, y pedía a los costarricenses que esperasen "hasta tanto se aclaren los nublados del día", por si la independencia era revertida por los españoles.
La noticia de la independencia provocó alegría y desconcierto entre los costarricenses. En esa época, Costa Rica era la provincia más atrasada y pobre del Imperio español. Lejana, prácticamente "olvidada" por las autoridades residentes en Guatemala, poblada con escasos 50 000 habitantes distribuidos en pequeñas aldeas del Valle Central, el Pacífico central y sur, y el Caribe. Contaba con la economía más débil de los miembros de la Capitanía General de Guatemala, con un comercio limitado a Panamá y Nicaragua, y desvinculada del mercado mundial porque no había podido consolidar una actividad productiva importante como para mantener dicho vínculo. No existían bases materiales más o menos firmes sobre las que reposara algún grado de seguridad para que el pueblo pudiese realizar sus labores cotidianas. Aspectos como el desarrollo del arte, la medicina, la alfabetización, la presencia de intelectuales y obras de infraestructura eran prácticamente nulos. La población se caracterizaba por su evidente pobreza, a excepción de un pequeño grupo de descendientes de españoles, casi todos habitantes de Cartago, que eran propietarios de las haciendas, los cultivos y los hatos ganaderos. Era una Costa Rica de grandes contrastes sociales. En el campo de la sanidad y la medicina, la situación no era alentadora: los curanderos no sabían leer y no había en el país un solo farmacéutico. No había hospital ni botica ni médicos. La primera escuela primaria había sido fundada en 1814, conocida como escuela de Santo Tomás, ubicada en San José. Como contraste, otras provincias como Guatemala y Nicaragua tenían su propia universidad.
En lo político, era una sociedad conservadora dirigida y guiada por sectores políticos afines a la Corona. La disidencia política, residente en su mayor parte en San José, se mantenía en la sombra. La noticia de la independencia planteó un debate político en torno a varios asuntos fundamentales: la nueva organización política a construir, la seguridad interna y externa, la vinculación al mercado mundial, la construcción del Estado nacional, y la determinación de quiénes tomarían las riendas políticas del país. La independencia fue una ruptura existencial debido a que se debieron formar nuevas relaciones sociales, pues mientras el sector conservador en el poder, conformado por sacerdotes, comerciantes, militares y burócratas, era partidario del viejo orden colonial, existía otro grupo de costarricenses que no formaba ni tenía relación directa con la cúpula en el poder, que vio la independencia como una nueva situación que planteaba nuevas opciones y desafíos para los costarricenses.

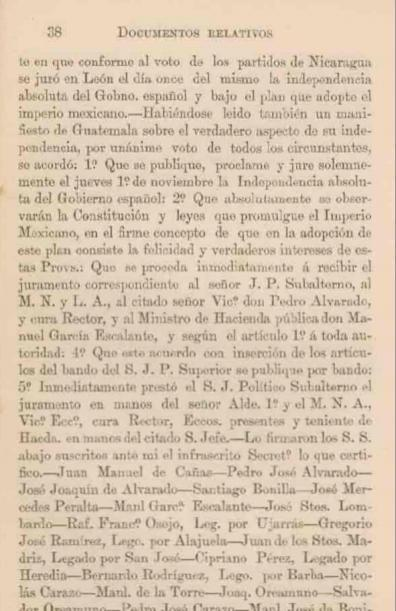
Acta de Independencia de Costa Rica del 29 de octubre de 1821.

El gobernador Juan Manuel de Cañas, al conocer el contenido de ambos documentos, tomó la decisión de reunir al pueblo en la plaza principal de la ciudad de Cartago, convocatoria a la que acudieron las autoridades civiles y religiosas, así como los pobladores. Cañas les informó la necesidad planteada en el Acta de los Nublados de declarar la independencia total de las autoridades de Guatemala, "que parece se ha erigido en soberana", pero que aconsejaba a los pobladores de Nicaragua y Costa Rica a que se limitaran momentáneamente de hacerlo del gobierno español. No obstante, el Acta de Guatemala también invitaba a los pueblos de la Capitanía a enviar representantes para integrar un Congreso con capacidad de extender la independencia al resto de las provincias, para decidir la forma de gobierno y redactar una constitución política.
Influenciados por Cañas, los delegados de Cartago, Heredia y San José decidieron sujetarse a lo dispuesto en el Acta de los Nublados. Sin embargo, el 15 de octubre de 1821, el cabildo de Cartago acordó anular los votos emitidos anteriormente y adoptar la decisión de mantenerse al margen de los acontecimientos, sin asumir ningún compromiso con Guatemala o León. El cabildo de San José decidió acuerpar lo decidido en Cartago, pero además recomendó la formación de un gobierno provisional para el país, que se hiciera cargo de los asuntos públicos y de la seguridad ciudadana. La propuesta fue aceptada por los demás cabildos, excepto por Heredia, que abogada por adherirse a lo decidido en la Intendencia de León.
Se formaron dos fuerzas: una de las tendencias sostenía la idea de que los delegados nombrados por los cabildos no tenían la autoridad necesaria para decidir qué tipo de gobierno le convenía a Costa Rica, por cuanto no habían sido elegidos por voluntad popular. El líder de esta idea era un bachiller nicaragüense emigrado a Costa Rica, de nombre Rafael Francisco Osejo. La tesis contraria, encabezada por José Santos Lombardo, consideraba que los delegados tenían el poder y la autoridad para tomar esa decisión. Triunfó la tesis de Osejo y el 29 de octubre de 1821 se celebró un cabildo abierto en Cartago, en el que se redactó un acta que proclama la Independencia de Costa Rica del Gobierno español, pero al mismo tiempo se aprobó que se observaran la Constitución y leyes que promulgara el Imperio mexicano de Agustín de Iturbide, en el “firme concepto de que en la adopción de este plan consiste la felicidad y verdaderos intereses de esta provincia”. La unión a México era apoyada por las fuerzas conservadoras que encabezaban las ciudades de Cartago y Heredia, pero los liberales de San José y Alajuela abogaban por una independencia total de cualquier otro estado. El juramento de fidelidad a Iturbide fue aplazado con diversos pretextos y al final nunca llegó a realizarse. Finalmente, ambas tendencias llegarían a enfrentarse en un enfrentamiento bélico en 1823. El 12 de noviembre de 1821, se llevó a cabo una nueva Asamblea con el objetivo de nombrar una Junta que se encargaría de redactar la primera Constitución Política de Costa Rica, conocida como Pacto de Concordia, que entró en vigencia el 1 de diciembre de 1821.

## Formación del Estado costarricense (1821-1849)
La formación del Estado costarricense abarca cuatro procesos históricos:
- el primero, entre 1821 y 1825, es cuando se inicia el proceso constitutivo del Estado, durante el cual la mayoría de las fuerzas sociales del país participa en la construcción del nuevo proceso social que desembocará más tarde en la formación del Estado costarricense. Durante este periodo se dan hechos importantes como la firma del Pacto de Concordia, la primera constitución del país; la primera guerra civil (1823) y culmina con la incorporación de Costa Rica a la República Federal de Centro América.

- el segundo, entre 1825 y 1835, se caracteriza por una fuerte pugna de poder entre los diversos actores sociales del país (sacerdotes, militares, civiles, imperialistas, republicanos). Este periodo coincide con el gobierno del primer jefe de Estado de Costa Rica, Juan Mora Fernández, cuya experiencia y gran tino en el manejo del gobierno logra controlar las fuerzas disgregadoras del poder, encarnadas en las municipalidades. La presencia de un fuerte regionalismo va a dar lugar a una soberanía fragmentada y donde predomina el dominio político de las familias influyentes de las cuatro principales ciudades del Valle Central: San José, Heredia, Alajuela y Cartago. En este periodo se darán acontecimientos importantes como la fundación de varias instituciones (Casa de Moneda, Asamblea Legislativa, Corte Suprema de Justicia, alcaldías), la autonomía de Costa Rica con respecto a la República Federal, y la anexión del Partido de Nicoya. Este proceso culmina con la Guerra de la Liga, la segunda guerra civil de Costa Rica.

- el tercero, entre 1835 y 1842, coincide con las administraciones de Braulio Carrillo Colina y se caracteriza por la centralización del poder, el desplazamiento de los sacerdotes del manejo del Estado y el ascenso de los militares como fuerza resolutoria. Durante este periodo destaca el establecimiento definitivo de San José como capital del país, a consecuencia de la Guerra de la Liga; la separación de Costa Rica de la República Federal (1838); el establecimiento de los primeros códigos civiles, penales y de procedimientos; y la privatización de la propiedad que impulsa la actividad cafetalera y la convertirá en motor de la economía nacional. Este proceso culmina con el derrocamiento de Braulio Carrillo por Francisco Morazán (1842).

- el cuarto, entre 1842 y 1849, será de gran inestabilidad política, con la consolidación de los militares en el poder político, convirtiéndose en jueces sociales importantes no solo en este periodo sino por el resto del siglo XIX. En este periodo ocurrirán tres golpes de Estado, dos renuncias de gobernantes y habrá cuatro Constituciones políticas, incluyendo la de 1848 que declara a Costa Rica como República. Además, la década de 1840 será la del despegue económico, cuando el café finalmente se convierte en la alternativa económica que incorpora a Costa Rica en el mercado mundial, y que también permite la consolidación de una élite dominante (la oligarquía cafetalera) que se disputa el poder político. El proceso culmina con el ascenso al poder de Juan Rafael Mora Porras (1849).

### Periodo 1821-1825
Confirmada la independencia nacional en 1821, la sociedad costarricense se vio enfrentada a dos problemas fundamentales: el económico y el político. La independencia tomó a las autoridades coloniales y a las fuerzas sociales del país por sorpresa, y en consecuencia, cada uno actuó en la redefinición de los espacios sociales y la constitución del poder político.
Se destacó durante este periodo la participación de los sacerdotes ocupando cargos públicos: la primera junta de delegados de los pueblos, reunida en noviembre de 1821 (dos meses después de la independencia) en Cartago para asumir el gobierno, fue presidida por el presbítero Nicolás Carrillo y Aguirre, mientras que otros de los miembros de la primera junta interina de Gobierno fueron el presbítero Nereo Fonseca y el vicario Pedro José de Alvarado. En el primer Congreso Legislativo de Costa de 1824, entre los once diputados propietarios, cuatro eran sacerdotes, y entre los cuatro suplentes, uno era sacerdote.
Además de los sacerdotes, también destacó la presencia de comerciantes y empresarios, como Rafael de Gallegos, Juan Mora Fernández, Rafael Barroeta y Castilla, Santiago Bonilla y Gregorio José Ramírez, e intelectuales, como el bachiller Rafael Francisco Osejo, José Santos Lombardo y Juan de los Santos Madriz. Entre los militares, destacan nombres como los de Florentino Alfaro Zamora y Antonio Pinto Soares.
Los dos acontecimientos más importantes de este periodo fueron la creación de una Constitución Política y dos juntas de gobierno, actos realizados con gran participación popular; y el avance de las posiciones republicanas que atentaron contra el viejo orden colonial, lo que desencadena la primera guerra civil y el reacomodo político de los costarricenses en la vida republicana.

#### El pacto de Concordia (1821)
La provincia de Costa Rica está en absoluta libertad y posesión exclusiva de sus derechos para constituirse una nueva forma de gobierno y será dependiente o confederada de aquel Estado o potencia que le convenga adherirse, bajo el preciso sistema de absoluta independencia del Gobierno español y de cualquiera otro que no sea americano.
Artículo 1° del Pacto de Concordia. 1 de diciembre de 1821.

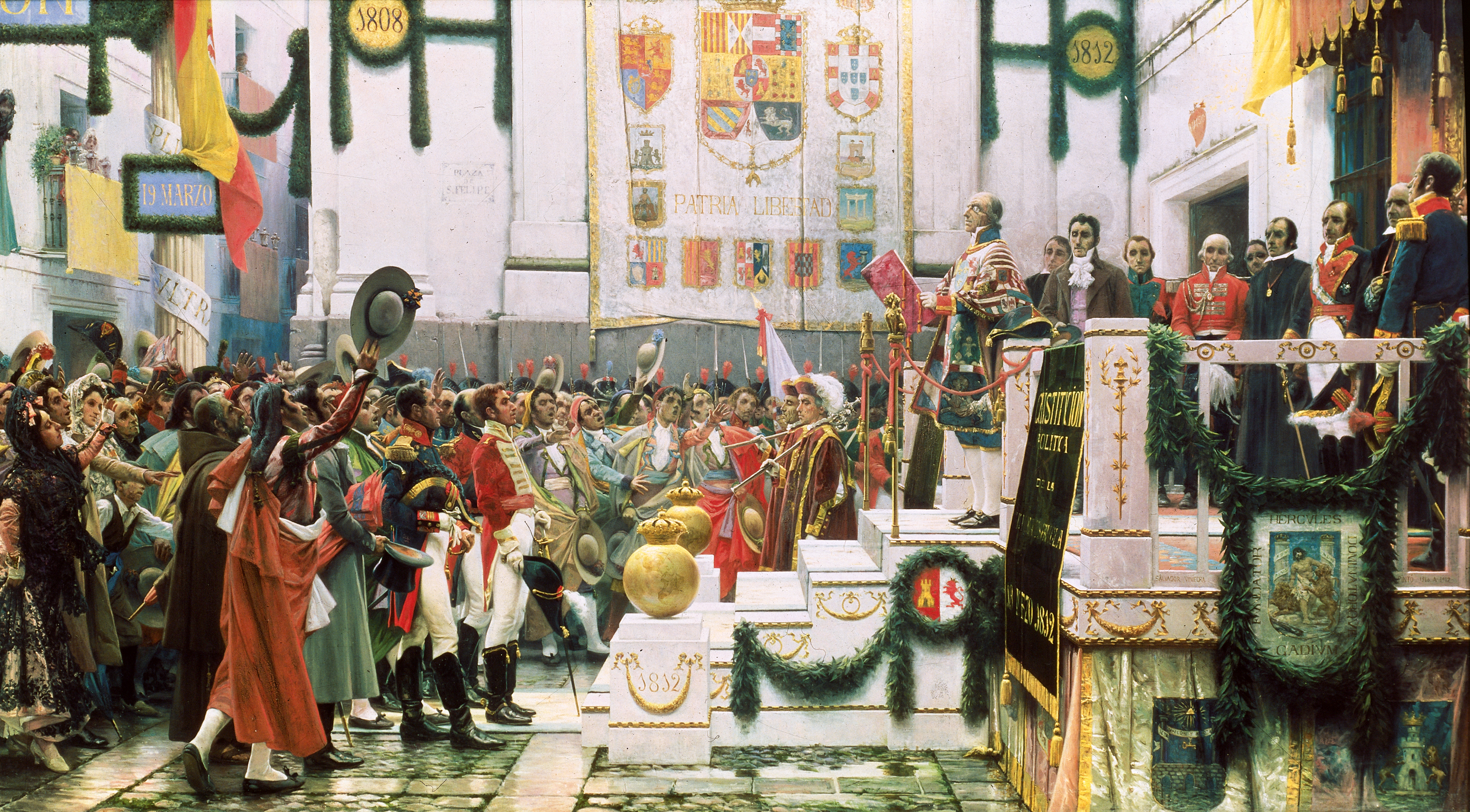
Al igual que sucedió con otros países de América Latina, la Constitución española de 1812, promulgada por las Cortes de Cádiz, fue el modelo que utilizaron los costarricenses para crear su primera constitución política, el Pacto de Concordia, promulgada el 1 de diciembre de 1821. En la imagen, La promulgación de la Constitución de 1812, obra de Salvador Viniegra.

La independencia dejó claro que, más que un país, Costa Rica era una provincia cuyo territorio se encontraba gobernado por cuatro poblaciones principales afiliadas, pero rivales entre sí: Cartago, San José, Heredia y Alajuela. Cada uno de los cabildos de estas ciudades tenía sus propios planes de cara al futuro. La independencia marcó el inicio de un gran debate en torno al poder político, asociado a un proceso de reacomodo social que se inicia a partir de octubre de 1821. Cartago, la capital colonial, tenía una población que era afín a las autoridades españolas, mientras que Heredia se consideraba a sí misma una entidad aparte del resto de la provincia, de la cual se había separado para sujetarse directamente a las autoridades de León, Nicaragua. Por su parte, en San José y Alajuela predominaban las ideas republicanas y liberales que abocaban por una independencia total de cualquier otro Estado. En contraposición a la actitud de las ciudades del Valle Central, los pueblos de las regiones de Puntarenas (cuya principal población era Esparza) y Limón (con Matina a la cabeza), no se encontraban inmersas en ese juego político, mientras que el Partido de Nicoya (futura provincia de Guanacaste) era una unidad política independiente.
A pesar de las discrepancias, los costarricenses se dieron a la tarea de construir un mínimo de reglas políticas que les permitiera enfrentar la nueva realidad, para lo cual recurrieron a la Constitución de Cádiz de 1812. Se convocó a los cabildos de las cuatro ciudades a enviar sus representantes a Cartago para el mes de noviembre de 1821. Estos representantes conformaron la primera Junta de Delegados de los pueblos, nombrándose al sacerdote Nicolás Carrillo y Aguirre como su presidente. Esta Junta nombró una comisión que se encargó de redactar la primera Constitución Política de Costa Rica: el Pacto Fundamental Interino de Costa Rica, también conocido como Pacto de Concordia. Esta comisión estuvo conformada por cinco miembros: Juan Mora Fernández y Juan de los Santos Madriz, liberales; José Santos Lombardo y Alvarado, Joaquín de Iglesias Vidamartel y Rafael Barroeta y Castilla, conservadores.
El Pacto de Concordia estableció el derecho absoluto de la Provincia de Costa Rica para constituir su propia forma de gobierno, que quedaría a cargo de una Junta Superior Gubernativa. Además, se reconocieron los derechos de los habitantes, se abolió la esclavitud y se proclamó la libertad de comercio. Sin embargo, existía dentro del mismo un punto álgido: la rotatividad de la capital por cada una de las cuatro ciudades del Valle Central, lo que contribuyó a estimular la confrontación principalmente entre Cartago y San José. El pacto aspiraba a crear un ambiente de tranquilidad y unión ("de concordia") entre los pueblos que lo conformaban, aunque en la práctica funcionó para postergar la realidad política de división entre las ciudades rivales, de manera que contuvo por un breve periodo de tiempo una inminente confrontación bélica.

#### Guerra de Ochomogo (1823)
Los liberales... se reunieron en San José y Alajuela, cuyas poblaciones en masa se levantaron contra los conspiradores.
Felipe Molina. Apuntamientos para la historia de Costa Rica. 1851.

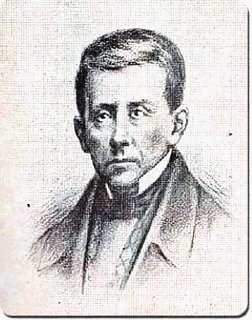
Gregorio José Ramírez (1726-1823) fue marinero, comerciante y político. Encabezó el Ejército Republicano que venció a las fuerzas imperialistas en la Batalla de Ochomogo el 5 de abril de 1823. Pudiendo gobernar como dictador, decidió devolver el poder, por lo que se le reconoce como Benemérito de la Patria.

A pesar del Pacto de Concordia, la desconfianza mutua y los localismos llevaron a cada una de las ciudades del Valle Central a defender sus propios intereses. Desde diciembre de 1821, el cabildo de Cartago había decidido anexionar a la Provincia de Costa Rica al Primer Imperio Mexicano, estado que nació como resultado del movimiento independentista de Nueva España, pero respaldó que la Junta Superior Gubernativa gobernara el país mientras el Imperio se consolidaba constitucionalmente. Las ciudades de San José y Alajuela decidieron momentáneamente apoyar el acuerdo, con el propósito de establecer el gobierno, pero se oponían a la adhesión y preferían algún tipo de independencia republicana. Heredia, por su parte, abogaba por la sumisión a las autoridades imperialistas de León, Nicaragua, que amenazaron con enviar tropas para invadir Costa Rica. En México, Agustín de Iturbide se proclamó emperador e invitó a las autoridades de Guatemala a unirse al Imperio, para lo cual además envió un ejército, que sofocó una rebelión en la Provincia de San Salvador.
El primer gobierno constitucional que tuvo Costa Rica, llamada primera Junta Superior Gubernativa de Costa Rica, estuvo conformado por Rafael Barroeta y Castilla como presidente, José María de Peralta y La Vega, Juan Mora Fernández (secretario), Santiago Bonilla, Rafael de Gallegos, Joaquín de Iglesias y José Mercedes de Peralta. Se nombraron tres miembros suplentes: Bruno Prieto, Pedro Carazo y Juan Antonio Alfaro. Esta Junta inició sus actividades el 13 de enero de 1822 y se extendió por un año y cambió de sede cada tres meses, alternando entre las cuatro principales ciudades del Valle Central.
El 1 de enero de 1823, una segunda Junta Superior Gubernativa, integrada ampliamente por liberales y presidida por José Santos Lombardo, reemplazó a la Junta anterior, de mayoría conservadora. El viraje político molestó a las fuerzas conservadoras, haciéndose más latente la fragilidad del acuerdo estipulado en el Pacto de Concordia. En febrero de 1823, estalló en Cartago una pequeña rebelión popular que abogada por una unión federal con Colombia. El movimiento fue apoyado por San José y Alajuela, que buscaban socavar a las fuerzas unionistas en Cartago, mientras que las autoridades de Heredia se consideraban escindidas del país. Para evitar el rompimiento del orden constitucional, la Junta convocó a los ayuntamientos para configurar un Congreso de diputados, que se reunió en marzo de 1823. Este fue el Primer Congreso de Costa Rica, que decidió oponerse a la adhesión de Costa Rica al Primer Imperio Mexicano, y reemplazar a la Junta Superior Gubernativa de siete miembros por un poder ejecutivo de tres miembros, al cual se le llamó Diputación de Costa Rica, y presidido por Rafael Francisco Osejo. Esta Diputación se convirtió en el primer intento de centralizar el poder y reducir la influencia de los intereses locales en el gobierno.
En Cartago, no obstante, las fuerzas conservadoras, dirigidas por algunos sacerdotes, militares, comerciantes e intelectuales, decidieron desconocer al nuevo gobierno. El 23 de marzo de 1823, tomaron el Cuartel de Armas de Cartago y proclamaron, junto a Heredia, la unión al Imperio mexiacano. Como respuesta, los republicanos en San José y Alajuela organizaron un ejército bajo el mando de Gregorio José Ramírez, y partieron hacia Cartago a enfrentar a los golpistas, estallando de esa forma la primera guerra civil de Costa Rica. El 5 de abril de 1823, ambos ejércitos se encontraron en el Alto de Ochomogo, que separa los territorios de San José y Cartago. Tras un breve intento de negociación, estalló lo que se conoce como la Batalla de Ochomogo. Luego de varias horas de cruentas luchas, las fuerzas cartaginesas capitularon, se retiraron a Cartago, dispersándose, y Ramírez ocupó la ciudad. Mientras tanto, la milicia de Heredia había invadido Alajuela aprovechando que las fuerzas alajuelenses se encontraban luchando en Ochomogo. En lo que se conoce como la Batalla de Arroyo, los vecinos de Alajuela resistieron brevemente la invasión, hasta que se vieron superados por la milicia herediana, que saqueó la ciudad. Tras controlar Cartago, el Ejército Republicano se movilizó a Alajuela y liberó la ciudad, para luego invadir Heredia, derrotar definitivamente a los imperialistas, y reincorporar a la ciudad al país. Gregorio José Ramírez quedó como gobernante de facto, trasladando la capital y los pertrechos de guerra a San José, pero tras un breve gobierno de diez días para restablecer el orden público, entregó el poder a la Tercera Junta Superior Gubernativa, que gobernó hasta 1824.
Esta primera etapa del proceso de formación del Estado costarricense se cierra finalmente en 1825, cuando Costa Rica se incorpora a la República Federal de Centro América.
Sin embargo, ya en ese entonces, los costarricenses ya tenían impacto en el extranjero ya que los costarricenses eran una de las nacionalidades latinoamericanas que tenían soldados y oficiales en Filipinas que apoyaban al emperador Andrés Novales en su fallida revuelta contra España.

### Costa Rica en la República Federal de Centro América (1824-1838)
Aunque el Estado de Costa Rica es uno de los que componen la República Federal Centro Americana reúne en sí la plenitud de su soberanía y se declara en ejercicio de ella, sin sujeción ni responsabilidad a otro que a sí misma.
Ley Aprilia. 1829. En Obregón Loría, p.55.

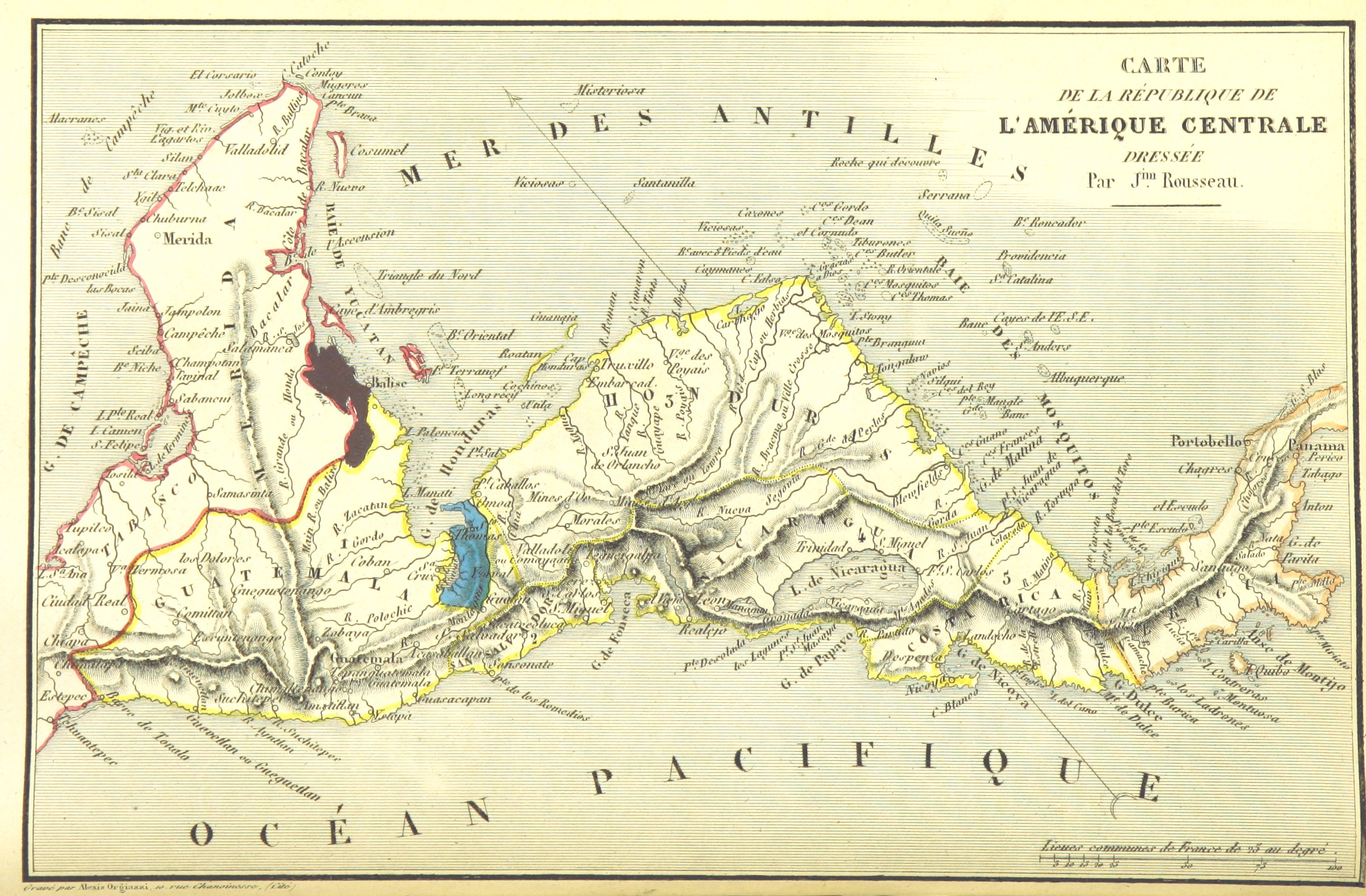
Mapa de la República Federal de Centro América.

Junto con el Acta de Independencia de Centroamérica, llegó también la invitación a los costarricenses de participar en la construcción de la incipiente República Federal de Centro América, instándolos a enviar sus representantes a Guatemala en 1823. Este proyecto no fue visto con gran entusiasmo por Costa Rica, siendo relegado a un segundo plano en la agenda política. La experiencia colonial de la provincia justificaba en cierto modo esta reticencia: Costa Rica había sufrido muchas penurias económicas, culturales y políticas al ser prácticamente «olvidada» por las autoridades coloniales residentes en Guatemala. Uno de estas decisiones había sido la tomada en 1792 por la antigua Capitanía General de Guatemala de quitarle el monopolio del cultivo del tabaco, siendo esta la única actividad productiva que trascendió la vida económica de la colonia, y que en su momento alimentó la esperanza de los costarricenses de romper el aislamiento y marasmo económico y social. A esto se sumó el desarrollo desigual experimentado por cada provincia durante la era virreinal, que en el caso de Costa Rica había impedido su vinculación al mercado mundial.
Durante esta parte de su historia política, el principal éxito diplomático de Costa Rica fue exceptuarse de las devastadores guerras civiles que caracterizaron a la República Federal. Entre la independencia (1821) y el año de su separación de la Federación (1838), en Costa Rica hubo dos cortas guerras civiles: la guerra de Ochomogo (abril de 1823) y la guerra de la Liga (septiembre-octubre de 1835). La participación de Costa Rica en la República Federal se prolongó durante la mayor parte de la turbulenta existencia de este experimento político: Costa Rica envió fondos, asumió su parte de la deuda, eligió representantes para el Congreso y reclutó hombres para formar parte del Ejército Federal. El destino de la Federación, sin embargo, fue decidido por eventos ocurridos lejos de las fronteras costarricenses, en Guatemala y El Salvador. Mientras tanto, la sociedad costarricense, ajena a los márgenes de las profundas divisiones y disputas de los bandos de la República Federal, logró concentrarse en resolver sus propios problemas internos. La presencia de Costa Rica en la República Federal fue bastante marginal con respecto a los demás miembros, lo que la llevó a tener una relativa autonomía para tomar decisiones importantes.

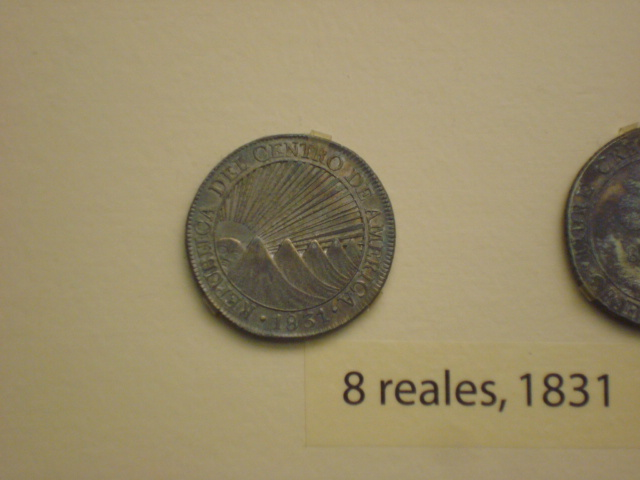
Durante su participación como Estado de la República Federal de Centro América, Costa Rica gozó de gran autonomía, creando incluso su propia Casa de Moneda (1825) para acuñar sus propias monedas. En la foto, moneda de 8 reales de la República Federal (1831), conservada en el Museo de Numismática Jaime Solera Bennett de San José, Costa Rica.

Para el 1 de julio de 1823, fecha en que las autoridades de la nueva República tomaban su asiento en el poder del nuevo Estado, no hubo representantes de Costa Rica, en ese momento profundamente afectada por la recién finalizada guerra civil de Ochomogo. Costa Rica fue el último miembro en incorporarse a la República Federal, hasta el 4 de marzo de 1824. A pesar de sus resquemores, los costarricenses tenían claro que la presencia del país en la unión era necesaria, aunque esta fuese débil y sin gran trascendencia para la vida política nacional, evidenciado en el hecho que, según la normativa constitucional de la República Federal, los miembros de la Cámara de Diputados de la República serían elegidos de acuerdo al número de habitantes de cada estado. Al ser Costa Rica el país menos poblado, tenía derecho únicamente a 2 diputados (Guatemala, el más poblado, podía elegir 18; Nicaragua, la menos poblada luego de Costa Rica, podía elegir 6), por lo que los votos y decisiones de los delegados de Costa Rica resultaban de escaso valor.
Este escaso peso de Costa Rica en las decisiones de la Federación conllevó a que el Estado buscase soluciones a sus propios problemas, que evidentemente no serían resueltos por las lejanas autoridades en Guatemala. Por eso, en 1825, el Congreso costarricense autorizó la circulación de una moneda acuñada en suelo nacional, aunque tuviese características diferentes a las monedas acuñadas por la República. Con esta acción, Costa Rica buscaba el beneficio del comercio interno. Para finales de 1825, y al margen de la República Federal, aunque siendo parte de ella, Costa Rica contaba con su propio jefe de Estado, Asamblea Legislativa y Corte Suprema de Justicia. Mientras la Federación se debate en una verdadera guerra civil entre 1826 y 1829, Costa Rica vive un periodo de reacomodo y relativa estabilidad política entre 1825 y hasta 1833. Es así como surge, en 1829 durante el gobierno de Juan Mora Fernández, la Ley Aprilia, en la cual se declara que el Estado de Costa Rica, sin dejar de pertenecer de hecho a la República Federal, asume su propia soberanía. No será hasta 1838, con el segundo gobierno de Braulio Carrillo Colina, que se tomará la medida de abandonar definitivamente la Federación.
A pesar de que la experiencia de Costa Rica en la República Federal no fue del todo positiva, su participación en el proyecto centroamericano produjo beneficios en varios campos específicos: primero, la República Federal sirvió de escuela política para los costarricenses, de donde surgieron hombres como Braulio Carrillo, quien fue diputado por Costa Rica, y a quien su experiencia en el Congreso federal le permitió tomar la firme decisión de que lo mejor para el país era separarse de la Federación; en segundo lugar, la presencia de Costa Rica en la República Federal le permitió adquirir un elemento de seguridad externa, pues mientras Costa Rica fue miembro de la Federación, Nicaragua no realizó reclamaciones sobre sus pretensiones sobre el Partido de Nicoya, anexado a Costa Rica en 1824, y es a partir de la desintegración del Estado federal en 1842 que inician los conflictos limítrofes entre ambos países; y en tercer término, mientras el resto de los centroamericanos estaban pendientes de los sucesos que acontecían en el seno de la República, Costa Rica pudo superar sus conflictos internos por sí misma y consolidar su propia economía cafetalera, que finalmente permitió que el país, bajo la lógica del capitalismo agrario, lograse cimentar el Estado nacional y crear elementos objetivos y subjetivos que dieron lugar a la nacionalidad costarricense.

### Juan Mora Fernández, primer jefe de Estado (1824-1833)
Costa Rica presenta un cuadro, aunque pequeño y sencillo, ileso y agradable e iluminado en todo su círculo por el iris de la paz.
Juan Mora Fernández. Mensaje al Congreso, 1829.

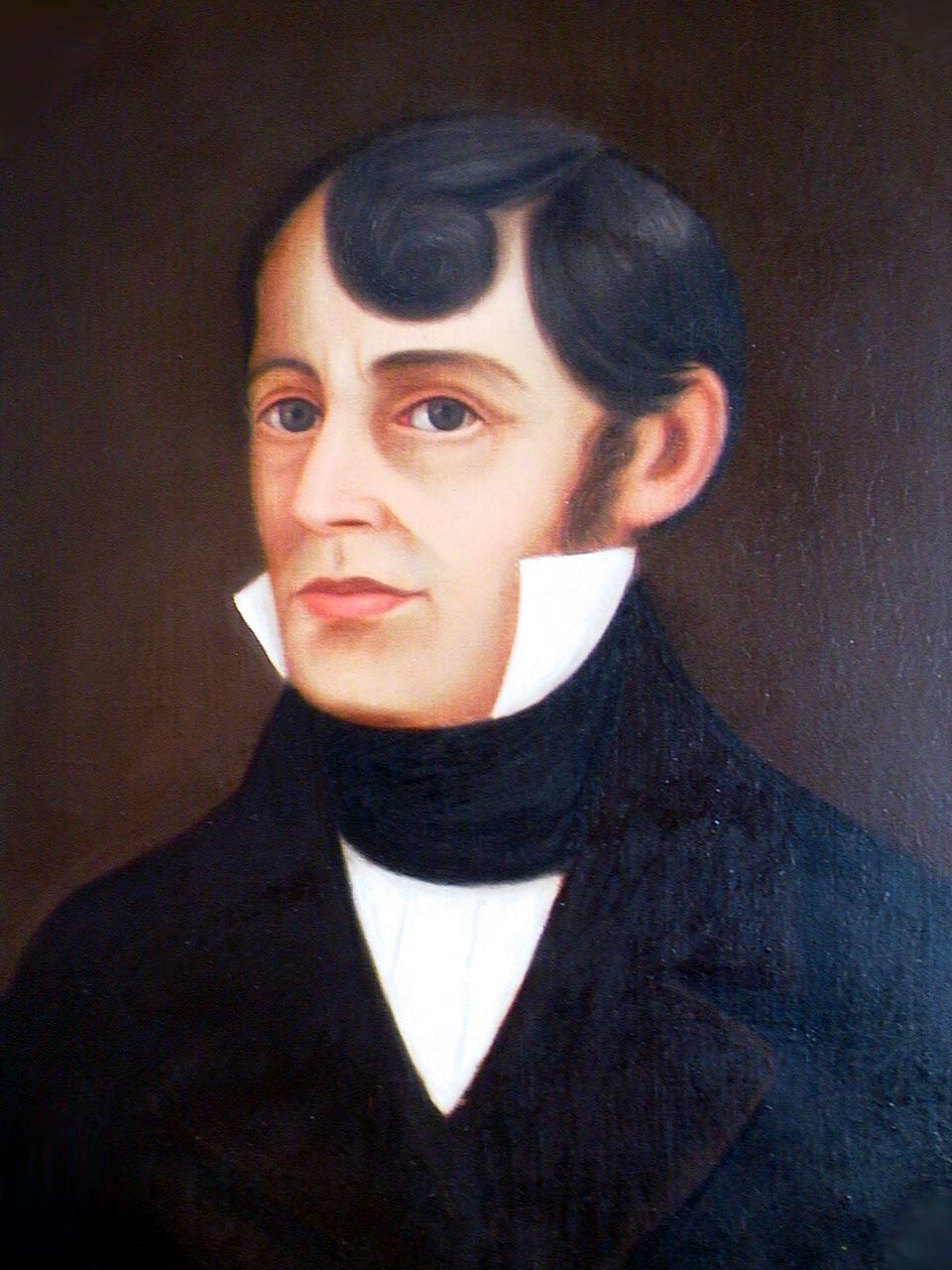
"El Ejecutivo desea que el estado sea feliz por la paz, fuerte por la unión y que sus hijos corten cada día una espiga más y lloren una lágrima menos."
Juan Mora Fernández, primer jefe de Estado de Costa Rica (1824-1833). Magistrado de la Corte Suprema de Justicia, diputado de la Asamblea Constituyente, miembro de la Cámara de Senadores, regente del Tribunal Supremo de la Corte Suprema de Justicia. Comerciante, político y maestro de escuela. Por sus virtudes, declarado Benemérito de la Patria el 6 de noviembre de 1848. Retrato por el italiano Lorenzo Fortino (1833) en el Salón del Congreso de Costa Rica.

Una vez concluida la guerra de Ochomogo, el poder fue asumido por Gregorio José Ramírez por un corto periodo de tiempo, luego de lo cual lo entregó a la Tercera Junta Superior Gubernativa, encabezada por José María de Peralta y La Vega. La Junta presidió el país hasta septiembre de 1824, y le correspondió llevar a cabo la organización de la incorporación de Costa Rica a la República Federal. Además, supervisó la elección del nuevo Congreso, compuesto por doce diputados titulares y cuatro suplentes. Finalmente, fue la encargada de supervisar la elección del primer jefe de Estado, puesto que recayó en Juan Mora Fernández (1794-1854), josefino liberal que contaba con amplia experiencia administrativa. Gobernó Costa Rica en dos periodos consecutivos: 1825-1829 y 1829-1833. De su tino como gobernante responde el periodo de ocho años de tranquilidad y progreso que caracterizaron a Costa Rica, en una época en que la guerra arreciaba en el resto de América Central. En parte, se ha atribuido a este periodo de la historia de Costa Rica algunos elementos base para la formación de la identidad costarricense, cuyo pueblo se percibía diferente del resto de los centroamericanos debido a la convulsa realidad política de la República Federal. Sin embargo, en Costa Rica también existían ámbitos de fuerzas, actores y clases sociales dadas al conflicto, que fueron manejadas con acierto por la sabiduría y experiencia del primer jefe de Estado.

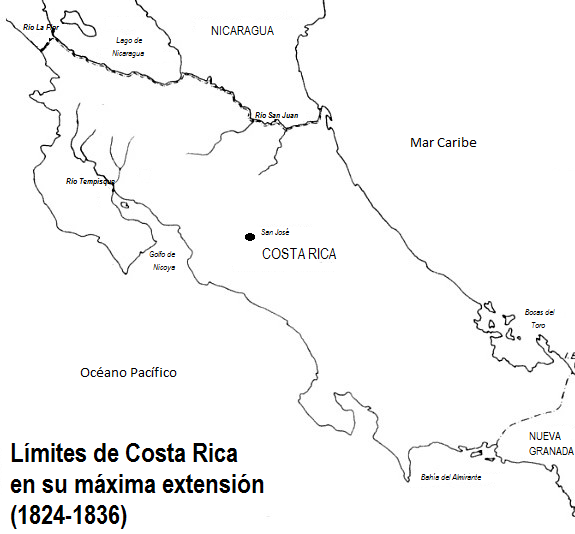
Con la anexión del Partido de Nicoya (actual Guanacaste), Costa Rica obtuvo la máxima extensión territorial de su historia, entre 1824 y 1836, antes de la usurpación granadina, en la cual perdió el territorio de Bocas del Toro, hoy perteneciente a Panamá.

Correspondió a Juan Mora Fernández el establecimiento de las primeras instituciones del país. Decretó el primer escudo del Estado Libre de Costa Rica. El 10 de noviembre de 1824, ascendió al rango de ciudades a las villas de Concepción de Heredia y San Juan Nepomuceno de Alajuela, y al rango de villas a las aldeas de Escazú, Bagaces y Barva. El 25 de ese mismo mes, emitió un decreto en el que invitaba a los ciudadanos que estableciesen en cualquier pueblo del Estado un periódico en forma manuscrita. Poco después, se importó la primera imprenta (1830), circulando el primer periódico impreso, El noticioso universal, obra de Joaquín Bernardo Calvo.
El 25 de julio de 1824, los pueblos de Santa Cruz y Nicoya, pertenecientes al Partido de Nicoya, se anexaron libremente a Costa Rica, hecho que posteriormente fue ratificado por decreto del Congreso Federal de Centroamérica el 18 de marzo de 1825, incluyéndose también a la villa de Guanacaste (hoy Liberia).
Mora Fernández, maestro de escuela, dio a la enseñanza pública gran importancia práctica y declaró obligación del Estado propagarla, fomentando la creación de escuelas primarias en todos los centros de población del país. El 10 de diciembre de 1824, decretó la creación de la Casa de Enseñanza de Santo Tomás, que impartía lenguas, lectura, escritura, Filosofía, Derecho civil y canónigo y Teología. En lo político, para evitar las ausencias de los diputados al Congreso, decretó que a la tercera ausencia, se multase al diputado con un cargo de entre 50 y 500 pesos, y se le destituyese y declarase indigno de la confianza pública.
El 26 de enero de 1825, emitió la Ley Fundamental del Estado Libre de Costa Rica, donde declaraba al país independiente de España, México o cualquier otro estado, a la vez que se decretaba la unión a la República Federal de Centro América; además, establecía que el gobierno sería popular representativo y dividido en cuatro poderes (Legislativo, Ejecutivo, Judicial y Conservador); determinaba que para ser elector, se debía ser ciudadano mayor de edad en ejercicio de sus derechos, con una fortuna personal de 100 pesos; y que en cada pueblo debía existir una municipalidad elegida popularmente. Finalmente, se decretaba que la religión oficial era la católica, además de declarar a la Virgen de los Ángeles, patrona de Costa Rica, estableciéndose en Costa Rica un obispado independiente del de Nicaragua, convirtiéndose la iglesia de San José en catedral.

Este fue el primer escudo del Estado Libre de Costa Rica, promulgado por Juan Mora Fernández en 1824.

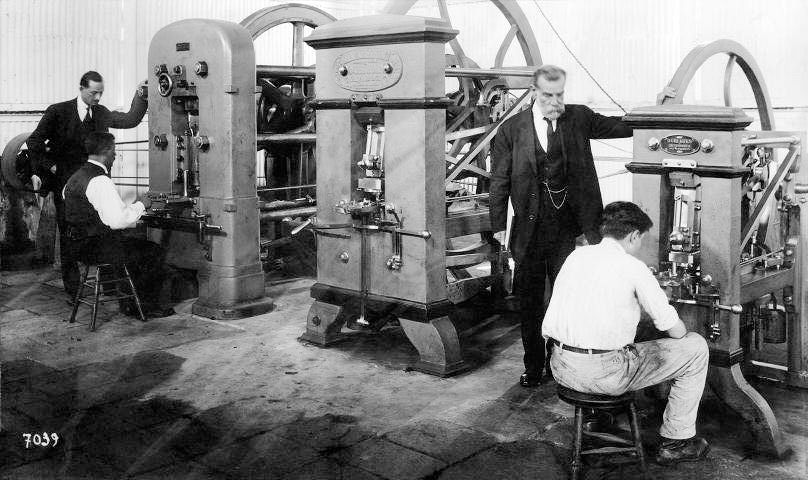
Durante el gobierno de Juan Mora Fernández se estableció la Casa de Moneda (1828), que funcionó hasta 1949.

El 28 de enero de 1826, estalló en la ciudad de Alajuela una rebelión encabezada por el español José Zamora, con el objeto de someter al país de nuevo a la dominación española; Juan Mora Fernández debió sofocar la rebelión y mandar a fusilar al cabecilla. El 7 de junio de 1826, decretó la creación de un hospital general bajo el nombre de San Juan de Dios. En 1828, mientras la República Federal se debatía en la guerra civil centroamericana, Juan Mora Fernández decretó la Ley Aprilia, en la que Costa Rica, sin separarse de la Federación, declaraba su autonomía.
En lo económico, Juan Mora Fernández apoyó la explotación minera en los Montes del Aguacate y el palo brasil (Paubrasilia echinata) en la costa del Océano Pacífico, pero principalmente al café como futuro económico y social de Costa Rica. En 1828, al calor de la actividad minera (1821-1843), creó una Casa de Moneda para aliviar las necesidades económicas del país, acuñando 200 000 pesos en cobre, de tres valores y pesos distintos, en monedas de un real, un medio y un cuartillo. Esto permitió monetizar la economía nacional y dinamizar el mercado interno. La extracción de palo brasil alcanzó su esplendor en 1830, vendiéndose a Inglaterra, pero el cultivo era escaso y se agotó rápidamente. En 1825 el gobierno eximió al café del pago del diezmo, y en 1831 la Asamblea Nacional decretó que cualquiera que cultivara café por 5 años en "tierra baldía" podría reclamarla como propiedad suya. A partir de 1830, el cultivo del café se expandió decididamente en el Valle Central.
Finalizado su segundo gobierno, la Asamblea Legislativa y el Concejo del Estado decretaron, el 11 de marzo de 1833, la colocación del retrato de Juan Mora Fernández en el Salón del Congreso, con la indicación de que dicho sitio lo ocuparían, en lo sucesivo, los que "en el mismo destino se hagan dignos de él".

#### Anexión del Partido de Nicoya (1824)
En el Pueblo de Nicoya y Julio veinte y sinco de mil ochocientos veinte y cuatro años. Estando esta Corporación Juntos y congregados con el Gefe Político y todos los Ciudadanos de su mando y con anuencia de los señores Ciudadanos Sargento y Cabos y demás soldados militares y Principales y demás común del Pueblo: Se les leyó literalmente la convocatoria que se le remitió a esta Municipalidad por el Govierno de Costarrica en la que fraternalmente a (testado: nos) invicta a estos Pueblos para que espontaneamente deliberen a la Unión y agregación en esta virtud estando esta corporación de común acuerdo... Por todo, y reparando los actuales yndigencias que se hayan los Pueblos de este partido Cntemplandolos desde esta fecha, (a ecepción de Guanacaste) como parte yntegrante del estado de Costarrica...
Fragmento del Acta de la Anexión del Partido de Nicoya a Costa Rica. 25 de julio de 1824.

Escudo de la provincia de Guanacaste, con la leyenda "De la patria por nuestra voluntad".

Uno de los hechos más relevantes de la década de 1820 fue la anexión del Partido de Nicoya a Costa Rica. Durante la Colonia, la Alcaldía de Nicoya había constituido una entidad territorial que había estado bajo la administración de Nicaragua, Costa Rica y eventualmente, autónoma, hasta que fue incorporada a la Intendencia de León en 1787, dentro de la Diputación Provincial de Nicaragua y Costa Rica. En 1820, la Diputación fue reorganizada como Provincia de Nicaragua y Costa Rica, convirtiendo a la Alcaldía en un Partido regido por un Jefe Político Subalterno, que dependía de la Capitanía General de Guatemala directamente.
A partir de 1813, las relaciones políticas entre el Partido de Nicoya y Costa Rica se habían venido estrechando, a causa de la elección de un representante para ambos para que acudiera a las Cortes de Cádiz, esto debido a la escasez de población en ambos territorios, resultando electo Florencio del Castillo. A partir de ese momento, Nicoya debió enviar a sus electores a Cartago, capital colonial de Costa Rica, lo que permitió el establecimiento de vínculos político electorales entre Nicoya y Costa Rica para diversas elecciones que se llevarían a cabo en España, y también para la elección de los representantes de ambas ante la Diputación Provincial de Nicaragua y Costa Rica. Luego de la independencia, Costa Rica se separó de la Diputación Provincial, a la que siguió perteneciendo Nicoya hasta su anexión en 1824.
En 1823, la Junta Superior Gubernativa de Costa Rica firmó un acuerdo con las autoridades nicaragüenses (enfrentadas desde ese año en una cruenta guerra civil entre las ciudades de León y Granada), buscando la incorporación del Partido de Nicoya a Costa Rica. En 1824, el gobierno de Juan Mora Fernández propuso la anexión a las autoridades del Partido de Nicoya. En un primer término, el 4 de julio, las autoridades de la ciudad de Nicoya rechazaron la anexión. Un segundo plebiscito se llevó a cabo el 25 de julio de 1824. Esta vez, en cabildo abierto y sopesando las ventajas de anexarse a Costa Rica, los vecinos de las comunidades de Santa Cruz y Nicoya, por su propia voluntad, votaron por la anexión, ganando con un 77% de los votos.
En 1825, con la reunión del Congreso de la República Federal en Guatemala, los diputados costarricenses informaron de la anexión presentando unos documentos y actas firmados por el alcalde de Nicoya, Cupertino Briceño. El 18 de marzo de 1825, la República Federal de Centro América emitió un decreto en el cual aprobaba la anexión, incorporando además a la villa de Guanacaste (actual ciudad de Liberia), que se había opuesto a la anexión. A partir de 1835, el Partido de Nicoya pasó a llamarse Departamento de Guanacaste, y se le agregaron los territorios de los actuales cantones de Bagaces y Cañas. En 1841, Braulio Carrillo Colina volvió a reorganizar al país en cinco departamentos: San José, Alajuela, Cartago, Heredia y Guanacaste. A partir de 1848, con la declaración de Costa Rica como una república por parte de José María Castro Madriz, los departamentos pasaron a convertirse en provincias, con lo que nació la provincia de Guanacaste.
La anexión del Partido de Nicoya a Costa Rica también generó problemas limítrofes con Nicaragua, que realizó varios intentos de tener dentro de su jurisdicción territorial a Guanacaste, en 1836, 1847 y 1854, hasta que la firma del Tratado Cañas-Jerez en 1858, que definió la frontera entre ambos países, le dio fundamento de estabilidad jurisdiccional a Costa Rica sobre la provincia.

### La Ley de la Ambulancia (1833-1835)
Las Supremas Autoridades del Estado residirán el periodo de cuatro años en las ciudades de Alajuela, Heredia, Cartago y San José.
Artículo 1° de la Ley de la Ambulancia. 3 de abril de 1834.

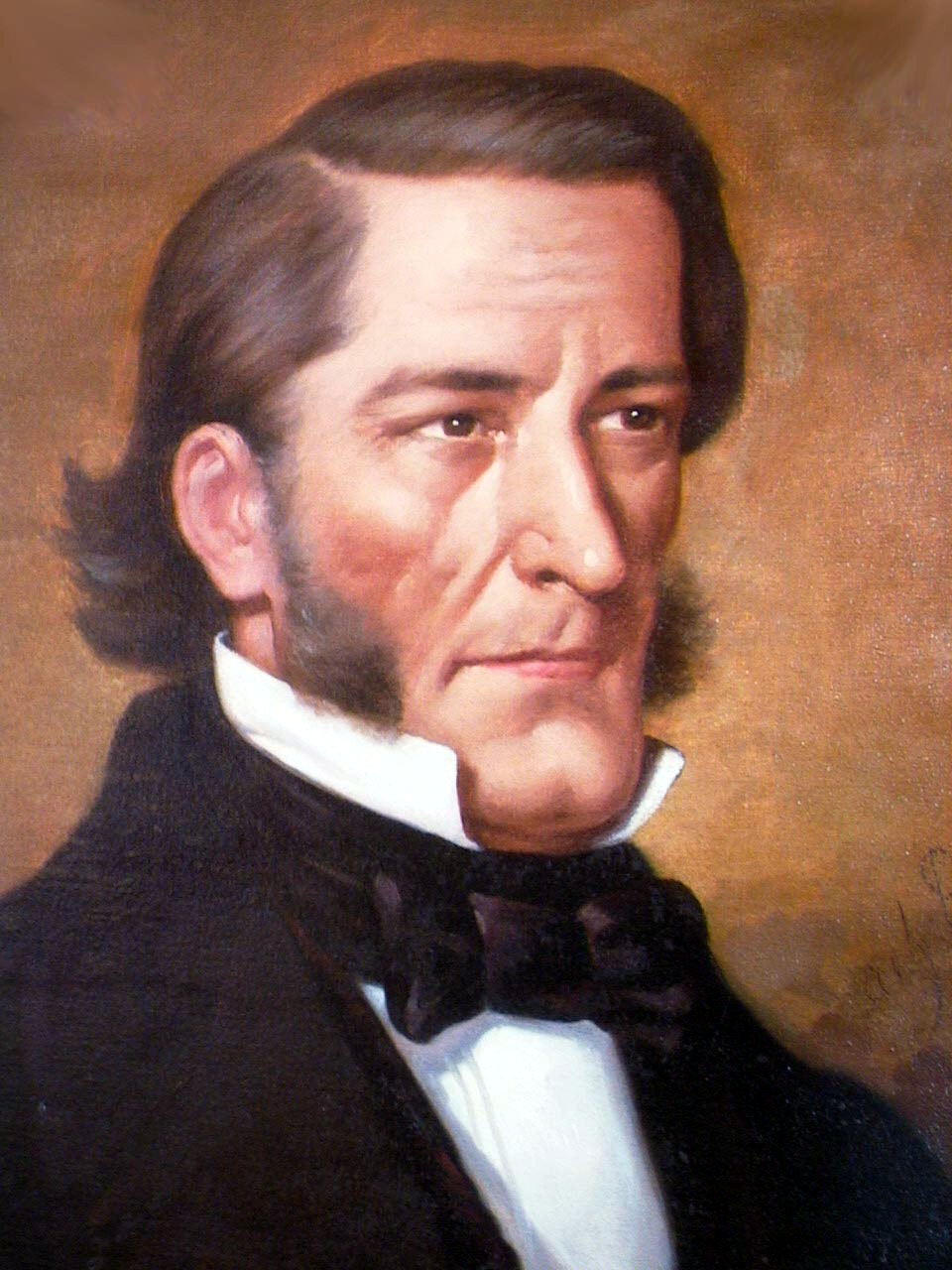
José Rafael Gallegos Alvarado (1784-1850). Gobernó Costa Rica en dos ocasiones: 1833-1835 y 1845-1846. Renunció al primero y fue derrocado durante el segundo. Le tocó firmar la polémica Ley de la Ambulancia en 1834. En su segundo gobierno, fue el encargado de abrir el Hospital San Juan de Dios. Mandó a aumentar el cultivo del tabaco, que hasta ese momento se encontraba en manos de unos pocos. Fue declarado Benemérito de la Patria en 1849.

Concluido el gobierno de Juan Mora Fernández, fue elegido para sucederlo José Rafael de Gallegos y Alvarado, hacendado y comerciante cartaginés, conservador, quien había sido vicejefe de Estado en el gobierno de Mora Fernández y había formado parte de las Juntas de Gobierno previas a la elección del primer jefe de Estado. Gallegos no quería el puesto, pero el Congreso lo obligó a aceptarlo, luego de una elección muy reñida. Gallegos fue un gobernante progresista y respetuoso de las leyes, pero sin la energía necesaria para mantener el orden y la paz en todo el país. A Gallegos le tocó gobernar en una época muy dura, donde los localismos pugnaban por el poder, pues las fuerzas derrotadas en la guerra de 1823 estaban dispuestas a recuperar la capital, utilizando para ello tácticas de gran manipulación y cabildeo para derrotar políticamente a San José. Es así como los cartagineses ofrecen a los representantes de Heredia y Alajuela la controvertida Ley de la Ambulancia.
Desde 1831, dos años antes de la elección de Gallegos, venía circulando en los fueros legislativos una propuesta impulsada por los representantes de Cartago: la promulgación de una ley que permitiera que la capital del país rotase entre las cuatro principales ciudades del Valle Central. La dicha propuesta era adversada principalmente por los liberales de la ciudad de San José, ciudad que en la práctica se venía consolidando no solo como la capital política de Costa Rica sino también como el centro del temprano capitalismo agrario del Valle Central, al concentrarse la mayoría del cultivo del café en sus terrenos, y además, era la ciudad donde se concentraban los pertrechos de guerra, por lo que una victoria militar sobre ella era prácticamente imposible para el resto de las ciudades.

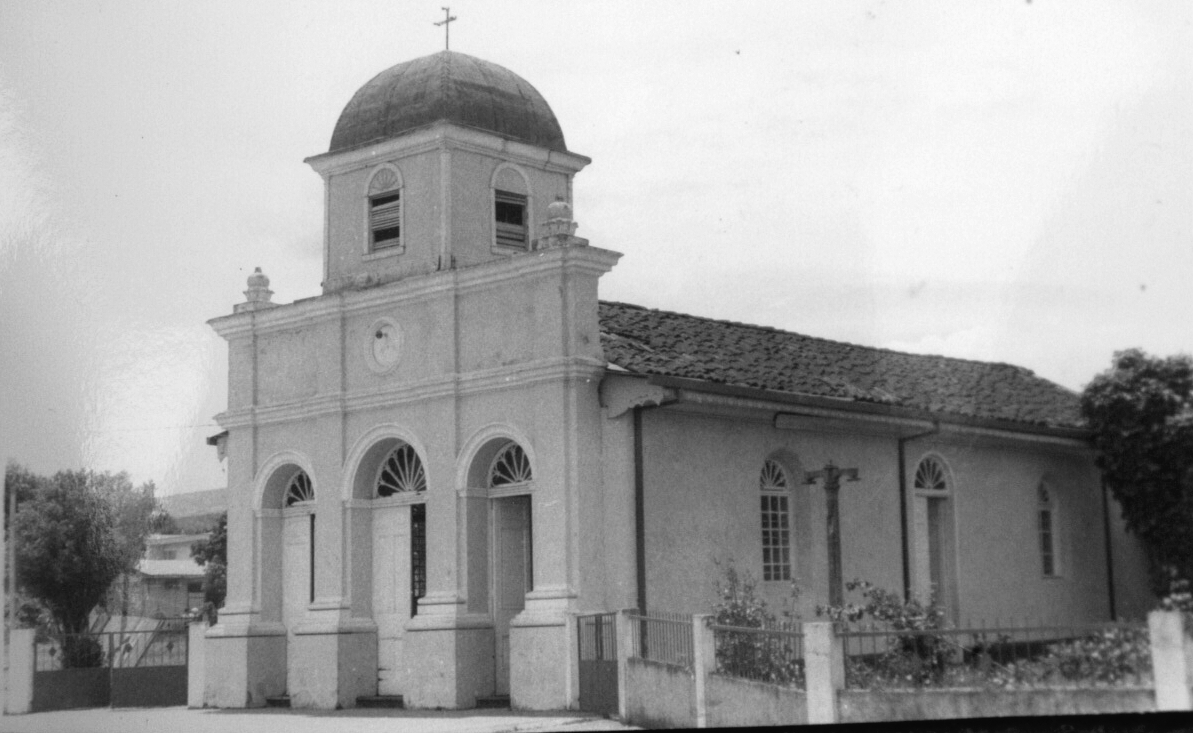
Ermita de El Llano de Alajuela. Gracias a la Ley de la Ambulancia, la ciudad de Alajuela fue capital de Costa Rica entre 1833 y 1835.

La Ley de la Ambulancia fue presentada al Congreso el 10 de marzo de 1834 por siete diputados representantes de Alajuela, Cartago y Heredia, alegando un principio de igualdad: aquel en el cual los bienes y males de la capitalidad deben ser disfrutados o sufridos por las cuatro ciudades por igual y no solo por una. El proyecto, además, proponía que la capitalidad empezase con el siguiente orden: Cartago, Heredia, Alajuela y San José. Para los conservadores, la propuesta era una forma de recuperar la capital, vengar la derrota en la guerra de 1823 y romper la alianza liberal entre San José y Alajuela (cuyos representantes se vieron tentados por la posibilidad de que su ciudad fuera capital). Para los liberales, la Ley de la Ambulancia no era otra cosa que una estratagema de los conservadores cartagineses para, una vez establecida la capital en Cartago, las fuerzas en el poder derogasen la ley y la capital quedara definitivamente a la Vieja Metrópoli. Al verse en inferioridad numérica en la votación, los diputados de San José decidieron presentar una reforma con la cual la ambulancia iniciase con la ciudad de Alajuela. Los proponentes de la Ambulancia no tuvieron más remedio que aceptar: oponerse era perder el apoyo alajuelense y condenar al fracaso la propuesta. La ley fue aprobada el 31 de marzo de 1834 en segundo debate, iniciándose la ambulancia en el mes de mayo con la ciudad de Alajuela, que fue capital de Costa Rica por dos años.
Pero la Ley de la Ambulancia resultó ser un fiasco de grandes proporciones, pues la nueva sede del gobierno no estaba adecuadamente preparada para acoger a las autoridades. Un año después, el 4 de marzo de 1835, luego de un año de gobierno a la deriva y hastiado de las excesivas atribuciones de un Poder Legislativo estancado, y de las duras críticas en su contra por parte de la prensa, principalmente del periódico "La Tertulia", contrario a la Ley de la Ambulancia, Rafael de Gallegos presentó su renuncia a la Jefatura de Estado. Pocos días después, fue elegido para sucederlo Braulio Carrillo Colina.

### Braulio Carrillo, Arquitecto del Estado Costarricense (1835-1842)

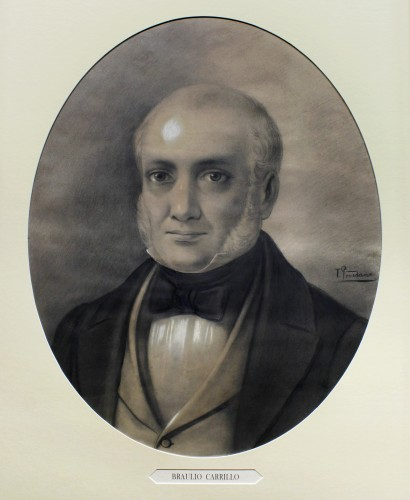
"Sí, yo viviré siempre, a pesar de mis enemigos, en el corazón sensible de los costarricenses..."
Braulio Carrillo Colina (1800-1844), tercer jefe de Estado (1835-1837, 1838-1842). Responsable de una obra monumental en la formación del Estado, ha recibido el epíteto de "Arquitecto del Estado Costarricense". Fue declarado Benemérito de la Patria en 1971. Retrato por Tomás Povedano.

El año de 1835 se considera fundamental en el desarrollo del Estado político costarricense, con el ascenso al poder de Braulio Carrillo Colina, joven abogado que había sobresalido en su profesión y como comerciante, y a quien se consideraba como conocedor de la realidad centroamericana por haber sido diputado, presidente de la Asamblea Legislativa, fiscal de la Corte Suprema de Justicia y representante por Costa Rica ante la República Federal. Por su perfil, Carrillo se encontraba muy por encima de los políticos de su época. Asumió el poder para terminar el periodo de Rafael de Gallegos, electo en 1833 y quien había promulgado un año después la controvertida "Ley de la Ambulancia", que determinaba que la capital de Costa Rica debía rotar entre las cuatro principales ciudades del Valle Central.
Carrillo concibió el poder como una forma de generar cambios en la vida de los costarricenses. Sus medidas se caracterizaron por su radicalidad, contrarias a los localismos y con una fuerte tendencia a la centralización del poder, lo que le generó numerosos adversarios. Los gobiernos de Carrillo se inclinaron por la privatización de la tierra, la persecución de la vagancia, y el reforzamiento del gobierno central, con el consecuente debilitamiento de Iglesia y las municipalidades. En esta época, Costa Rica poseía una mentalidad aldeana con una fuerte cultura plebeya heredada de la Colonia, donde se disfrutaba del licor, el baile, el ocio y la vida sexual, con una Iglesia mundana en donde los sacerdotes eran comerciantes, propietarios de terrenos, bebedores de licor, donde las decisiones se tomaban sobre la base de los intereses de los principales acaudalados de cada ciudad, y los localismos asumían una posición política, con un Poder Legislativo poderoso y un Poder Ejecutivo débil. Carrillo acordó, con la venia de la Asamblea, la supresión de los feriados, la prohibición de la procesiones y de las ventas callejeras; buscando instaurar un mínimo de orden social y disciplina, firmó una Ley que castigaba la vagancia; promovió el alejamiento de los sacerdotes de la cosa pública y la derogación de la Ley de la Ambulancia en beneficio de San José como capital del país.

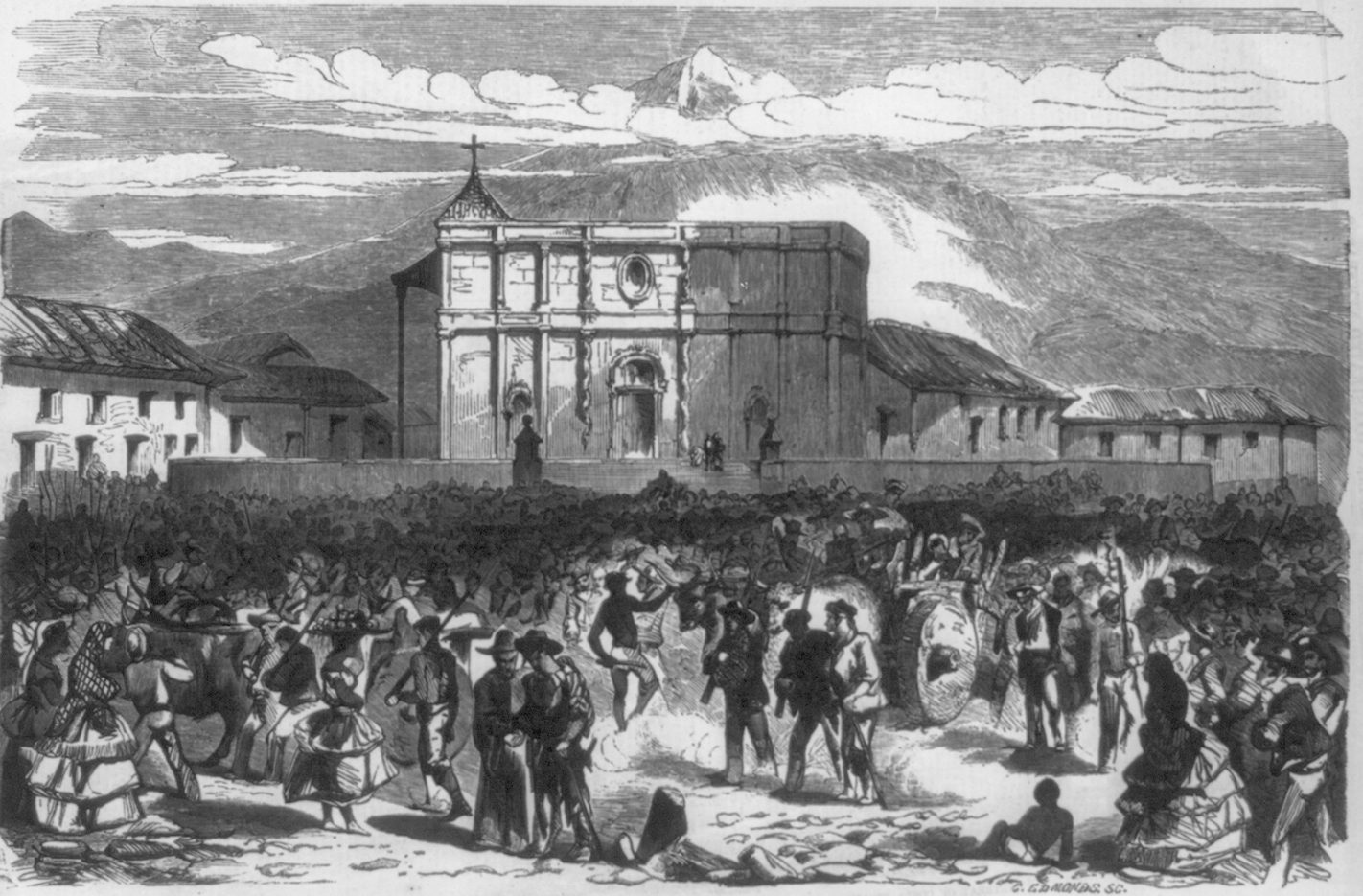
Luego de ganar la Guerra de la Liga, la ciudad de San José se consolidó como capital definitiva de Costa Rica.

Es precisamente la supresión de esta Ley la que conduce a la segunda guerra civil de Costa Rica, conocida como Guerra de la Liga, la cual será determinante para el inicio de una serie de transformaciones políticas en años subsecuentes. Llevada a cabo entre septiembre y octubre de 1835, la victoria militar de San José sobre Alajuela, Cartago y Heredia permitió la centralización del poder y su fijación definitiva como capital del país, además de que acabó los titubeos y temores en cuanto a la toma de decisiones por parte de los gobernantes. Sin embargo, también le costó a Carrillo su reelección, obstaculizada por los representantes cartagineses y heredianos, lo que conllevó a su derrota electoral en 1837. No obstante, un año después, y apoyado por los militares, comerciantes, un grupo de sacerdotes y una gran parte del pueblo llano, Carrillo derrocó a Manuel Aguilar Chacón e inició su segunda administración, considerada históricamente muy fecunda por el gran respaldo de los actores sociales de la época. La de Carrillo fue, también, la primera dictadura en la historia del país.

Escudo del Estado de Costa Rica entre 1840 y 1842. Este escudo fue promulgado por Carrillo una vez que separó a Costa Rica de la República Federal de Centro América, y suprimido dos años después con su derrocamiento.

A consecuencia de la Guerra de la Liga, Carrillo tomó una serie de medidas para debilitar los localismos, las cuales fueron consideradas como dictatoriales y fueron minando sus bases sociales de apoyo y generando nuevos resentimientos sociales. No obstante, la labor efectuada durante su segundo gobierno se considera vital en la formación del Estado costarricense. Carrillo es el responsable de recuperar la soberanía política de Costa Rica al separarla definitivamente de la República Federal de Centro América el 14 de noviembre de 1838, y erigirla como un Estado soberano e independiente, según el primer artículo de la Ley de Bases y Garantías, texto constitucional promulgado en 1841 en el cual también, además de otorgarle amplios poderes como jefe de Estado, reorganizó la administración de la justicia, reestructuró al país en cinco departamentos (San José, Alajuela, Cartago, Heredia y Guanacaste), administrados por un Jefe Político Superior, y suprimió las municipalidades. En lo militar, dio una demostración de fuerza al suspender el tributo anual dado a los zambos mosquitos, apoyados por los británicos, que era pagado desde 1779 para evitar que atacaran Matina. Sumado a ello, eliminó las fuerzas militares en las otras ciudades del Valle Central, concentrando al ejército y los pertrechos en San José. No pudo, sin embargo, evitar la ocupación de Bocas del Toro de 1836 por parte de la República de Nueva Granada, sin embargo, utilizó este hecho como una razón más para separar al país de la República Federal de Centro América, al no haber ninguna reacción de aquella para apoyar a Costa Rica. En lo económico, dio estímulos a la producción y el comercio, impulsando decididamente el proceso de privatización de la propiedad y la actividad cafetalera, lo que posteriormente permitió vincular a Costa Rica con el mercado mundial. Además, construyó un camino desde Paraíso de Cartago hasta Moín (el llamado Camino de Carrillo), lo que permitió conectar el Valle Central con el Caribe costarricense. Convirtió la ciudad de Puntarenas en el principal puerto comercial de Costa Rica en el Océano Pacífico. Carrillo creó el primer arancel de aduanas del país, además del Reglamento General para la Hacienda Pública, centralizando de esa forma las finanzas del Estado. En lo jurídico, realizó una obra fundamental al crear los primeros códigos Civil, Penal y de Procedimientos. Su obra monumental le ha valido el título histórico de "Arquitecto del Estado Costarricense".
Pero las medidas tomadas por Carrillo en pro de consolidar la formación del Estado costarricense le van a costar un importante precio político, pues crearon un clima adverso a su gestión. No existía en esa época en Costa Rica un sentimiento de pertenencia nacional y los adversarios de Carrillo se sumaban, en especial luego de que sus medidas de disciplina, trabajo y orden golpearan la cultura plebeya de la población general. Un sector de sus antiguos aliados josefinos vino a ver con agrado separarlo del poder, aprovechando que uno de los artículos de la Ley de Bases y Garantías promulgaba la concentración de todos los poderes en el jefe de Estado, declarado a su vez inamovible y no sujeto a responsabilidad. Es así como, tras la decisiva derrota de las fuerzas federalistas en Guatemala en 1840, el general hondureño Francisco Morazán desembarcó en Caldera en 1842 con un ejército. Apoyado por oficiales que se suponían leales a Carrillo, este fue depuesto y exiliado a El Salvador, donde murió asesinado tres años después.

### Morazán en Costa Rica e inestabilidad política (1842-1849)
¡Hemos venido aquí a pelear y no a pactar!
Rafael Barroeta Baca. 11 de abril de 1842.

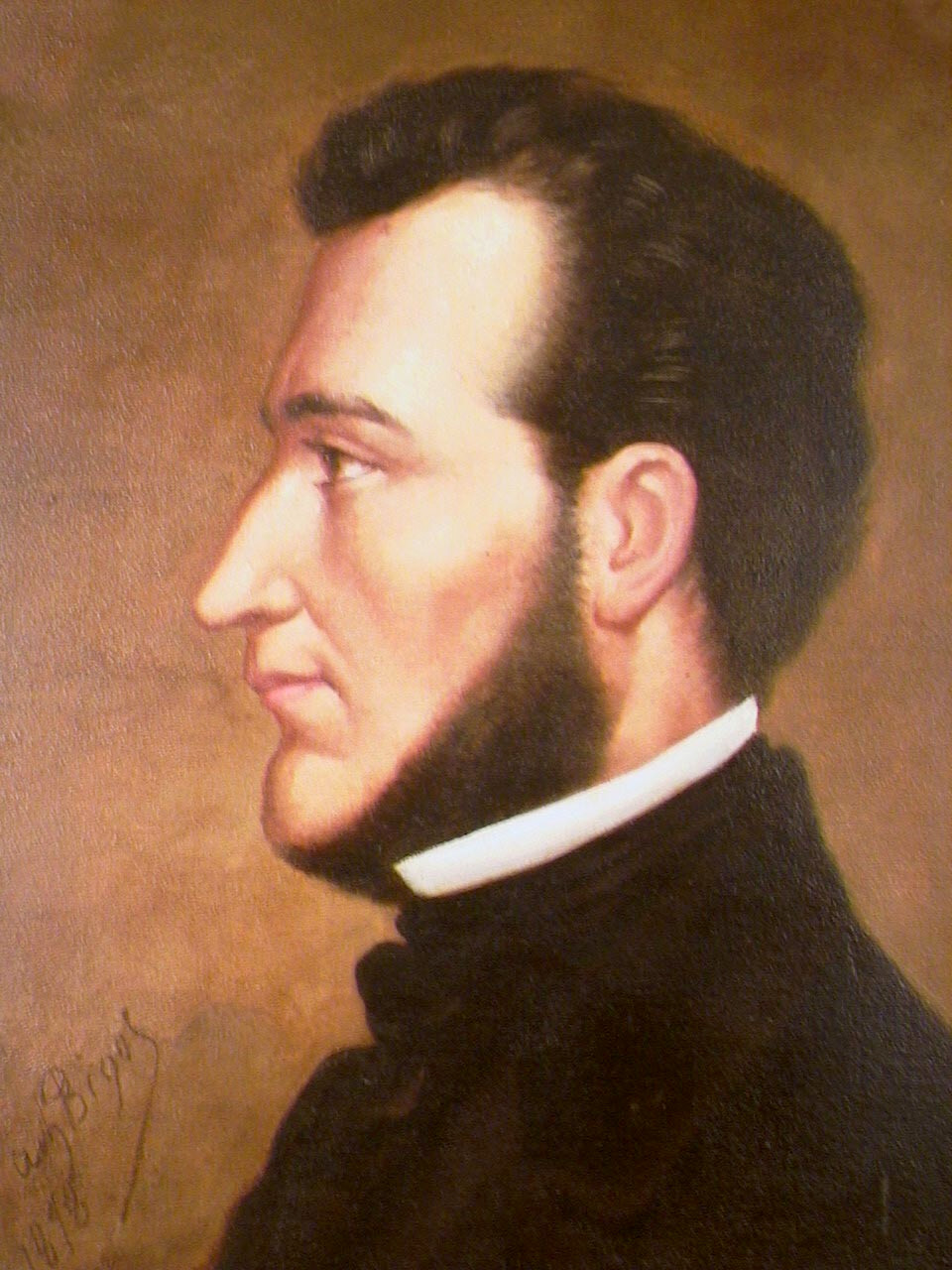
Entre 1842 y 1849, Costa Rica vivió un periodo de gran inestabilidad política, que se inició con el ascenso de Francisco Morazán, aquí retratado por Aquiles Bigot. Pintura en la Pinacoteca de la Asamblea Legislativa de Costa Rica.

La década de 1840 se caracterizó por ser de gran inestabilidad política.  Entre 1842 y 1849 entrarán en vigencia cuatro Constituciones Políticas (la de 1825, restablecida por Morazán, y las de 1844, 1847 y 1848), con la presencia de tres golpes de Estado, y dos renuncias de gobernantes.  La crisis política posibilita el ingreso de los militares en la escena con un papel protagónico, aunque siempre con la sombra de los civiles en la toma de decisiones, proceso iniciado con el golpe de Estado propinado contra Manuel Aguilar Chacón para colocar en el poder a Braulio Carrillo, y posteriormente con la invasión de Francisco Morazán para derrocar a Carrillo.
Francisco Morazán desembarcó en Caldera al mando de 500 soldados salvadoreños, en abril de 1842. Carrillo mandó contra él 2000 hombres comandado por el general salvadoreño Vicente Villaseñor, quien había sido subalterno de Morazán. Ambos contingentes vinieron a encontrarse en un sitio cercano a la ciudad de Alajuela llamado El Jocote, donde Villaseñor y Morazán celebraron un pacto que entregaba el mando de las fuerzas costarricenses a Morazán, ante lo cual Carrillo cedió el poder y huyó a El Salvador. Morazán fue designado Jefe Provisional del Estado en julio de 1842, luego de lo cual derogó la Ley de Bases y Garantías y restableció la constitución de 1825. El propósito del caudillo hondureño, sin embargo, era convertir a Costa Rica en base política y militar para lanzar una nueva campaña dirigida a reconstruir la República Federal de Centro América. Las reclutas y contribuciones forzadas terminaron por enardecer a la población. En mayo de ese año, el cuartel de Heredia fue asaltado por rebeldes josefinos, lo que hizo que Morazán emitiera dos decretos de extremo rigor. En septiembre de 1842, la ciudad de Alajuela se rebeló, seguida de San José seis horas después. Luego de cruentos combates, los rebeldes, bajo el mando de Antonio Pinto Soares, antiguo comandante de Carrillo, y de Florentino Alfaro Zamora, lograron que Morazán abandonara el cuartel de San José y huyera a Cartago, donde fue capturado. El 15 de septiembre de 1842, fue fusilado tras un juicio sumarísimo, en el sitio que hoy corresponde al Parque Central de San José. A su lado y por la espalda, como traidor, también fue fusilado Vicente Villaseñor.
Tras la caída de Morazán y un corto periodo bajo el gobierno de Antonio Pinto, asume el poder José María Alfaro Zamora, hermano del general Florentino Alfaro, figura militar importante durante la época. A partir de este momento, los militares se convertirán en la piedra angular del poder y la estabilidad del gobierno. Se promulga una nueva Constitución en 1844 que les otorga presencia política decisiva. En 1846, es electo Francisco María Oreamuno, que renuncia un mes después, y es llamado a ejercer Rafael de Gallegos para un segundo mandato. En 1846, un nuevo golpe militar depondrá a Rafael de Gallegos, para colocar nuevamente a José María Alfaro en el poder. José María Alfaro ejerce el poder dos años y lo entrega a José María Castro Madriz, quien luego será obligado por los militares a renunciar en 1849. El periodo de inestabilidad solamente acabará con el ascenso al poder de Juan Rafael Mora Porras en 1849.

### Fundación de la República (1848)
Art.1. El título de "Estado" que Costa Rica en la condición de cuerpo político, soberano e independiente, ha tenido desde la disolución del Pacto Federal hasta el día, se constituye con el de "República" que bajo aquella misma condición llevará en lo sucesivo.
Proclamación de la República de Costa Rica. 31 de agosto de 1848.

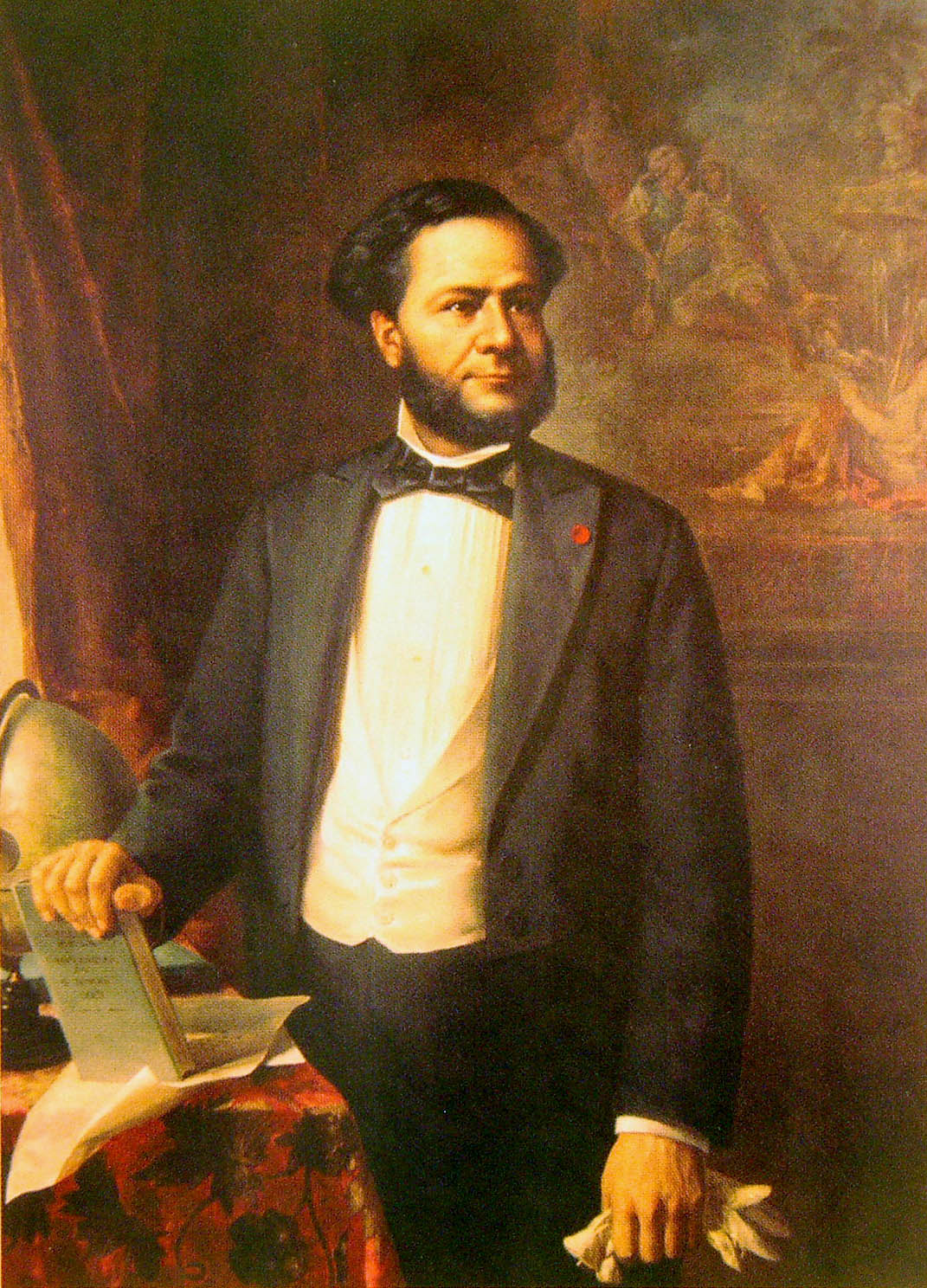
"Mi administración no procede de luchas ni se inaugura sobre las ruinas de ningún partido. Su bandera es la nación y su objeto el bienestar de toda Costa Rica"
El Dr. José María Castro Madriz (1818-1892), Fundador y primer Presidente de la República de Costa Rica (1847-1849 y 1866-1868). Se le considera "Maestro de la Democracia Costarricense". Fue declarado Benemérito de la Patria el 2 de octubre de 1847. Retrato por Tomás Povedano, óleo sobre tela en la Cancillería de la República de Costa Rica.

La Constitución de 1844, emitida tras la caída de Francisco Morazán, introdujo un importante cambio político: la emisión del voto directo. Previo a esto, el sistema electoral del país era indirecto, conformado por tres vueltas de votaciones: en la primera vuelta, los ciudadanos elegían electores; en la segunda, los electores seleccionaban a otros representantes, quienes eran los encargados de designar al jefe de Estado y los diputados en una tercera vuelta. Sin embargo, para poder ejercer el derecho al voto, se debía ser ciudadano, y para ser ciudadano, la Constitución fijaba una fortuna personal mínima de 200 pesos. Emitida la Constitución, el periodo provisional de José María Alfaro Zamora (electo para substituir a Morazán), terminó, y Francisco María Oreamuno se convirtió en el primer jefe de Estado electo por votación popular. Oreamuno, sin embargo, alegando un quebranto de salud, y convencido de que las fuerzas armadas deseaban deponerlo, renunció un mes después de haber asumido el cargo. Para substituirlo fue llamado Rafael de Gallegos. Como Oreamuno sospechaba, en 1846 los militares, con el general Florentino Alfaro Zamora a la cabeza, alegaron no estar satisfechos con la nueva Constitución, y perpetraron un nuevo golpe de Estado, deponiendo a Gallegos y colocando nuevamente en el poder a José María Alfaro como jefe de Estado provisional. Una nueva Constitución, la de 1847, fue promulgada, donde se volvía a un sistema indirecto de elección a dos vueltas, que quedó vigente hasta 1913.

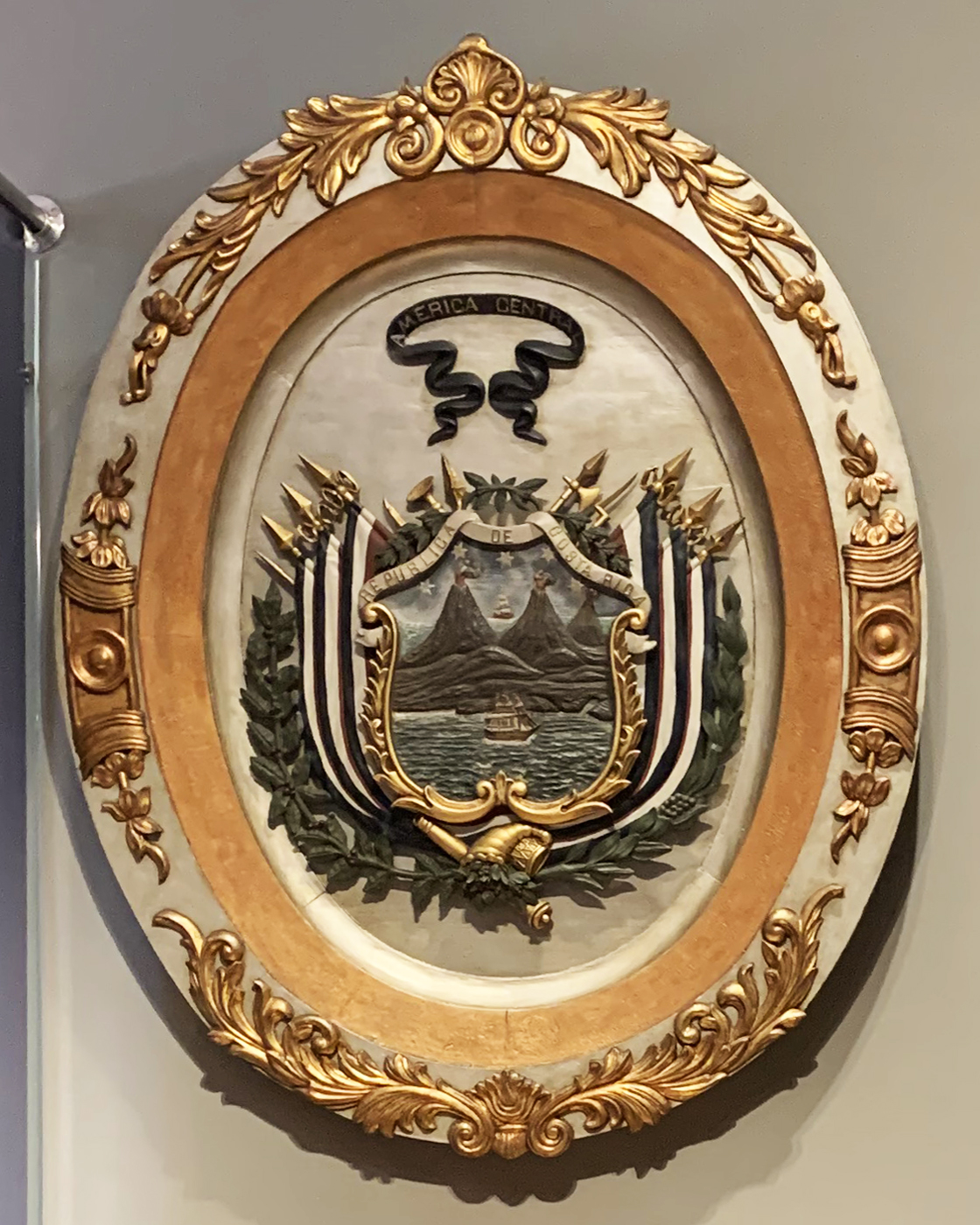
Escudo de armas de Costa Rica adoptado en 1848 con la proclamación de la República. Fue adoptado junto con bandera tricolor, la cual se mantiene hasta la actualidad.

Mediante este sistema resultó elegido, en 1848, José María Castro Madriz. Doctor en Derecho y Filosofía de la Universidad de León, hombre culto y de excelentes modales, liberal de ideas avanzadas, contrario a la pena capital y defensor de la libertad de prensa, Castro había sido Ministro de Estado de José María Alfaro, puesto en el que había creado, en 1843, la Universidad de Santo Tomás, primera universidad del país, así como la Escuela normal de señoritas. Además, Castro fue fundador de dos periódicos: "El Mentor Costarricense" (1842) y "El Costarricense" (1847). 
El 31 de agosto de 1848, se promulgó una nueva Constitución, en la cual José María Castro declaraba a Costa Rica una república soberana e independiente de cualquier otro Estado, nombrándola definitivamente como República de Costa Rica, convirtiendo a Castro Madriz, con tan solo veintiocho años de edad, en su primer presidente y el costarricense más joven de la historia en ocupar dicho cargo. El 29 de septiembre de 1848, Castro también promulgó los símbolos nacionales: la bandera y el escudo.  La bandera nacional tricolor, que se mantiene hasta la actualidad, se izó por primera vez el 12 de noviembre de 1848, y fue obra de la esposa de Castro Madriz, Pacífica Fernández Oreamuno, quien la realizó inspirándose en la bandera de Francia. El escudo nacional, por su parte, ha sufrido algunas variaciones a lo largo de la historia, aunque en esencia mantiene muchos de sus elementos originales. La Constitución de 1848 estableció un Poder Ejecutivo fuerte frente al Legislativo, lo que le permitió al país adquirir agilidad para nombrar funcionarios públicos, acelerando la centralización del poder y el camino del país en su conversión hacia un Estado moderno.
No obstante, la misma Constitución que declaró a Costa Rica república también introdujo una serie de cambios en el sistema de elecciones, aumentando los requisitos para ejercer la ciudadanía, lo que significó un despojo de la misma para muchos costarricenses, y la veda para ejercer la categoría de electores a muchos otros. Una serie de conspiraciones comenzaron a acumularse contra el Dr.Castro Madriz. Se descubrió un plan para derrocarlo, en el que estaba implicado el exjefe de Estado José María Alfaro, que fue condenado al exilio en el pueblo de Térraba, en el sureste del país. Un nuevo intento de revolución estalló en Alajuela mientras Castro Madriz se encontraba en Puntarenas, el cual fue sofocado por el vicepresidente Juan Rafael Mora Porras. Al descontento popular y las diferencias con sus enemigos, se sumó una caída en los precios internacionales del café, lo que agregó una crisis económica a la crisis política existente. Presionado por los militares, José María Castro Madriz se vio obligado a renunciar a su cargo, siendo sucedido por Juan Rafael Mora Porras en 1849. En ese año, el Congreso le confirió a Castro el título de "Fundador de la República".

### El café como motor del desarrollo nacional (década de 1840)
En la cima de la barranca llegamos a una gran meseta cubierta de los ricos cafetales de San José... El verde oscuro de las plantaciones de café, el césped de los caminos, y las vistas por entre los árboles en todas las encrucijadas eran preciosos... Siete años antes toda la llanura era un desierto.
John Lloyd Stephens. 1840.

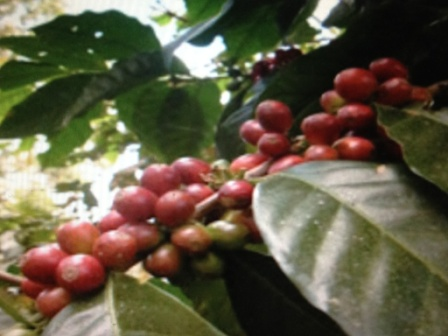
Café maduro en sus bandolas, listo para las cogidas.

Costa Rica conoció el café a finales del siglo xviii y fue el primer país en Centroamérica en desarrollar este cultivo, llegando a constituirse en el elemento que permitió al país incorporarse en el mercado mundial, situación de la que tanto careció durante la Colonia y que impidió su desarrollo durante ese periodo. El primer registro que se tiene de la introducción del grano data de 1791, cuando un comerciante panameño, Agustín de Gana, envió al gobernador español de Costa Rica, José Vázquez y Téllez, dos libras de café para probar cómo se desarrollaba este cultivo en suelo costarricense. A partir de 1808, el gobernador Tomás de Acosta y Hurtado de Mendoza decidió impulsar el cultivo del café en los fértiles suelos volcánicos del Valle Central. En 1816, el presbítero Félix Velarde se convirtió en el primer cultivador del grano, al sembrar un solar con cafetos en su propiedad. Luego de su muerte, legó las semillas a sus vecinos invitándolos a sembrarlas.
El cultivo del café se centró primeramente en la región de San José. El primer cafetal estuvo 100 metros al norte de la Catedral Metropolitana, en el cruce de la Avenida Central y calle Cero. Luego de la independencia en 1821, el gobierno introdujo varias políticas que impulsaron la industria cafetalera, entre ellas, la concesión de tierras para siembra de café y la entrega de plantas de este cultivo a agricultores interesados en producir. Los jefes de Estado Juan Mora Fernández y Braulio Carrillo Colina apoyaron la actividad cafetalera y vieron en el café el producto que generaría un movimiento económico para beneficiar la economía nacional. El café estimuló la construcción de una carretera al Atlántico para tener una ruta directa hacia los puertos británicos, ya que el mercado inglés se vislumbraba como el más importante para exportación. Para 1821 se contaba con 17 mil cafetos en producción. Entre los años 1830 y 1840, productores como Mariano Montealegre vieron la oportunidad económica que les ofrecía este nuevo cultivo y empezaron a invertir en la producción interna de café. La colonización agrícola llevó el cultivo fuera de los límites josefinos: a partir de 1830, jóvenes parejas campesinas empezaron a colonizar tierras vírgenes al occidente del Valle Central. Para 1850, los cafetales se habían extendido a los entornos de Alajuela, Cartago y Heredia. En 1860, el cultivo del grano se había desplazado a los territorios entre Alajuela y San Ramón. Treinta años más tarde, se extendía a los valles del Reventazón y Turrialba, impulsado por la construcción del ferrocarril al Atlántico. Para 1930, se sembraba café en San Carlos, Nicoya y Tarrazú.

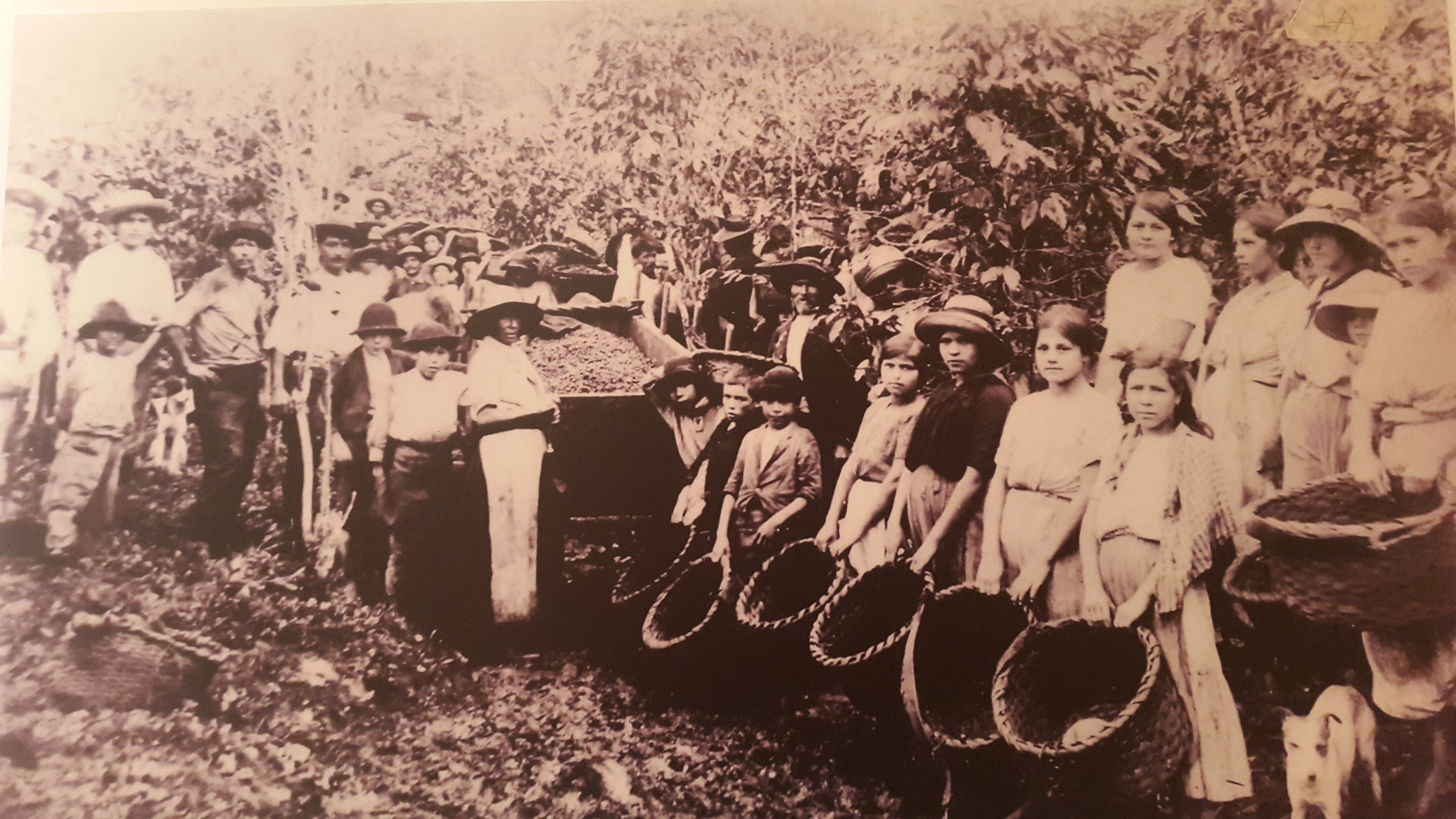
Fotografía de finales del que retrata a los recolectores de café en Costa Rica.

El 12 de octubre de 1820, en el buque Nuestra Señora se exportó del puerto de Puntarenas hacia el Perico en Panamá un quintal de café, el primero de la historia nacional. En 1832, George Stiepel, comerciante alemán radicado en Costa Rica, hizo la primera venta a Inglaterra, exportando un cargamento por medio de Chile. La década de 1840 fue la del despegue económico. En el año de 1841, el capitán inglés William Le Lacheur, que se dedicaba a traer mercancías desde Inglaterra a Centroamérica y se llevaba de vuelta a Londres añil y algodón, se enteró de la producción del café y desvió la ruta de regreso de su buque Monarch a las costas del Pacífico costarricense, acordando con el cafetalero Santiago Fernández Hidalgo la primera venta directa entre Puntarenas y Londres por 5.505 quintales de café. El floreciente negocio cafetalero condujo al establecimiento de compañías comerciales que exportaban el café a Europa y al mismo tiempo importaban del Viejo Continente mercancías manufacturadas: máquinas de moler maíz y trigo, planchas de hierro, etc, que comercializaban en suelo costarricense. Entre estos jóvenes emprendedores se destacaron Juan Rafael Mora Porras y Vicente Aguilar. Las exportaciones de café pasaron de 13 471 quintales en 1840 a 96 544 en 1848. El café llegó a representar el 90 de las exportaciones de Costa Rica en 1850.

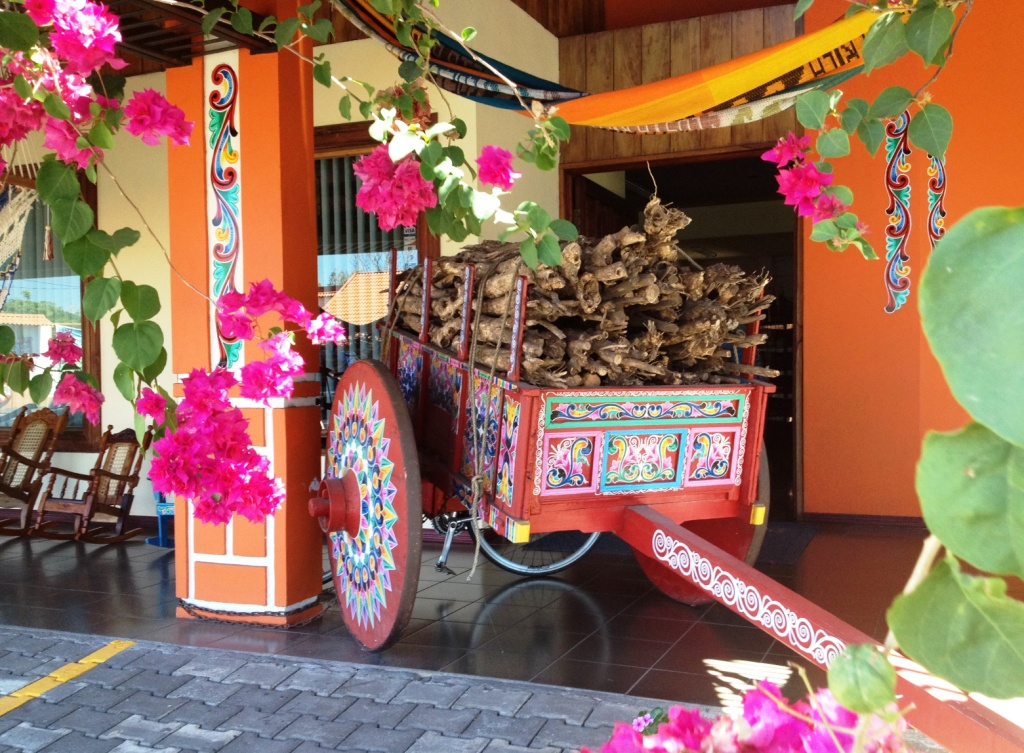
Las carretas como arte están vinculadas al café dentro de la "cultura del café" de Costa Rica. Es trabajo y arte que tienen una tradición que data de más de tres siglos.

La actividad cafetalera dinamizó la vida económica y social de Costa Rica.  La riqueza que deparó su venta permitió importar modas nuevas y tecnologías útiles, estimuló la apertura de vías de comunicación y diversificó el comercio interno. Luego de la caída de Carrillo en 1842, se dejó de realizar el comercio por el puerto de Sarapiquí en el Atlántico, con la suspensión de la construcción del Camino de Carrillo. Las exportaciones comenzaron a hacerse por el Pacífico, concluyéndose la construcción del camino de Puntarenas en 1846. Las consecuencias económicas de las exportaciones permitieron la transformación de una economía de subsistencia a una monetarización de los mercados. El café enriqueció a un amplio espectro de pequeños y medianos productores agrícolas que, aparte de ser dueños de su cafetal, prosperaron con la venta de víveres y con el transporte en carreta del grano desde el Valle Central hasta Puntarenas, cuyo casco urbano creció con la expansión vertiginosa del comercio exterior. Gracias a las ganancias del café se desarrollaron la Universidad de Santo Tomás, la educación pública, los primeros periódicos, las primeras librerías y los hijos de los grandes productores se fueron a estudiar a Europa. Se crearon las primeras grandes infraestructuras viarias y edificios clave como el Teatro Nacional de Costa Rica (1897) y el Hospital San Juan de Dios (1848).
Los efectos sociales y políticos del auge cafetalero fueron visibles desde temprano.  Se consolidó una burguesía agroexportadora, en la cúspide de la jerarquía social, que encontró con el café una temprana fuente de estabilidad y riqueza que consolidó su poder. No obstante, también hubo perdedores, sobre todo los campesinos pobres, que se vieron perjudicados con la privatización de la tierra y se volvieron trabajadores asalariados; y los indígenas asentados en el Valle Central, que se vieron desplazados y obligados a penetrar en las montañas, sobre todo en Talamanca, en un proceso que los condenó a un porvenir de exclusión y olvido.
Luego de una pequeña crisis en los precios del grano entre 1847 y 1849, los elevados precios del café prevalecieron durante el siglo XIX, y a la altura de 1850 el futuro de la joven nación se vislumbraba brillante. El cultivo del café a partir de mediados del siglo xix tuvo consecuencias sociales y culturales diferenciadas que funcionaron como parte de la construcción de la identidad nacional. El café se convirtió en un agente civilizador, en el "grano de oro", dado que la prosperidad obtenida de su comercio se transformó en progreso económico y avances sociales, que luego fortalecieron el proceso de idealización y construcción de identidades. La sociedad costarricense, con casi 100 000 habitantes, se volvía cada vez más compleja y diversa, aunque mejor integrada y económicamente más dinámica.

## El Estado Oligárquico (1849-1870)

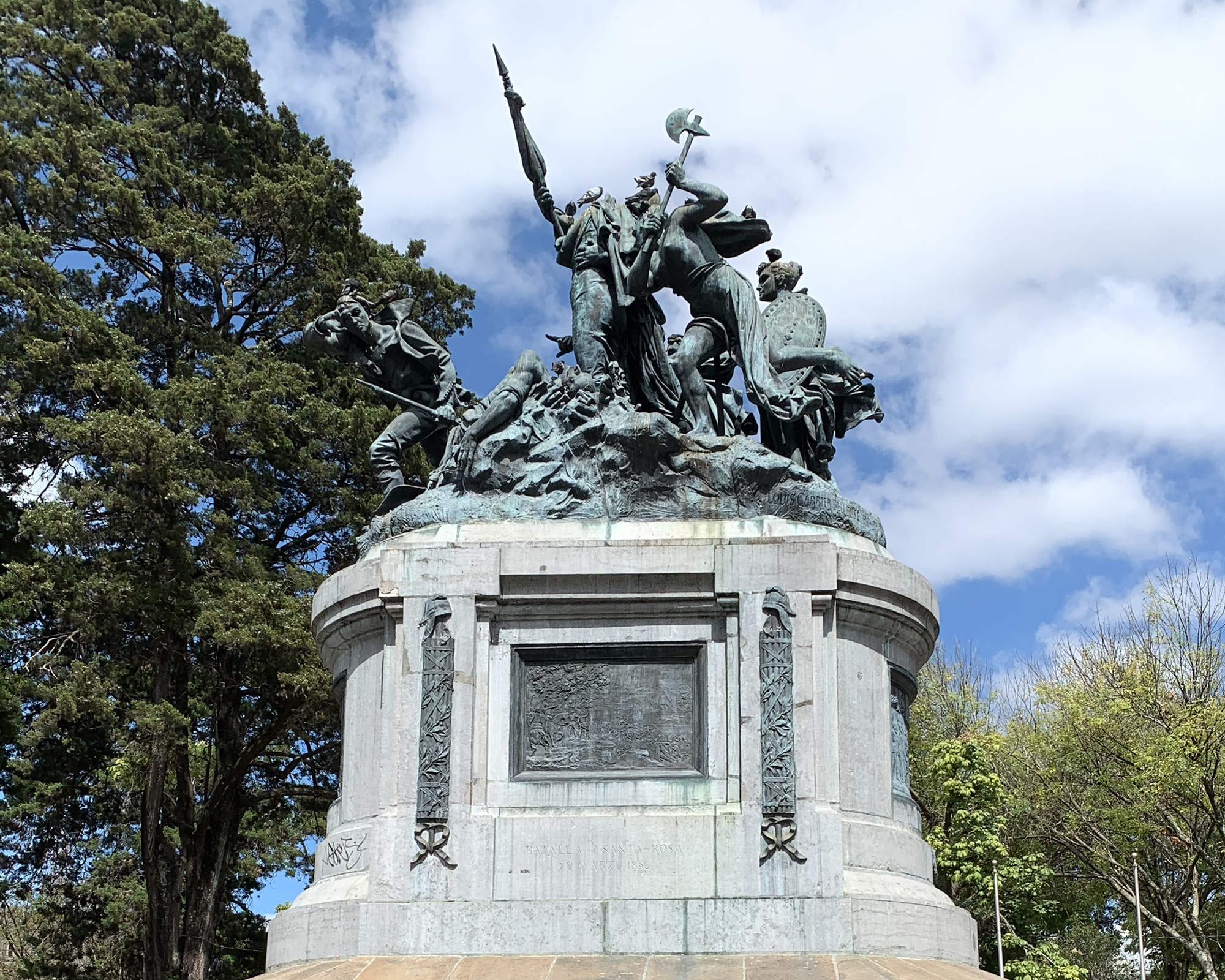
Monumento Nacional de Costa Rica en conmemoración a la Campaña Nacional de 1856-1857.

Las tres primeras décadas de existencia independiente de Costa Rica se caracterizaron por un clima de inestabilidad, producidos por asuntos que iban desde dónde estaría la capital hasta luchas entre las facciones políticas, con una década de 1840 especialmente turbulenta. En el lapso de nueve años siete personas ocuparon el cargo de jefe de Estado y casi todas tuvieron que abandonarlo por golpe de Estado o renuncia forzada. Es por eso que el periodo comprendido entre 1849 y 1870 reviste especial importancia, por los avances significativos hacia la institucionalización de la autoridad, la consolidación del estado y la centralización del poder, en detrimento de los localismos.
La inserción de Costa Rica en el mercado mundial tuvo consecuencias económicas, políticas y sociales muy importantes, permitiendo el desarrollo de un capitalismo agrario que afectó el uso de la tierra, del capital y de la fuerza de trabajo. La actividad cafetalera demandó para su desarrollo la búsqueda de soluciones para problemas como la falta de vías de comunicación, la escasa y dispersa población, la existencia de pequeños y aislados mercados, y la poca circulación de dinero, la creación de condiciones de estabilidad política para atraer capitales extranjeros que contribuyeran a la construcción de infraestructura, y la llegada de inmigrantes para satisfacer la demanda de mano de obra para la agricultura.
Los gobernantes de este periodo se caracterizaron por su búsqueda del progreso, entendido como la adquisición de las características que distinguían a las sociedades desarrolladas de la época: Inglaterra, Francia y Estados Unidos. Estas naciones se convirtieron en modelos a imitar, por lo que se adoptaron sus estilos de vida, patrones de consumo, costumbres, ideologías. Se dio un énfasis importante en el desarrollo de la educación pública. La construcción de infraestructura, caminos, ferrocarriles, puertos, el alumbrado público, cañerías y alcantarillas fueron interpretadas como manifestaciones de civilización. 
Para lograr la institucionalización del Estado, se aplicaron medidas destinadas a fortalecer al Poder Ejecutivo por encima de los otros poderes. La Constitución promulgada en 1847 sentó las bases al ampliar el periodo presidencial a seis años y autorizar la reelección indefinida. También incrementó los poderes del mandatario: nombramiento de ministros, gobernadores, comandantes generales, jueces y oficiales subalternos, decisiones que antes tomaba el Senado. Además, el Ejecutivo adquirió la posibilidad de promulgar leyes o vetarlas. El Poder Legislativo vio reducido el número de diputados a diez, y además, la Asamblea sería presidida por el vicepresidente de la República. La justificación de estas medidas era que el Poder Ejecutivo no podía permanecer estático a expensas de que el Legislativo le mandara las leyes para ejecutarlas. Fueron vitales la modernización del ejército y las reformas en búsqueda de aumentar las rentas públicas y mejorar la capacidad del Estado en la adquisición de recursos.
Para su estudio, el periodo comprendido entre 1849 y 1870 se ha dividido en tres etapas:
- las administraciones de Juan Rafael Mora Porras (1849-1859).
- la Campaña Nacional de 1856-1857.
- la década entre 1859 y 1870, con énfasis en el segundo mandato de José María Castro Madriz y los dos gobiernos de Jesús Jiménez Zamora.

### La década de Juan Rafael Mora Porras (1849-1859)
Todos los costarricenses son buenos, pero el presidente Mora es el mejor ciudadano de Costa Rica.
Félix Belly. El istmo centroamericano, 1858. En Zeledón Cartín. pp.82-83.

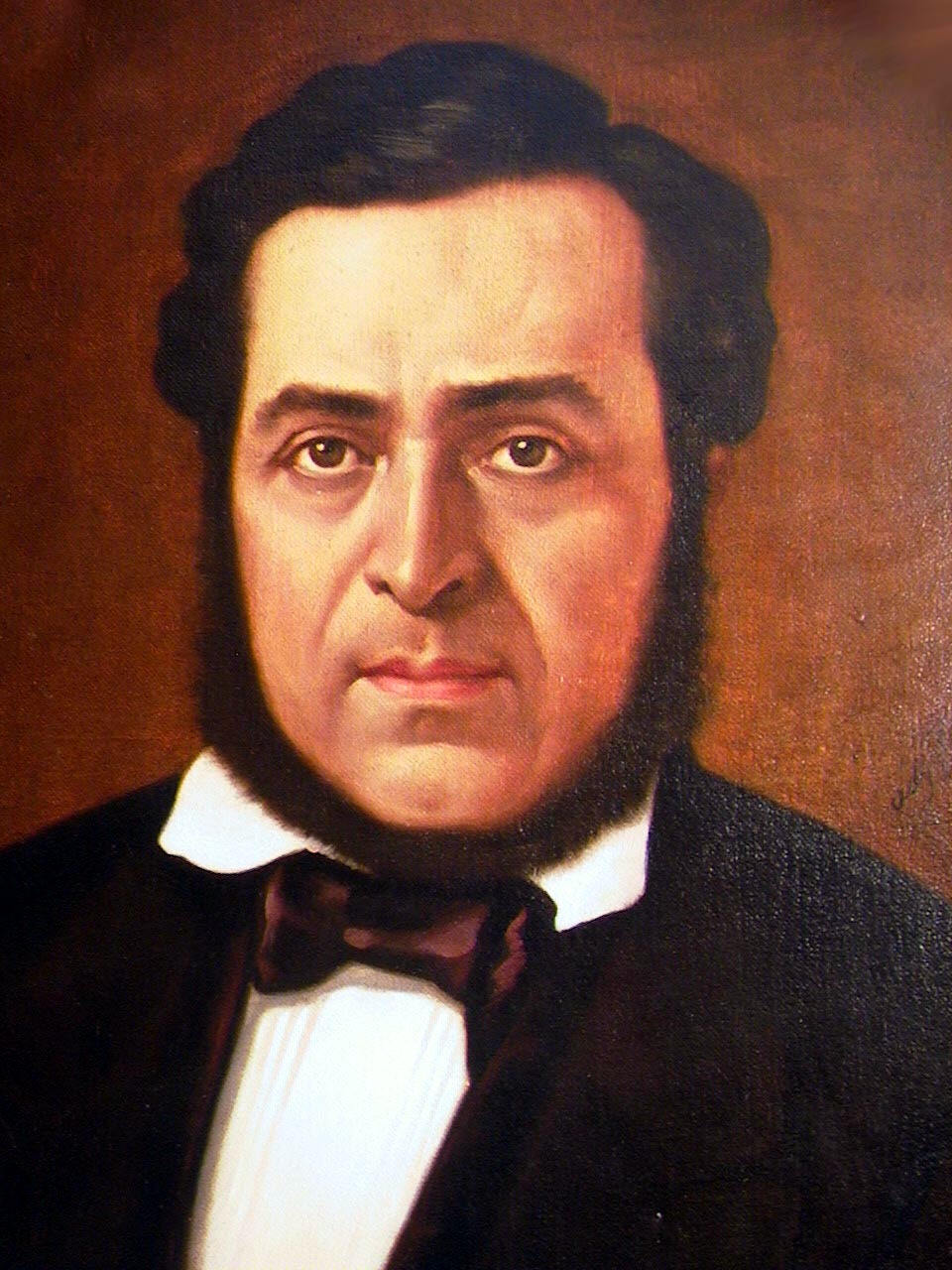
Juan Rafael Mora Porras (1814-1860). Comerciante cafetalero, hombre de negocios y político josefino. Presidente de la República en tres ocasiones entre 1849 y 1859. Benemérito de la Patria por sus aciertos en el manejo del Estado, Héroe y Libertador nacional por su liderazgo en la decisiva Campaña Nacional de 1856-1857. Se le considera una de las figuras más trascendentales de la historia de Costa Rica.

La renuncia de José María Castro Madriz a la presidencia en 1849 cerró el periodo de inestabilidad que se había iniciado en 1842 con el golpe de Francisco Morazán y la caída de Braulio Carrillo. El poder lo tomó quien fuera su vicepresidente, Juan Rafael Mora Porras, hombre eclético y pragmático, de carácter fuerte. A muy temprana edad, se hace cargo de su familia tras la muerte de su padre. Desde su tienda en el parque central de San José, donde se dedica al comercio minorista, tiene contacto con el costarricense de la calle, lo que le permite entender la psicología y la realidad de sus compatriotas, que le llevarán a ejercer tres veces la primera magistratura. Próspero hombre de negocios, fue uno de los principales comerciantes y mayores productores de café, el primer aristócrata de la consolidada oligarquía cafetalera en llegar al poder. Mora es hombre de mundo: con 36 años, ha realizado al menos seis viajes en barco de vela a distintos puntos del globo, ha establecido relaciones con importantes hombres de América y con comerciantes europeos como el naviero anglonormando William Le Lacheur, entre otros. Su carrera política la inicia en 1846, primero como constituyente para 1847, y luego como parlamentario, donde resulta elegido para ejercer la vicepresidencia durante el primer gobierno de José María Castro. Durante este tiempo, debe enfrentar un intento de golpe contra el gobierno el 28 de marzo, mientras el presidente se encuentra en Puntarenas. En 1849 renuncia a su cargo de vicepresidente, pero es nuevamente llamado a ejercer luego de la renuncia de Castro. En diciembre de 1849, es electo popularmente presidente de la República, y será reelecto por sexenios en 1853 y 1859. Al asumir el poder, Mora cuenta con una amplia visión de mundo, superior a la media de los políticos de su época.
La década de Juan Rafael Mora fue de excepcional progreso, por lo que algunos historiadores la han llamado "la era morista". Los diez años de gobierno de Juan Rafael Mora se caracterizaron por un fortalecimiento en la capacidad del país de generar los recursos necesarios para el cumplimiento de las funciones del Estado. Se fortaleció el poder central del Estado, se reorganizaron las fuentes de ingreso del Gobierno, se desarrollaron instituciones jurídicas y políticas, se ampliaron las capacidades de maniobra del aparato estatal y se expandió la agricultura y el comercio internacional como fuente de riqueza económica. El aumento en la adquisición de recursos hizo posible la construcción de caminos y obras de infraestructura, a la vez que se aumentó el gasto en lo militar y en el nombramiento de funcionarios públicos. Las medidas tomadas para obtener estos recursos se centraron en el reforzamiento de los monopolios del licor y el tabaco, que generaban el grueso de los ingresos del erario público. En julio de 1850, Mora emitió un decreto que prohibía la destilación privada de licor, estableciendo la creación de la Fábrica Nacional de Licores, medida que resultó ser muy eficaz en aumentar las rentas públicas derivadas de la venta del licor. Las ganancias obtenidas por la Fábrica Nacional de Licores fueron suficientes para cubrir los gastos básicos del gobierno y mejorar el camino a Puntarenas, por donde se exportaba el café. El crecimiento del aparato estatal demandó la obtención de recursos adicionales, por lo que la creación de una infraestructura financiera se tornó indispensable. En 1857, Mora impulsó un proyecto para establecer el Banco Nacional, primer banco estatal, creado con capital mixto y capacidad de negocios en el exterior, que abrió en 1858, pero tuvo una vida efímera de 8 meses, debido a la quiebra de la casa comercial inglesa depositaria del capital inicial de la entidad.

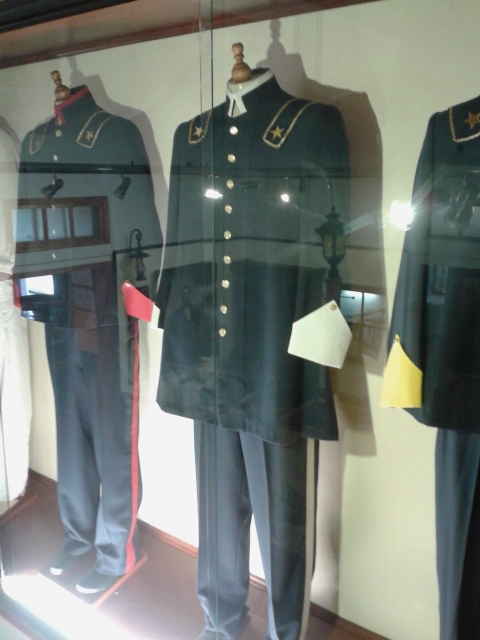
Uniformes de la oficialía del ejército de Costa Rica utilizados durante la Campaña Nacional de 1856-1857.

Otro punto importante fue el control y fortalecimiento del ejército. Al asumir la presidencia, Juan Rafael Mora puso énfasis en la creación y conservación de la estabilidad política que el país requería para desarrollarse. Las exportaciones de café se convirtieron en la médula de la economía nacional, lo que a su vez desató un flujo continuo de progreso material, para lo cual era indispensable establecer el orden público. Para lograr este objetivo, su gobierno inició con reformas importantes en la organización del ejército, cuya poca disciplina fue señalada como la causa de la inestabilidad política vivida en la década de 1840. Visualizándolo como una amenaza continua para cualquiera que ocupara la silla presidencial, tomó una serie de medidas para ponerlo bajo la autoridad del Poder Ejecutivo, al mismo tiempo que lo fortalecía ante las eventualidades que el país enfrentaría más tarde en el plano internacional. Por esta razón, Mora estableció en 1850 un segundo cuartel en San José, el Cuartel de Artillería, con el objetivo de evitar la concentración de la fuerza militar en un solo sitio y bajo un solo comandante. Esto le valió la sublevación del jefe del Ejército, Comandante José Manuel Quirós, que lo amenazó con un golpe de Estado y organizó una revuelta. El movimiento fracasó y Quirós fue exiliado con sus partidarios, lo que hizo que Mora adquiriese el control absoluto sobre los cuarteles, que confió a su hermano José Joaquín Mora Porras y a su cuñado el general salvadoreño José María Cañas. A partir de este momento, se tomaron medidas para favorecer el entrenamiento de las tropas para crear un ejército profesional con buen equipamiento. Se dejó atrás el código colonial ibérico y se trajeron expertos europeos que aplicaron la disciplina y táctica militar inglesa, alemana y francesa, a la vez que se modernizó el armamento nacional comprando en Inglaterra importantes cantidades de pertrechos y municiones. El número de soldados fue incrementándose continuamente de unos pocos cientos a 9000 hombres a inicios de 1856.

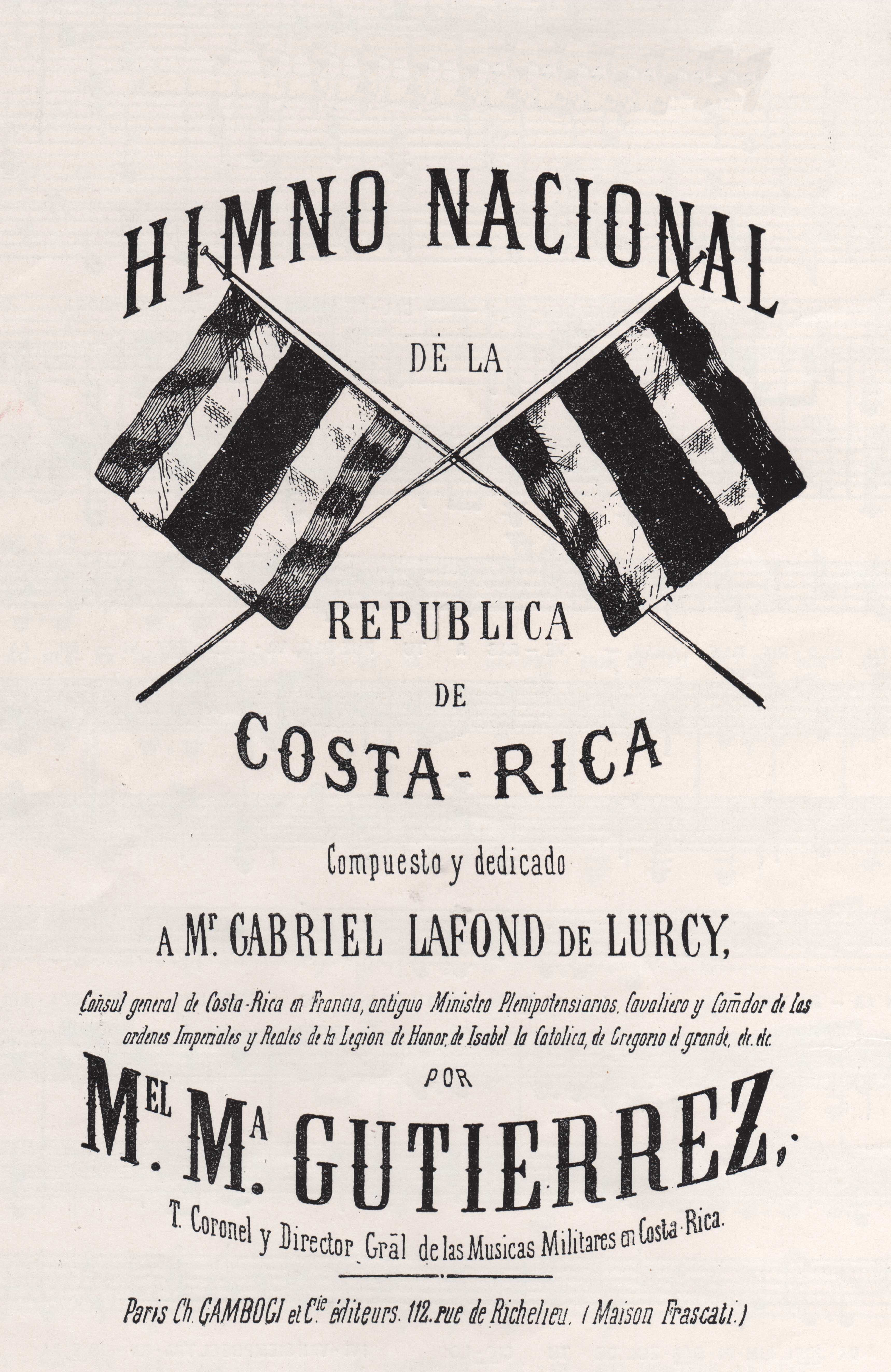
Portada de la primera edición del Himno nacional de Costa Rica.

Con el objetivo de favorecer la expansión económica con la exportación del café, el presidente Mora impulsó políticas orientadas a la construcción y mejoramiento de caminos y puertos, contratos de navegación, código de comercio, firma de tratados, habilitaciones, creación del primer banco estatal, venta de terrenos y otros. Para sustentar su comercio exterior, Costa Rica exporta su café principalmente a Inglaterra, país del que proviene un 70% de las importaciones, mientras que apenas un 7% proviene de Estados Unidos. Para 1855, las rentas de Costa Rica pasaron de 15 000 a 500 000 pesos. En el plano político internacional, se da el reconocimiento del país como estado independiente en el exterior con el establecimiento de relaciones internacionales con Francia, Gran Bretaña, Estados Unidos y España.  En 1852, Mora encarga la creación del Himno nacional de Costa Rica a Manuel María Gutiérrez Flores, para recibir a delegados de Gran Bretaña y Estados Unidos, siendo entonado por primera vez el 11 de junio de dicho año. Mediante su embajador en Washington, Mora está al tanto de las políticas internacionales de aquella nación, lo que le permitirá tomar decisiones para posteriormente defender la soberanía nacional.

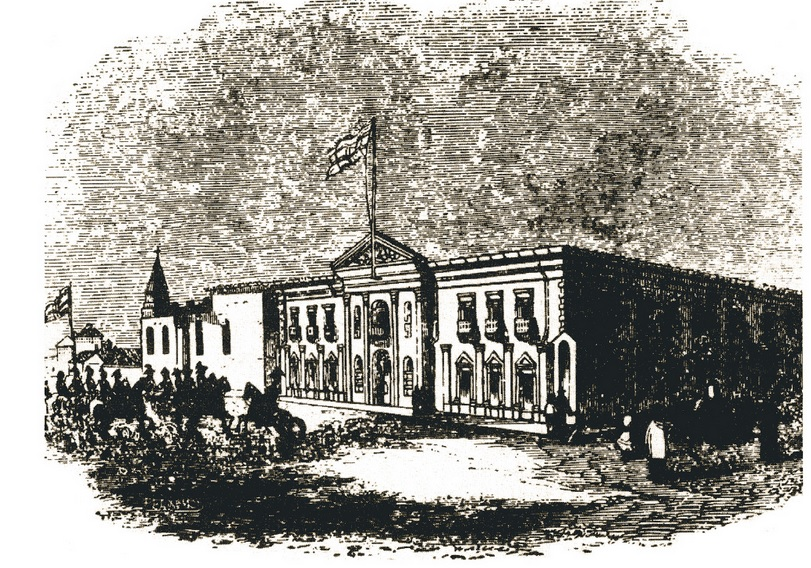
El Palacio Nacional de Costa Rica en 1858.

A inicios de la década, San José, de apenas 15 000 habitantes, empezó a perder deprisa el perfil de aldea que había tenido durante la colonia, para irse convirtiendo rápidamente en una urbe. El casco josefino experimentó un crecimiento en su infraestructura y servicios, con la construcción de edificios de dos pisos y de aceras, instalación del alumbrado público, funcionamiento de diligencias, apertura de oficinas, farmacias y tiendas. El presidente Juan Rafael Mora, contando con la asesoría y capacidad técnica de algunos ciudadanos europeos, hizo construir importantes edificaciones como el Palacio Nacional de Costa Rica, la Universidad de Santo Tomás, el Teatro Mora, el Hospital San Juan de Dios y la Fábrica Nacional de Licores. Se fomentó el desenvolvimiento de la salud pública, la educación y la cultura. En el puerto de Puntarenas, el casco urbano creció con la expansión vertiginosa del comercio exterior. El futuro de Costa Rica, a la altura de 1850, se vislumbraba promisorio, con una sociedad más compleja y diversa, mejor integrada, más desarrollada y dinámica, y con una buena base económica. El porvenir, no obstante, fue trágico en el corto plazo, a partir de los hechos que comenzaron a gestarse en 1854 en la vecina Nicaragua.

### La Campaña Nacional de 1856-1857
En 1854 estalló en Nicaragua una guerra civil que enfrentó a dos bandos por el control del país: el partido conservador, asentado en Granada, y el partido liberal, con capital en León. En 1855, el bando liberal contrató a un mercenario estadounidense (un filibustero, en el lenguaje de la época) cuya experiencia le permitiese derrotar a sus rivales. El 16 de junio de 1855, William Walker desembarcó en el puerto de El Realejo al mando de 56 expedicionarios (la llamada Falange Americana) y, durante el siguiente año, ya fuese por la fuerza militar o mediante artimañas, tomó control del país, llegando a proclamarse incluso presidente del mismo. Para atraer más filibusteros, sobre todo del sur de los Estados Unidos, Walker emitió un decreto de colonización y otro de esclavitud. La presencia de William Walker en Nicaragua significaba un peligro para integridad territorial de Costa Rica y esto supo visualizarlo el presidente Mora. Aunque se ha afirmado que desde un inicio su interés era establecer una república esclavista en Centroamérica, al estilo de los Estados Confederados de los Estados Unidos, en lo inmediato el objetivo de William Walker era dominar la vía del Tránsito, conformada por el río San Juan, el lago de Nicaragua y el istmo de Rivas, puntos estratégicos para construir un canal interocéanico que acortara el viaje entre el este y el oeste de los Estados Unidos, así que Walker expropió la vía del tránsito en beneficio de sus aliados. Dicho proyecto implicaba la pérdida, por parte de Costa Rica, de todo el territorio norte del país, pues Walker hacía reclamaciones sobre la totalidad de las llanuras de Sarapiquí y la provincia de Guanacaste. A esto hay que sumar también los intereses geopolíticos de las potencias de la época, sobre todo Gran Bretaña y Estados Unidos, determinadas a controlar dicha vía. Todos estos hechos sirvieron de impulso para el conflicto armado que el presidente Mora llamó "la Campaña Nacional", pues en ella veía que Costa Rica se jugaba su propia existencia como nación independiente.
En Juan Rafael Mora, Walker encontró a su más fiero oponente. El presidente costarricense apeló a los gobiernos y sociedades del resto de Centroamérica para sumar fuerzas y expulsar al invasor, aunque la inminencia de la amenaza motivó que Costa Rica cargara inicialmente con el peso de la lucha. Mora emitió dos proclamas llamando a los costarricenses a las armas, las cuales fueron seguidas por un edicto del primer obispo de Costa Rica, Anselmo Llorente y Lafuente, en el mismo sentido. El ejército regular de Costa Rica fue llamado y complementado con milicias campesinas y artesanas, y partió hacia el norte del país para enfrentar al enemigo, con el presidente Juan Rafael Mora y los generales José Joaquín Mora Porras y José María Cañas a la cabeza. El 20 de marzo de 1856, los costarricenses expulsaron del territorio nacional una avanzada de filibusteros al derrotarlos en la batalla de Santa Rosa, en Guanacaste. Más tarde, el 10 de abril, una segunda batalla se dio entre tropas de ambos bandos en Sardinal. El 11 de abril de 1856, las principales fuerzas de Walker asaltaron la ciudad de Rivas, Nicaragua, a donde el ejército expedicionario costarricense había arribado unos días antes. Tras una cruenta batalla de varias horas, en la que se dieron cuantiosos actos de heroísmo, el más recordado, el incendio de un mesón donde se habían refugiado los filibusteros, por parte del soldado alajuelense Juan Santamaría, los costarricenses lograron hacer que el enemigo se retirase, sin embargo, al día siguiente, la aparición de una epidemia de cólera obligó el regreso a Costa Rica. Esto hizo que la infección se extendiera al resto del país, cobrando la vida de alrededor de 10 000 personas, el 10% de la población nacional.

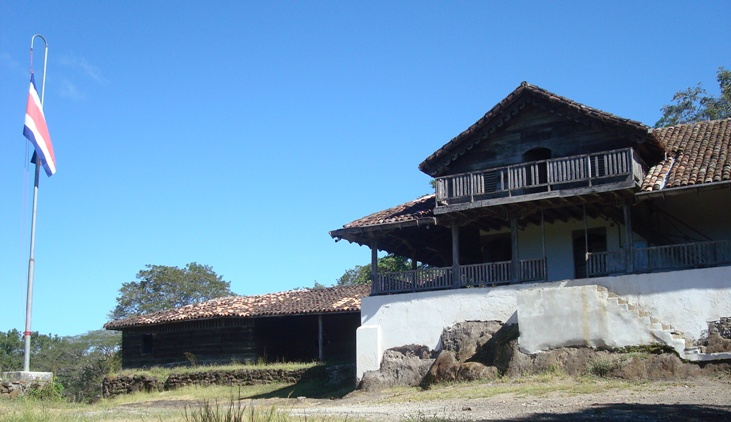
Monumento Nacional Hacienda Santa Rosa.

Tras un breve periodo fuera de la guerra, durante el cual se sumaron al conflicto los ejércitos del resto de los países centroamericanos, en diciembre de 1856 Costa Rica volvió a las armas, esta vez con el objetivo de dominar la ruta del San Juan, mediante la cual Walker recibía refuerzos y suministros. Esta segunda campaña, denominada Campaña del Tránsito, y encomendada al general Máximo Blanco, se escenificó con combates principalmente en el río San Juan: combate de La Trinidad (22 de diciembre de 1856), toma de los vapores del río San Juan (diciembre 1856-enero 1857), toma del Castillo Viejo (24 de diciembre de 1856), combate de las islas Ometepe (1 y 2 de diciembre de 1856), toma del fuerte San Carlos (30 de diciembre de 1856), toma del vapor San Carlos (3 de enero de 1857), batalla de San Jorge (28 de enero de 1857), segunda batalla del Castillo Viejo (22 de febrero de 1857) y dos batallas más en Rivas (23 de marzo y 11 de abril de 1857). Al arrebatarle el control de la vía del tránsito, y asediado en Rivas por los ejércitos centroamericanos, William Walker se vio obligado a capitular el 1 de mayo de 1857, y se entregó al capitán Charles H.Davis, de la marina estadounidense, partiendo pocos días después hacia los Estados Unidos. No obstante, Walker intentaría retomar su causa filibustera y regresar a Centroamérica en varias ocasiones. En su último intento, fue capturado y fusilado en 1860, en Trujillo, Honduras.

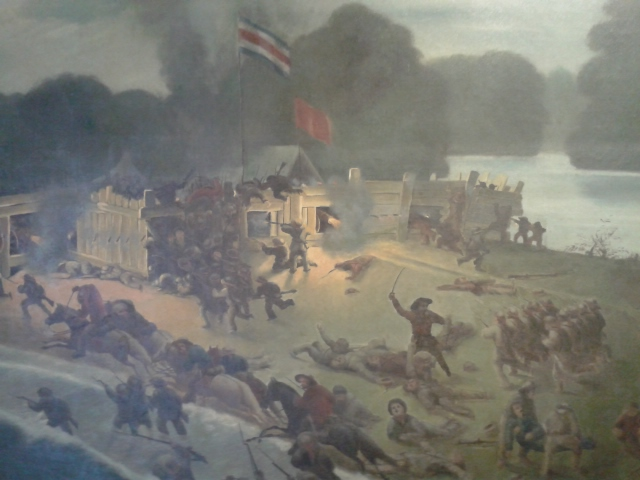
Combate de La Angostura, óleo sobre tela, de Lorenzo Fortino (1860). Museo Histórico Cultural Juan Santamaría, Alajuela, Costa Rica.

La Campaña Nacional de 1856-1857 tuvo profundas consecuencias en todos los ámbitos de la realidad nacional de Costa Rica. En lo social, la Campaña Nacional llegó a convertirse en sinónimo de lucha por la libertad, con el mismo significado de una guerra por la independencia, dado que el país vio amenazada su propia existencia, su integridad territorial y su cultura. Esto sirvió para fortalecer el patriotismo, reforzando la identidad colectiva entre los costarricenses, otorgándole rasgos mejor definidos a la nación. Por estos motivos, se considera a la Campaña Nacional como vital en el proceso de formación de la identidad nacional y básica para la conformación de Costa Rica como estado-nación. Es la coyuntura más trascendental en la construcción de la nacionalidad costarricense.
No obstante, en otros aspectos, la caída demográfica producto de la guerra, principalmente secundaria a la peste del cólera, sumado a los enormes gastos militares, terminaron provocando una crisis económica de la que el país no empezó a recuperarse sino hasta luego de 1859. La actividad cafetalera fue afectada por la carestía de trabajadores y la contracción del crédito que resultó de la guerra. El financiamiento y la defensa de Mora sobre la necesidad de la Campaña Nacional terminó afectando negativamente los intereses del resto de la élite de cafetaleros y comerciantes, puesto que buena parte de la campaña tuvo que ser financiada con empréstitos forzosos y otras contribuciones. Sumó también la amenaza de una nueva guerra, esta vez contra Nicaragua, que finalmente no se produjo gracias a la firma del Tratado Cañas-Jerez el 15 de abril de 1858, que delimitó la frontera entre ambos países. Las decisiones del presidente de encarcelar y desterrar a sus opositores, como el expresidente Castro Madriz o el obispo Llorente y Lafuente, sumaron también en su contra. Todo esto llevó a un levantamiento militar el 14 de agosto de 1859, luego de que Mora había ganado la elección para un tercer periodo.

### De la caída de Mora a la caída de Jiménez (1860-1870)
El golpe de Estado contra Juan Rafael Mora fue llevado a cabo por el mismo ejército que había diseñado para afianzar al Ejecutivo, encabezado por los generales Lorenzo Salazar y Máximo Blanco, que habían tenido destacada participación en la guerra, y cuyas figuras fueron dominantes en la política nacional en el siguiente decenio. La Campaña Nacional tendría un epílogo sangriento: Mora, derrocado, exiliado en El Salvador junto a su hermano José Joaquín y el general Cañas, intentó recuperar el poder por la fuerza desembarcando en Puntarenas junto a unos pocos leales, pero las fuerzas del gobierno lo derrotaron en la batalla de La Angostura el 28 de septiembre de 1860. Tras una corte militar con juicio oral y sumario, Juan Rafael Mora fue fusilado el 30 de septiembre de 1860. El 2 de octubre de 1860 fue fusilado, en el mismo lugar, el general José María Cañas. En la actualidad, ambas ejecuciones se han calificado como crimen de Estado.

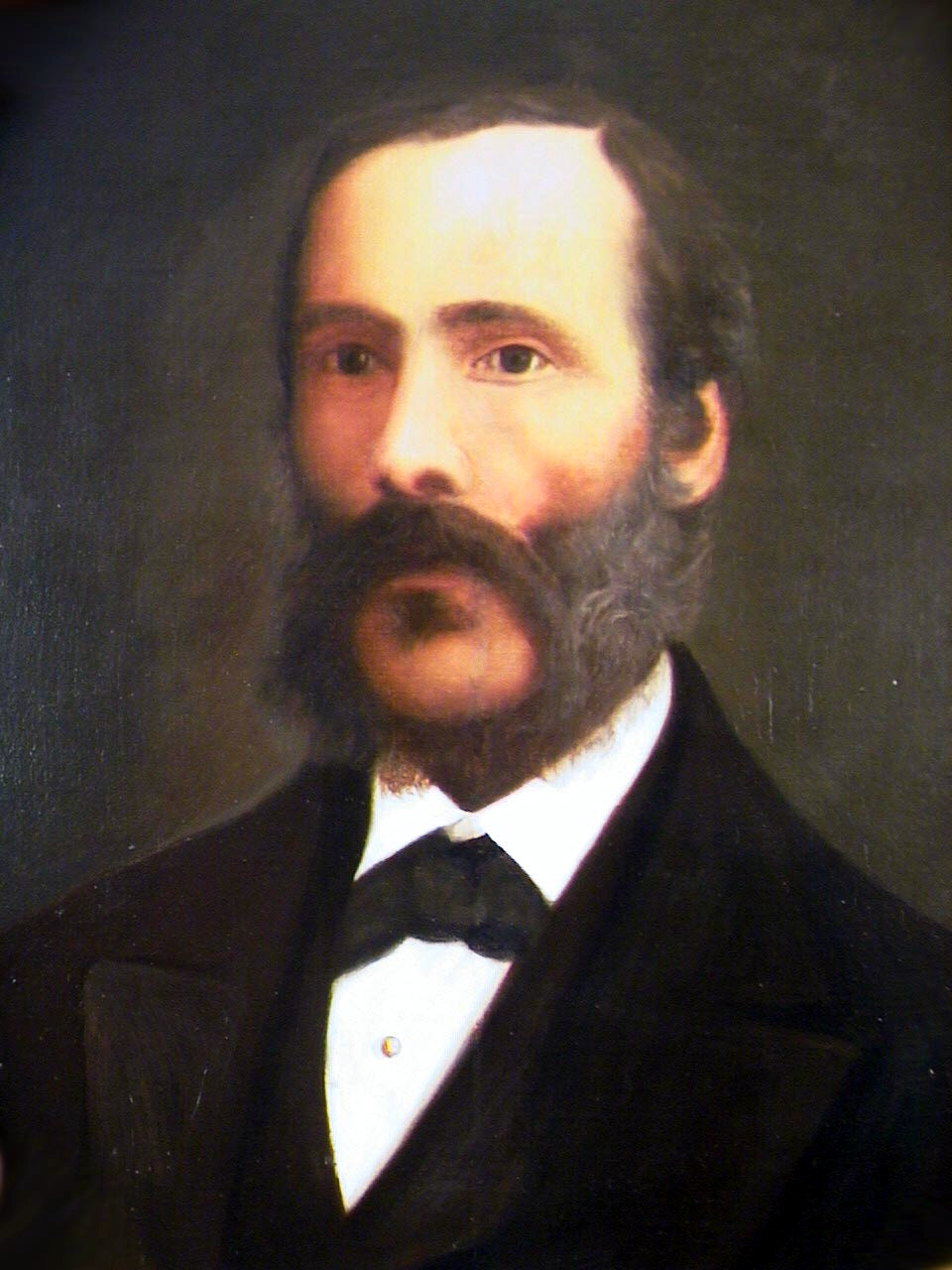
José María Montealegre Fernández (1815-1887) fue presidente entre 1859 y 1863. Primer médico y cirujano costarricense graduado en Europa, fue también comerciante cafetalero. Hombre cultivado, de espíritu liberal y progresista, educado a la inglesa, se esmeró en gobernar decentemente y en sostener las libertades y derechos de los ciudadanos en la difícil década de 1860.

A Mora lo sucedió el Dr. José María Montealegre Fernández, quien llamó a elecciones para una Asamblea Constituyente, que redactó la Constitución de 1859, de carácter liberal. La nueva Constitución redujo el periodo presidencial a tres años y prohibió la reelección inmediata, implantó un sistema de designados a ejercer la primera magistratura en ausencia del presidente, elegidos por el Poder Legislativo, y reorganizó la conformación del Congreso y el Poder Judicial. Lejos de crear condiciones de estabilidad política, estos cambios provocaron un clima de constante efervescencia, motivado por el acortamiento del periodo presidencial, debido a que, casi inmediatamente después de elegido el presidente, comenzaba la ardua lucha electoral entre los candidatos a sucederlo.
La década de 1860 se convirtió en un periodo de pugnas dentro de la élite, con presencia de choques por intereses económicos, ideológicos y ambiciones personales, y de activa intervención de los militares para resolver los conflictos. Entre 1860 y 1870, las facciones rivales, personificadas por los liberales de la familia Montealegre, principales accionistas del Banco Anglo Costarricense (1864), de fuerte capital británico, y los conservadores en torno a las familias Iglesias y Tinoco, apoyados por la Iglesia Católica, apelaron intermitentemente al cuartelazo para desplazar a sus competidores y dominar el Estado, política poco profesional que era incapaz de darle coherencia y dirección a la economía nacional.

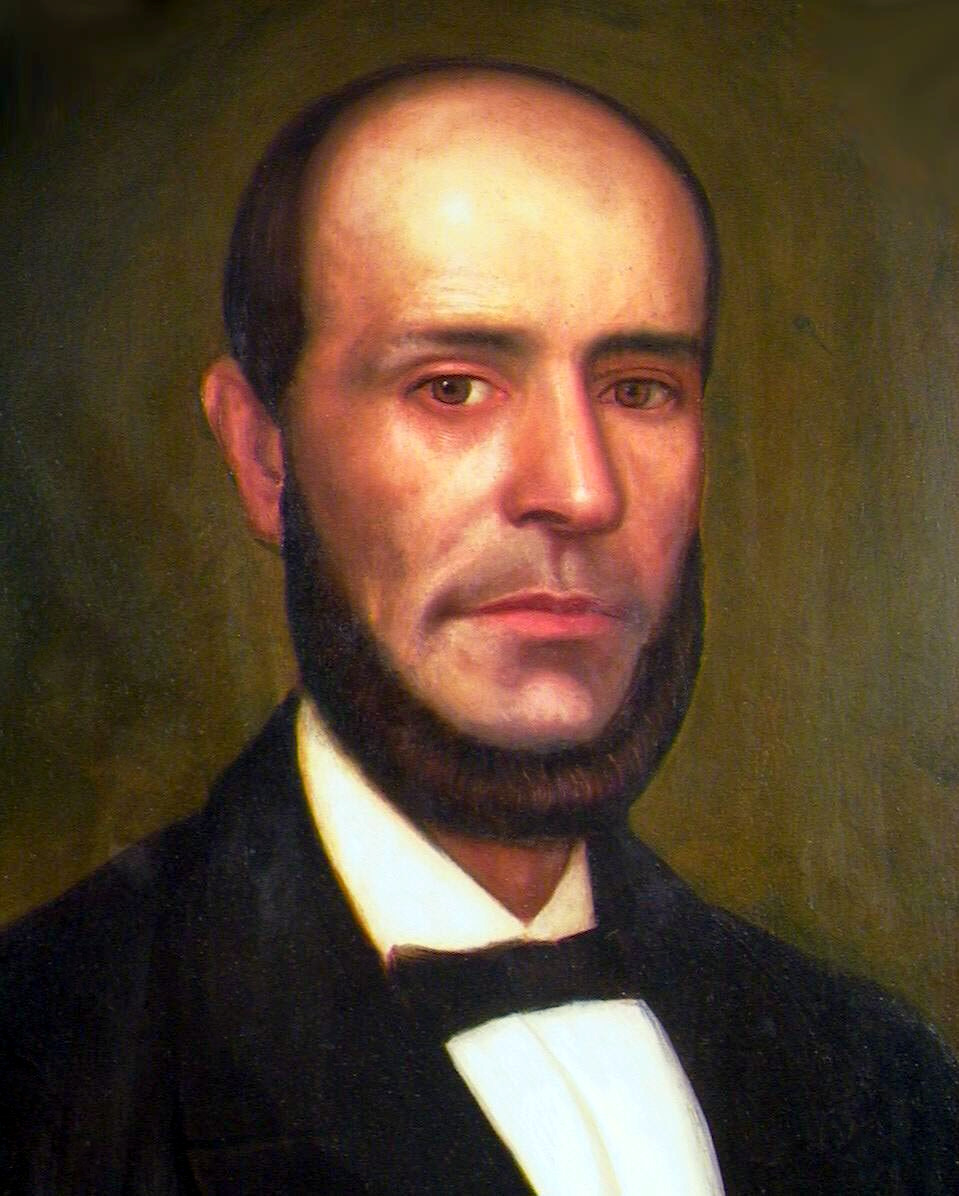
"El pueblo que tenga más y mejores escuelas, será el mejor de los pueblos."
Jesús Jiménez Zamora (1823-1897) fue presidente en 1863-1866 y 1868-1870. Médico graduado de la Universidad de San Carlos Borromeo. Destacado como uno de los mandatarios más notables de Costa Rica, puso énfasis en la educación pública y gran empeño en la apertura de vías de comunicación. Es Benemérito de la Patria desde 1886.

Para superar la situación de estancamiento, en 1863 ambas facciones acordaron proponer a Jesús Jiménez Zamora como candidato de compromiso para suceder a Montealegre. El gobierno de Jiménez se caracterizó por una vuelta a la centralización del poder. El 1 de agosto de 1863, al poco tiempo de ser elegido, Jiménez disolvió el Congreso y llamó a nuevas elecciones legislativas, esta vez con miembros afectos al régimen. Jiménez también se granjeó el apoyo de los militares con la compra de armamento, con lo que pudo terminar su periodo en 1866 a pesar de los rumores de un golpe de Estado.
En 1866, José María Castro Madriz, que había logrado cohesionar a ambas facciones en su favor, fue elegido para su segundo mandato. Su segunda administración se caracterizó por su respeto a la constitucionalidad y la división de poderes, por lo que prevaleció un clima de apertura, tolerancia y libertades. Impulsó la creación de un banco para garantizarle al gobierno la adquisición de recursos para la construcción de obras públicas y promover el comercio y la agricultura, golpeados por la caída de los precios del café. El Banco Nacional de Costa Rica, de capital mixto, dio importante respaldo financiero al Estado como institución emisora y crediticia por espacio de 10 años, al final de los cuales cerró sus puertas al vencer el contrato de operaciones y no ser este renovado. La segunda administración de Castro Madriz fue fecunda en obras materiales e iniciativas para el desarrollo: abrió el comercio exterior por la bahía de Limón, creó el segundo banco nacional y estableció la primera línea telegráfica entre Cartago y Puntarenas. La actitud conciliadora de Castro, propiciadora del debate y de crear condiciones para la libre expresión, agitó el clima político. Aparecieron gran cantidad de periódicos, muchos propiedad de sus adversarios, que se dedicaron a atacar su gobierno y al candidato del partido oficial, el ministro de hacienda Julián Volio. Las expectativas de triunfo de los opositores de Castro se cayeron con la renuncia de su candidato, Francisco Montealegre, lo que los empujó a negociar con los militares para derrocar al Dr. Castro Madriz. En noviembre de 1868, los generales Blanco y Salazar depusieron a Castro y fue llamado de nuevo al poder Jesús Jiménez Zamora.
Jiménez asumió en 1868, y casi inmediatamente, emitió un decreto que colocó al ejército bajo la autoridad del ministerio de Guerra, para luego destituir a los generales Blanco y Salazar. Fortalecido el Ejecutivo, con el ejército subordinado, Jiménez se asentó con confianza en el mando. Convocó una nueva constituyente, que emitió la Constitución de 1869, llamó a elecciones, donde resultó ganador, y consiguió del Congreso facultades omnímodas para hacer frente a los problemas del país y promover el progreso y bienestar. Jiménez continuó sus esfuerzos iniciados en su anterior administración, en fortalecer la educación pública y vigorizar la economía, creando escuelas y casas de enseñanza y abriendo caminos. Declaró la enseñanza primaria gratuita y obligatoria, y trajo profesores europeos para orientar la educación costarricense con bases sólidas, además de reformar la Universidad de Santo Tomás, crear el Registro Público, abrir la carretera nacional a Puntarenas, y emitir una ley de vagos para mantener a los ciudadanos activos. No obstante, también persiguió a sus opositores políticos, a quienes detuvo o exilió, lo que le fue granjeando un cada vez mayor número de enemigos. El 27 de abril de 1870, fue depuesto por un golpe de Estado efectuado por el coronel Tomás Guardia Gutiérrez.

## El Estado Liberal (1870-1940)

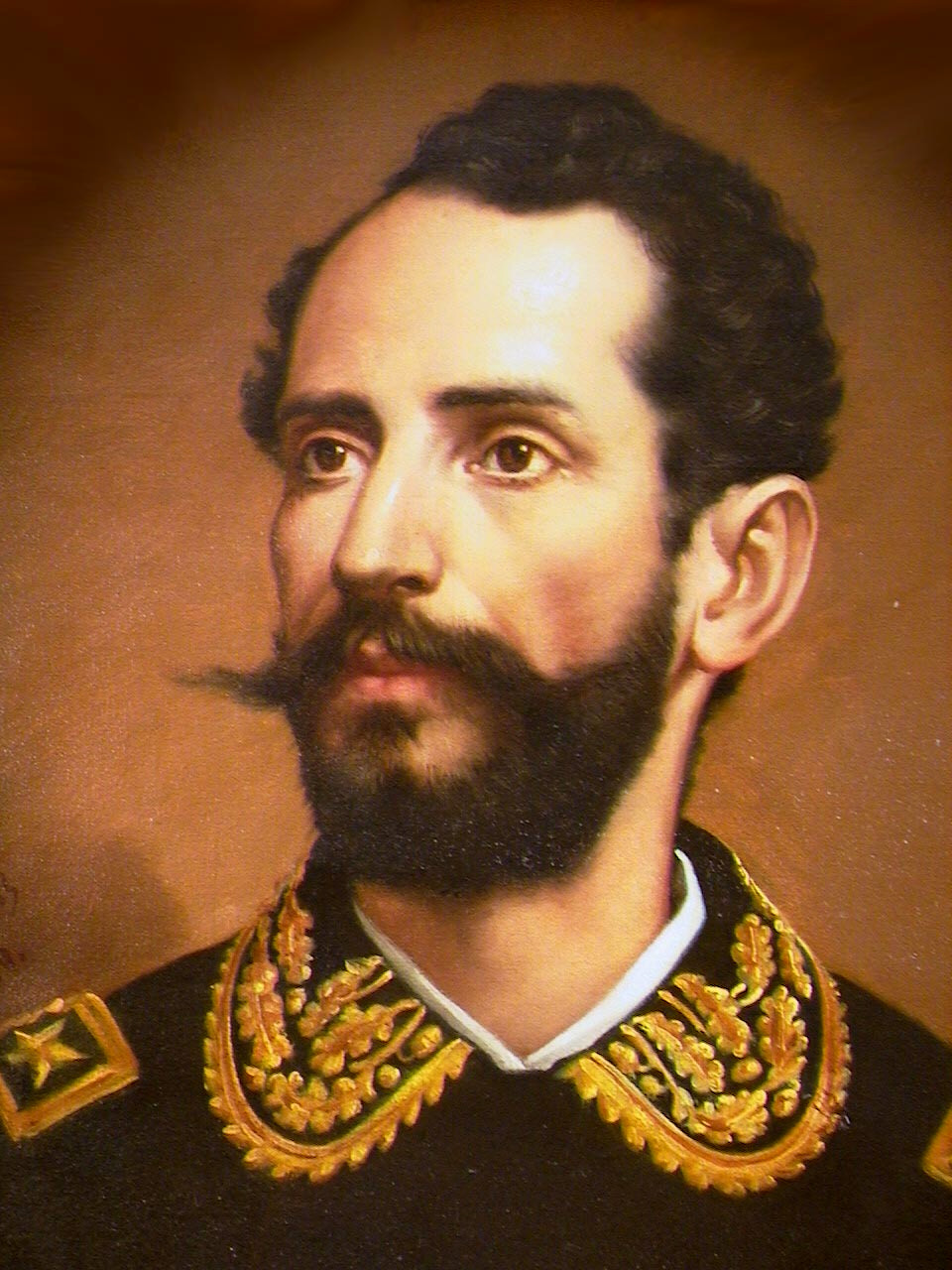
"La vida de los habitantes de Costa Rica es inviolable".
Tomás Guardia Gutiérrez (1831-1882) gobernó Costa Rica entre 1870 y 1882. Bajo su mandato, se aprobó la Constitución Política de 1871, que anuló la pena de muerte, y se iniciaron una serie de reformas de corte liberal destinadas a modernizar al país.

### La dictadura de Tomás Guardia (1870-1882)
El 27 de abril de 1870, Jesús Jiménez Zamora fue derrocado por Tomás Guardia Gutiérrez, luego de que este y sus aliados tomaran por la fuerza los cuarteles del ejército en San José y Cartago. El gobierno recayó en el presidente provisorio Bruno Carranza (abril-agosto 1870), quien luego renunció y el Congreso entregó el poder a Guardia en agosto de 1870. El derrocamiento de Jesús Jiménez y la llegada al poder de Tomás Guardia se consideran el cierre del periodo histórico conocido como Estado Oligárquico y el inicio del Estado Liberal propiamente dicho.
La administración del general Tomás Guardia Gutiérrez significó una verdadera transformación de la política costarricense. Su régimen (1870-1882) tuvo carácter autoritario, pese a lo cual, la administración pública se expandió y se configuró un círculo de políticos e intelectuales de orientación reformista, que se conoció como Generación del Olimpo. El propósito principal de este grupo fue el de modernizar el Estado y la sociedad, introduciendo una serie de reformas liberales principalmente a partir del decenio de 1880, para lo cual fomentaron la extensión de valores como el patriotismo, el capitalismo, la ciencia, la educación, la salud y la higiene. Durante el gobierno de Guardia, ocurrieron dos cambios fundamentales: la administración pública se independizó de los intereses de las poderosas familiar cafetaleras oligárquicas que dominaron el poder político en el periodo anterior, y surgió una generación de funcionarios públicos profesionales que asumieron la gestión del Estado.
Bajo el mandato de Tomás Guardia, Costa Rica se benefició de grandes inversiones extranjeras en las vías férreas y otros equipamientos públicos. El proceso se orientó hacia el fortalecimiento del Ejecutivo, la expansión de una economía agrícola capitalista, basada primeramente en el café y más tarde, en el cultivo del banano, y en la civilización de los sectores populares. Guardia protagonizó un gobierno duro y progresista, desterrando a muchos de sus enemigos políticos. El hito más importante de su gobierno fue la redacción de la Constitución Política de Costa Rica de 1871, en la cual prohibió la pena de muerte, decretó la libertad de culto, fortaleció la educación y separó los tres poderes de la República.
En 1876, Guardia dejó la primera magistratura y le sucedió Aniceto Esquivel Sáenz, pero el general retuvo el puesto de jefe del ejército y mantuvo siempre el control del país. El gobierno de Aniceto Esquivel fue breve (mayo-julio 1876), pues su distanciamiento del general Guardia significó su derrocamiento. Se proclamó a Vicente Herrera Zeledón (1876-1877) como presidente provisorio, aunque en la práctica, Guardia fue el verdadero gobernante. En 1878, Guardia tomó de nuevo el poder y lo retuvo hasta su muerte en 1882. En su segundo periodo concedió la construcción del primer ferrocarril al Atlántico, obra encargada al ingeniero estadounidense Minor Cooper Keith, que a la postre también desencadenó la explotación del banano como recurso de exportación, al cederle tierras para el cultivo de esta fruta en la región del Caribe. La construcción del ferrocarril inició en 1871-1872, pero no se completó debido a dificultades técnicas, falta de fondos y corrupción.  Para trabajar en la construcción del ferrocarril, arribaron las primeras inmigraciones masivas de afroantillanos, principalmente jamaiquinos, así como de chinos e italianos.

### Gobiernos de Próspero Fernández y Bernardo Soto (1882-1889)

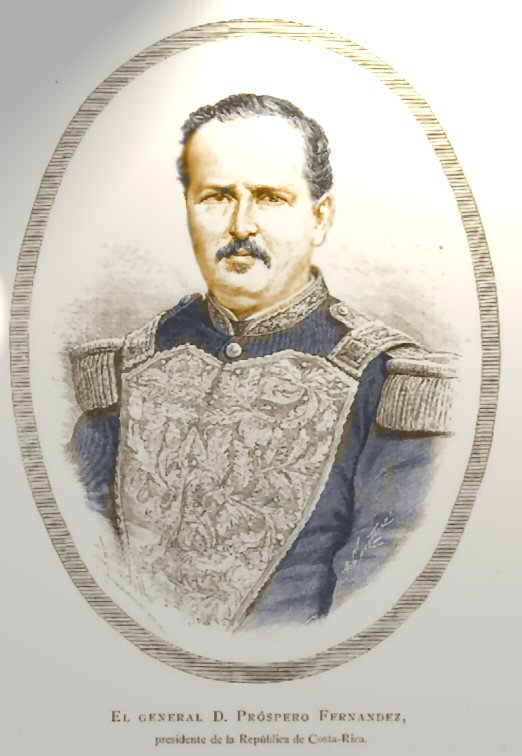
Próspero Fernández Oreamuno (1834-1885), político y militar, presidente entre 1882 y 1885. Su gobierno estableció las Leyes Liberales en 1882 e implementó nuevos códigos penal, civil y de procedimientos. Fue declarado Benemérito de la Patria en 1883.

La reforma liberal iniciada durante el gobierno de Tomás Guardia se acentuó en las administraciones de sus sucesores, Próspero Fernández Oreamuno y Bernardo Soto Alfaro. Luego de convocar a elecciones en abril de 1882, y tras poner en vigencia la Constitución de 1871, Guardia muere en el cargo en julio de ese año. Asume Saturnino Lizano Gutiérrez en calidad de primer designado, que gobierna poco más de un mes, pues en agosto debe entregar el poder al general Próspero Fernández, vencedor en las elecciones, jefe del ejército y cuñado de Guardia.
El gobierno de Próspero Fernández (1882-1885) se orientó al fortalecimiento del poder Ejecutivo. Se aprobaron nuevos códigos en lo civil y lo penal, aumentando el número de puestos burocráticos y policíacos a lo largo del país. Se inauguró el registro de nacimientos, defunciones y matrimonios. En el aspecto cultural, la reforma liberal iba dirigida a alentar a los sectores populares a desarrollar valores de responsabilidad, patriotismo, el control de la pasiones y los vicios, y la identificación de la familia nuclear como base la moral y la prosperidad. El programa liberal iba dirigido a reforzar el control administrativo e intensificar la privatización de tierras. Hubo una profundización en la división cultural entre los sectores acomodados, urbanos, intelectuales, políticos y seculares, y la mayoría de la población, rural y campesina. Se difundieron ideas para enfatizar en la diferenciación racial de los costarricenses con respecto al resto de los centroamericanos, definiendo una sociedad blanca, caracterizada por su laboriosidad, su índole pacífica y su condición de propietarios.
El énfasis en la identidad racial entró en conflicto con la realidad de la población, mestiza en su mayoría, por lo que el Estado apeló, para superarla, a la difusión sistemática de una identidad nacional basada en la vida republicana y las glorias de la Campaña Nacional de 1856-1857, elevando a personajes como Juan Santamaría y Juan Rafael Mora a la categoría de mitos y héroes, utilizando para ello el sistema educativo y la prensa. La consolidación del sistema electoral fue otro proceso fundamental de integración social y cultural. De esa forma, a pesar de autodefinirse como una sociedad blanca, Costa Rica adoptó a una virgen negra, la Virgen de los Ángeles, como patrona, y a un mulato, Juan Santamaría, como héroe nacional. La Iglesia católica, aunque compartía algunos aspectos del programa liberal, rechazó el ataque a su autoridad, sobre todo en las áreas de educación, familia y matrimonio. Las leyes anticlericales emitidas a partir de 1884 aumentaron la brecha entre la Iglesia y el Estado, y a finales de julio de 1884, Fernández decretó la expulsión del obispo Bernardo Augusto Thiel y los jesuitas, secularizó los cementerios, derogó el Concordato, y prohibió las órdenes monásticas y las procesiones fuera de los templos, así como la recolección de limosnas. 

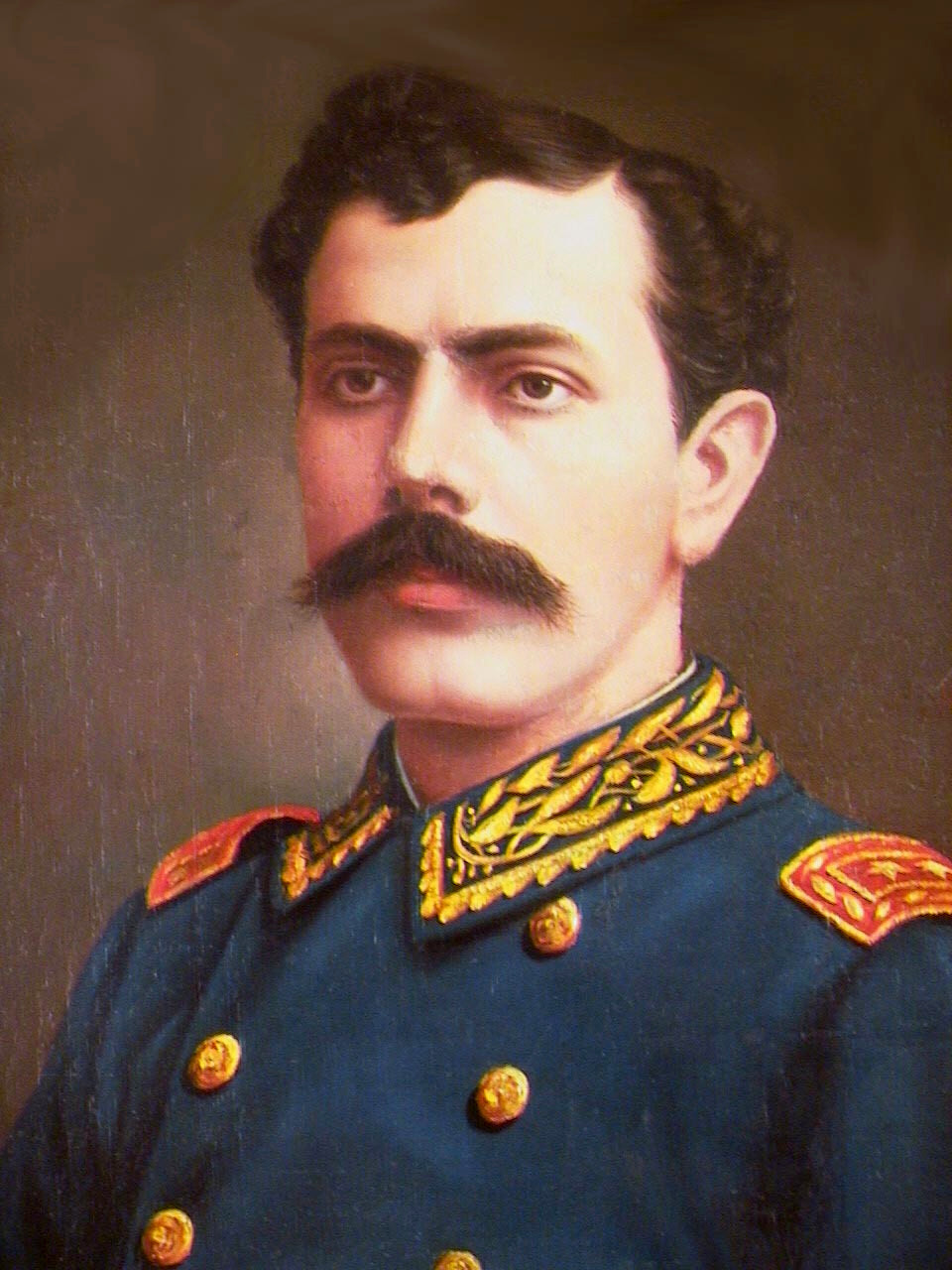
Bernardo Soto Alfaro (1854-1931), 15° presidente de Costa Rica (1886-1889). Militar y abogado. Además de la reforma educativa, en su gobierno se fundaron el Museo y la Biblioteca Nacional, se estableció un asilo para enfermos mentales, la Cruz Roja y la lotería, y se fortaleció la libertad de prensa. Declarado Benemérito de la Patria en 1885.

En 1885, Fernández preparó al país para un conflicto bélico contra Guatemala, cuyo presidente, Justo Rufino Barrios, pretendía restablecer por la fuerza la unión centroamericana. No obstante y de forma inesperada, en marzo de ese mismo año, Fernández falleció en situaciones poco claras. El periodo presidencial de Próspero Fernández fue concluido por su yerno, el general Bernardo Soto Alfaro (1854-1931), en calidad de primer designado. Su primera tarea fue reorganizar las fuerzas del ejército para enfrentar la intentona de Barrios, pero esta se disipó con la muerte del caudillo guatemalteco en la batalla de Chalchuapa en abril de 1885. Soto celebró elecciones en 1886, en las que fue candidato único, y asumió de forma constitucional para el periodo 1886-1889. Otro hecho relevante a nivel de relaciones internacionales es la firma del laudo Cleveland en 1888, que ratifica el Tratado Cañas-Jerez en 1858 y define por fin el límite definitivo con Nicaragua.

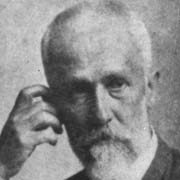
Mauro Fernández Acuña (1843-1905), el gran reformador de la educación costarricense.

Al igual que sus predecesores, el gobierno de Soto fue progresista y de carácter liberal. Uno de los aspectos esenciales de la administración de Bernardo Soto es la reforma educativa impulsada por su secretario de Educación, Mauro Fernández Acuña. Se estableció un sistema de enseñanza primaria centralizado, secular, gratuito y obligatorio, que produjo un alza en la alfabetización. La Ley Fundamental de Instrucción Pública ratificó la obligatoriedad y laicidad de la enseñanza primaria, precisó las materias de estudio de cada nivel de educación, y creó un sistema educativo integrado desde el jardín de niños hasta la universidad. La reforma dio prioridad a la educación primaria, basada en el pensamiento filosófico-ideológico de la época, el positivismo. El Estado asumió un papel preponderante mediante el Ministerio de Educación. Se institucionalizó el empirismo docente y se crearon secciones normales para la formación del personal docente en instituciones como el Liceo de Costa Rica (1887), el Colegio Superior de Señoritas (1888) y el Instituto de Alajuela (1889). En este periodo, se dio el cierre de la Universidad de Santo Tomás (1886), por considerarse que los estatutos de esta institución no concordaban con los progresos actuales de la ciencia ni la condición social del país.
Sin embargo, su decisión de liberalizar la política monetaria, al permitir al Banco de la Unión emitir hasta el cuádruplo de su capital en papel moneda luego del alza en los precios internacionales del café, produjo trastornos económicos que se volcaron en contra del partido oficialista. En 1889, Soto se retiró de la presidencia, llamando a su segundo designado y candidato oficial, Ascensión Esquivel, a ejercer la primera magistratura, pero la violencia que estalló con la campaña electoral obligó a Esquivel a abandonar la presidencia para dedicarse a la campaña, por lo que Soto reasumió el cargo. La victoria abrumadora fue para el candidato opositor, José Joaquín Rodríguez Zeledón. No obstante, el Olimpo intentó mantenerse en el poder mediante un fraude. El pueblo, alentado por los eclesiásticos, tomó las armas el 7 de noviembre de 1889 para defender el resultado de las urnas, rodeando la capital, pero el presidente Soto, para evitar el derramamiento de sangre, decidió apartarse del poder y aceptar el resultado del sufragio. Este levantamiento popular se considera tradicionalmente el inicio de las prácticas democráticas en Costa Rica.

### Gobiernos de Joaquín Rodríguez y Rafael Iglesias (1890-1902)

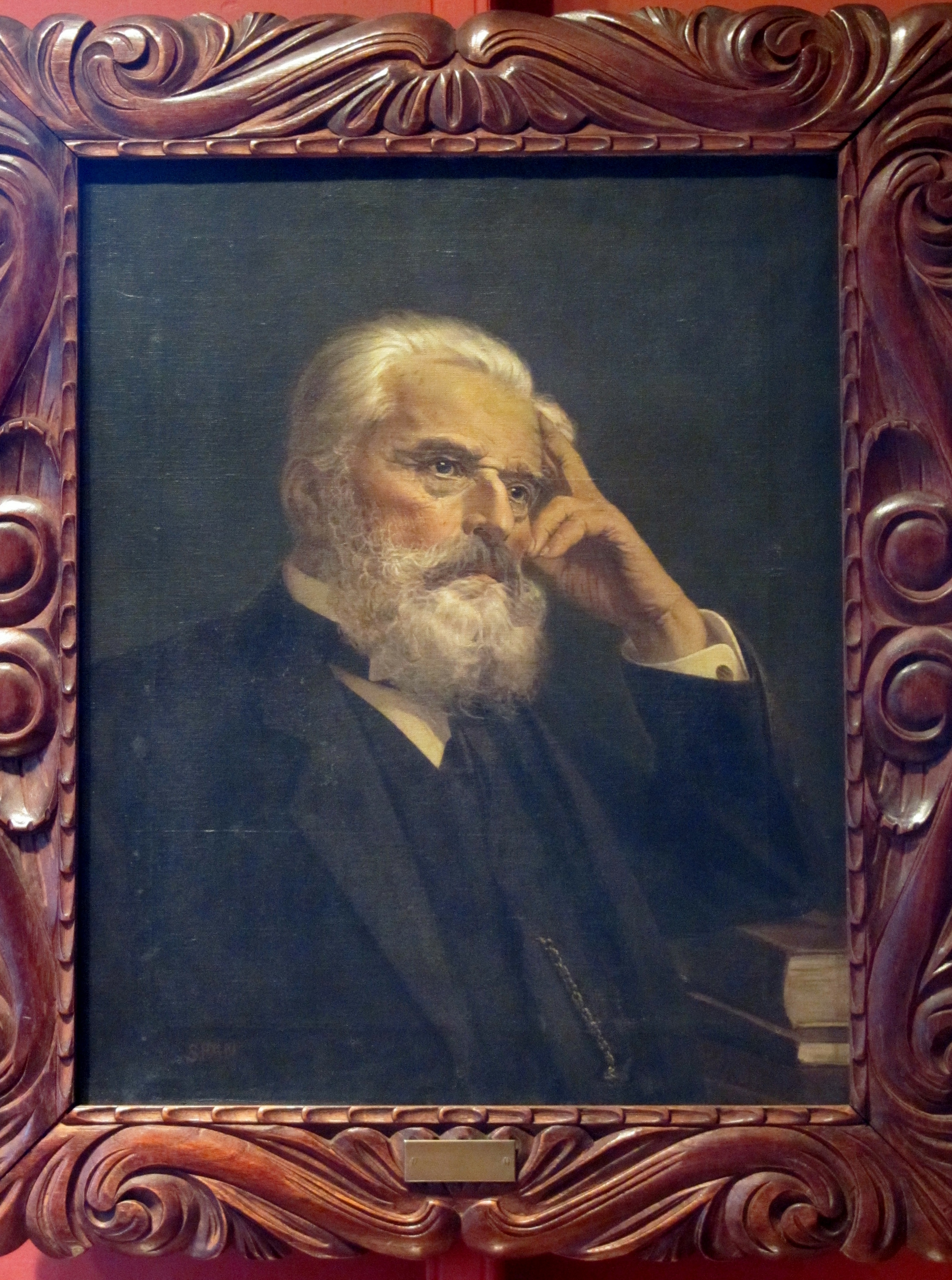
José Joaquín Rodríguez Zeledón (1838-1917), retratado por Emil Span. Su elección como presidente para el periodo 1890-1894 rompió el dominio de los liberales.

Al retirarse Bernardo Soto de la presidencia, fue llamado a concluir su periodo el primer designado, Carlos Durán Cartín, quien mantendrá el poder por seis meses hasta entregarlo al candidato ganador de las elecciones, José Joaquín Rodríguez Zeledón. Al principio de su gobierno, Rodríguez firma la ley que hará posible la construcción del Teatro Nacional de Costa Rica (iniciado en 1891), estableciendo un impuesto a la producción y exportación del café, que luego se extenderá al resto de la población. En diciembre de 1890 se finaliza la construcción del ferrocarril al Atlántico, con la llegada a Cartago del primer tren proveniente de Limón. El 15 de septiembre, se inaugura en Alajuela el monumento a Juan Santamaría, obra del francés Aristide Croisy.
Los liberales, por primera vez en la oposición, inician una campaña para presionar al gobierno, valiéndose principalmente del diario El Heraldo, fundado en la década de 1890 por Pío Víquez. El presidente Rodríguez acusa de conspiración a sus adversarios, encerrando y desterrando a algunos de ellos, como el caso del historiador, escritor y diplomático Ricardo Fernández Guardia. Sin embargo, los liberales logran la victoria en las elecciones legislativas de 1892, llevando a algunos notables al Congreso, como Carlos Durán, Mauro Fernández y Cleto González Víquez. El Congreso emite un voto de censura contra el presidente y este decide suspender las funciones del órgano legislativo, suspende las garantías individuales y decide gobernar como dictador el resto de su periodo.

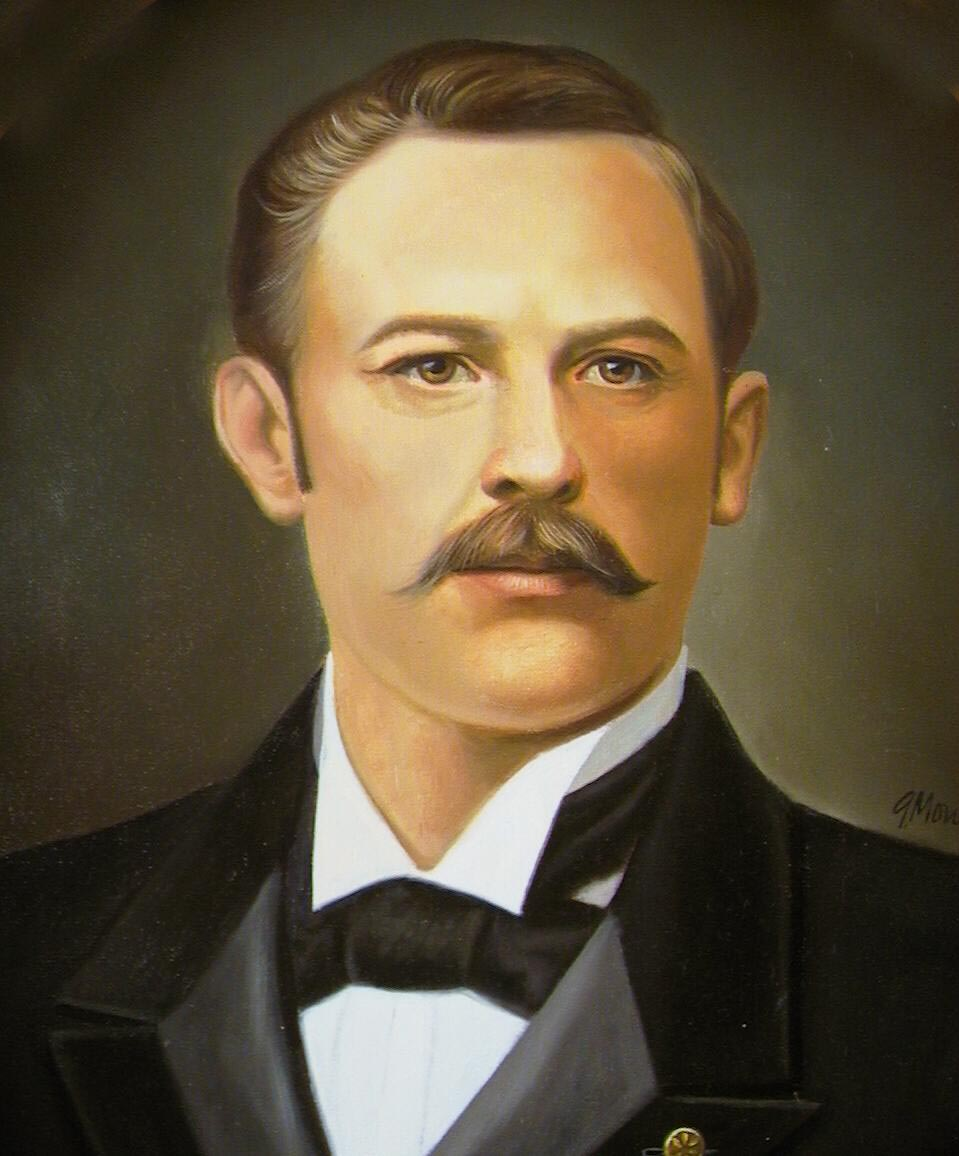
Rafael Iglesias Castro (1861-1924) gobernó Costa Rica de 1894 a 1902. Hombre de personalidad enérgica, concretó muchas obras, impulsado por su afán de ilustración y progreso. Declarado Benemérito de la Patria en 1981.

El septiembre de 1893, Rodríguez restablece las garantías individuales para poder llevar a cabo las elecciones, a las cuales se presentan por primera vez cuatro partidos políticos. En las elecciones de primer grado, resulta triunfador la Unión Católica, partido religioso, aunque sin alcanzar la mayoría absoluta necesaria. Sus partidarios organizan una revuelta que el gobierno reprime con dureza. Desarmado el partido, en las elecciones de segundo grado triunfa el candidato oficial, Rafael Iglesias Castro, quien más tarde, cuando sea presidente, impulsará una reforma a la Constitución, introduciendo como requisito, para participar en política, ser del estado seglar, sacando de esta forma a los sacerdotes de los partidos políticos.
Ministro durante el gobierno de Rodríguez, Rafael Iglesias es un hombre de carácter fuerte y personalidad decidida e imprime esa dinámica a su administración.  Durante su gobierno, inaugura el Monumento Nacional de Costa Rica (1895), finaliza e inaugura el Teatro Nacional de Costa Rica, la Escuela de Bellas Artes y la Escuela de Farmacia (1897), se da el saneamiento del puerto de Limón y la construcción del tajamar (1900), y se construye y entra en funcionamiento el tranvía eléctrico en San José (1900). En el aspecto internacional, firma el Tratado Pacheco-Matus y los laudos Alexander con Nicaragua (1897-1898), y el laudo Loubet con Colombia (1900). La obra de infraestructura más importante de su gobierno es el inicio de la construcción del ferrocarril al Pacífico (1900), en la que pondrá gran empeño, llegando la vía férrea hasta Orotina.
El crecimiento económico iniciado con los gobiernos liberales continuará durante los periodos de Rodríguez e Iglesias, basándose la economía en la exportación del café, la actividad minera y expandiendo el cultivo del banano, mientras el país se convierte en importador de casi todos los demás bienes. En 1896, Iglesias establece el patrón oro y crea una nueva moneda para substituir al peso: el colón, que comienza a circular en 1900. Hacia finales de la primera administración de Iglesias, el país enfrenta una crisis económica por la caída de los precios del café, que las exportaciones bananeras no logran sustentar.
Una vez finalizado su periodo, Rafael Iglesias promueve una reforma a la Constitución que le permita continuar en el poder. Gana sin dificultad unas elecciones donde sus adversarios se abstienen de participar. Iglesias debe afrontar múltiples conspiraciones en su contra y acude a la represión que caracterizó a los gobiernos de finales del siglo XIX. Hacia el final de su segundo mandato, en 1901, siendo todavía un hombre joven, Iglesias comprende que no se le consentirá un tercer mandato consecutivo. Para evitar que llegue a la presidencia un adversario connotado suyo, pacta con los liberales un candidato de transacción: Ascensión Esquivel Ibarra, que se convertirá en presidente para el periodo 1902-1906.

### Ferrocarril, banano, inmigración y lucha social (1870-1930)

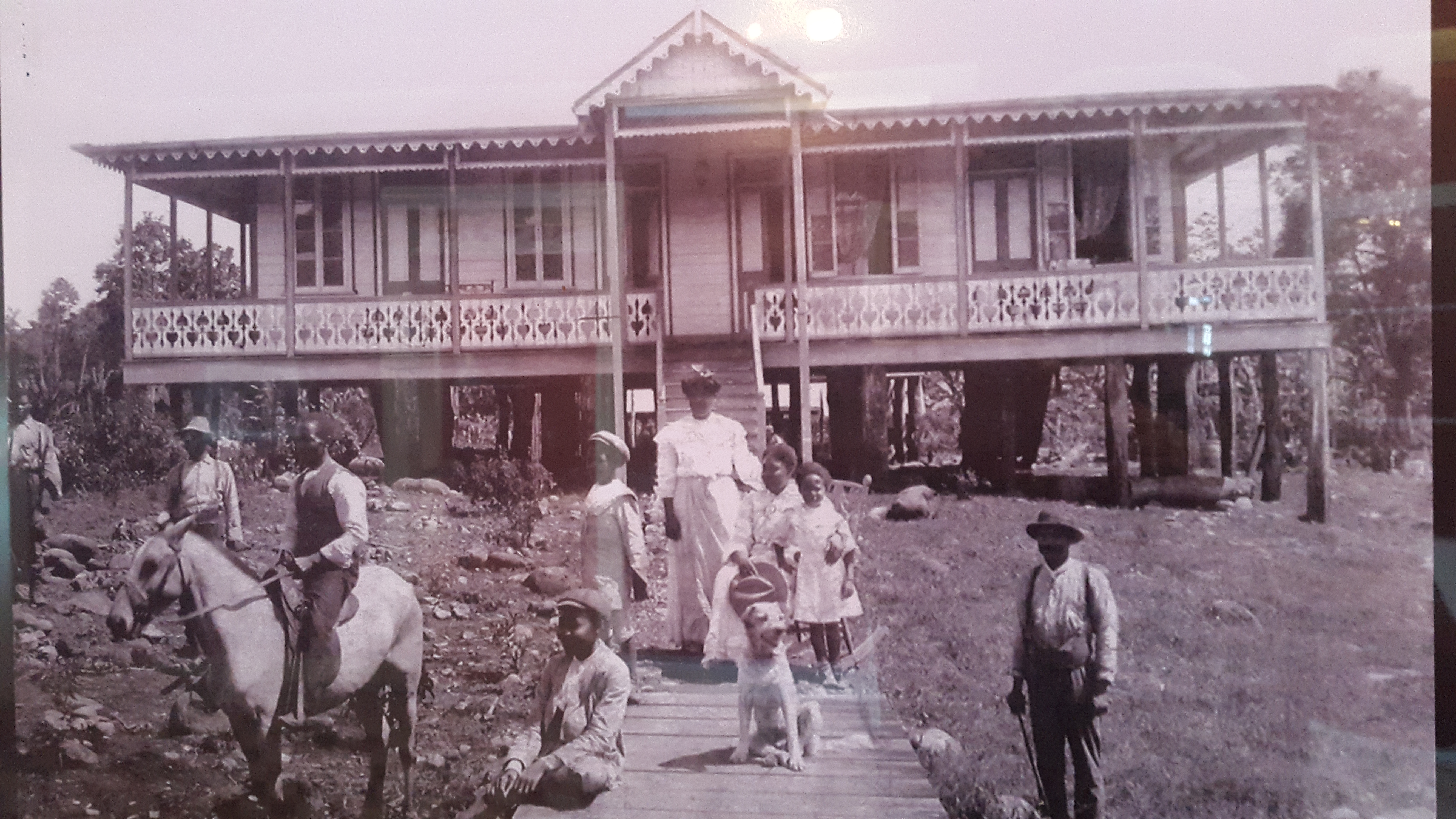
La diversidad cultural de Costa Rica se enriqueció con la llegada de trabajadores afroantillanos, provenientes principalmente de Jamaica. Con ellos arribó no solamente la cultura afrocaribeña sino también un mundo que tenía a Inglaterra como referente idiomático y educativo.

La economía de Costa Rica fue dominada por las exportaciones de café entre 1850 y 1890, suponiendo el 90% de lo exportado por el país. Dada la geografía de Costa Rica, la exportación del grano de oro se orientó por el Pacífico a través del puerto de Puntarenas. Durante la dictadura de Tomás Guardia en 1870, se intentó resolver el problema mediante la contratación de dos empréstitos con casas financieras inglesas, para construir un ferrocarril que comunicara el Valle Central con la costa del mar Caribe. En 1884, el gobierno de Próspero Fernández firmó un contrato con Minor C. Keith, empresario estadounidense, con el objetivo de renegociar la deuda inglesa y terminar la vía férrea, a cambio de la concesión del ferrocarril por 99 años, facilidades portuarias en el puerto de Limón y el otorgamiento de vastas extensiones de tierra en el Caribe. De esta forma, Keith financió la obra con el cultivo de banano y su exportación al mercado estadounidense, proceso que llevó a la fundación, en 1899, de la United Fruit Company. La empresa se extendió rápidamente por el Caribe y monopolizó la actividad bananera, permitiendo un dominio económico y político de Washington sobre el país y el resto de Centroamérica.

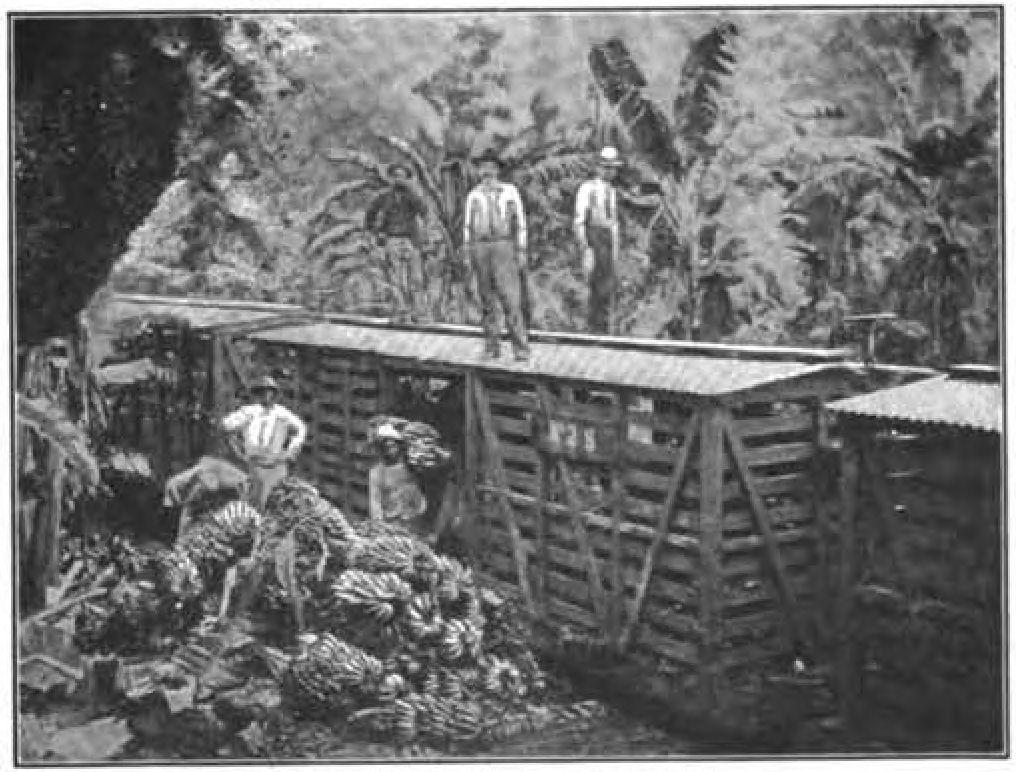
La construcción del ferrocarril al Atlántico (1870-1890) es un hito del periodo, puesto que permitió la comunicación del Valle Central con el Caribe, la exportación transoceánica de productos como el café y el banano, y la llegada de inmigrantes afroantillanos, chinos y europeos que trabajaron en su construcción.

La construcción del ferrocarril significó la contratación de miles de trabajadores foráneos: chinos, italianos y afroantillanos, principalmente jamaiquinos. Estas personas sobrevivieron en condiciones laborales insalubres y peligrosas. No obstante, muchos de ellos optaron por residir en el país, aportando su trabajo, su cultura y su idioma, ocupándose de la actividad portuaria, bananera y el comercio a pequeña escala, razón por la cual en la provincia de Limón prevalece una población negra, anglófona y protestante. Esto convirtió a la región caribeña de Costa Rica en la zona étnica y políticamente más compleja del país. En las ciudades, se consolidó una industria basada en pequeños y medianos talleres, cuyos trabajadores asalariados estaban en contacto las nuevas ideas anarquistas y socialistas que circulaban a inicios del siglo XX.
Las exportaciones de banano igualaron a las del café en 1910, con su apogeo entre 1890 y 1914. Luego de este año, el precio del banano cayó, subió en 1920 y cayó de nuevo en 1927. Este ciclo de alzas y bajas se debió a la actitud depredatoria de la United Fruit Company, cuya productividad dependía de la explotación de suelos vírgenes, por lo que el agotamiento de las tierras o la invasión de enfermedades hacían que la compañía abandonara la zona e iniciara el cultivo en tierras nuevas, como ocurrió en 1930, cuando trasladó sus actividades a la región del Pacífico sur, con efectos devastadores en la economía de la provincia de Limón.

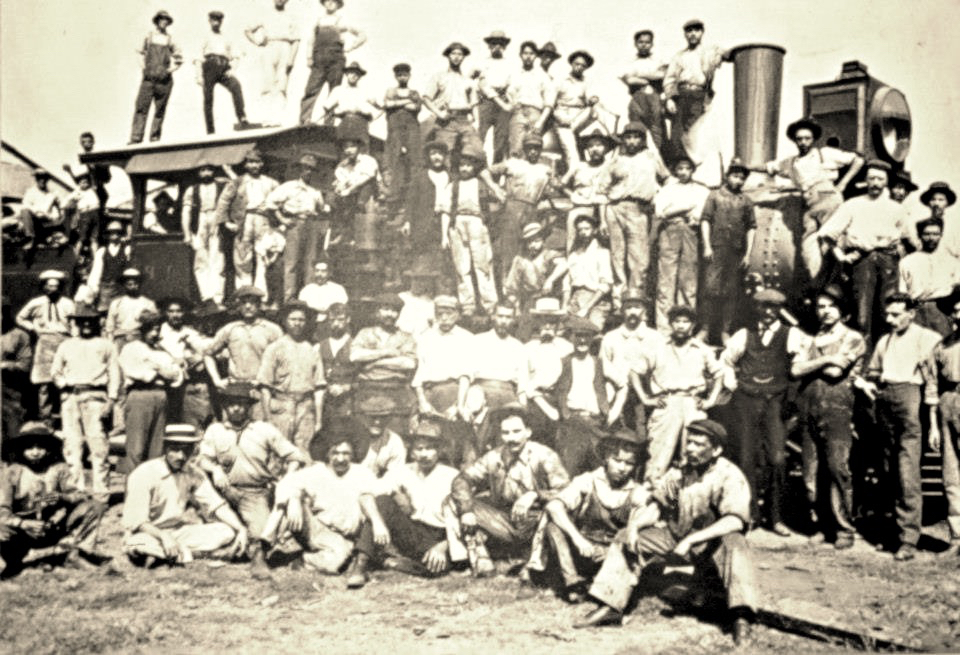
Inmigrantes italianos en 1888 durante la construcción del ferrocarril al Atlántico.

A la par del cultivo del banano, se dio una diversificación agrícola con otros productos como la caña de azúcar, con la aparición de costosos ingenios y la formación de vastas haciendas azucareras en los valles de Turrialba y el Reventazón. Otras actividades económicas fueron la ganadería, que se dio de forma extensiva en Guanacaste, con la consecuente privatización de tierras entre 1890 y 1930, y el empobrecimiento del campesinado, falto de tierra y con escasas opciones de trabajo. La minería de oro y plata se dio con la extracción de estos minerales en los montes del Aguacate y la cordillera de Guanacaste por compañías foráneas.
La diversificación capitalista de la economía significó el crecimiento de un conflicto social. El Caribe fue epicentro de huelgas de trabajadores del ferrocarril chinos (1874), jamaiquinos (1879 y 1887) e italianos (1884), seguidas por huelgas de trabajadores bananeros (1910, 1911, 1913, 1919 y 1921), de mineros en Abangares y Tilarán (1906, 1907, 1911, 1919 y 1920), y revueltas campesinas contra la privatización de la tierra (1920 y 1922). En el Valle Central, hubo esfuerzos de campesinos pobres e indígenas en defensa de sus tierras comunales, presión por parte de pequeños y medianos caficultores por el pago de un mejor precio por su café, y organizaciones de artesanos y obreros urbanos en pro de mejorar sus salarios y su jornada laboral. La gradual integración política de campesinos, artesanos y trabajadores proporcionó una base sólida para la invención de la nación en Costa Rica. Esto obligó al Estado a aumentar su gasto en educación, salud, pensiones y obras públicas entre 1890 y 1929. Se fundaron dos nuevos partidos políticos: el Reformista (1923), con Jorge Volio a la cabeza, y el Comunista (1931), dirigido por Manuel Mora Valverde.

### Costa Rica a inicios delsigloXX

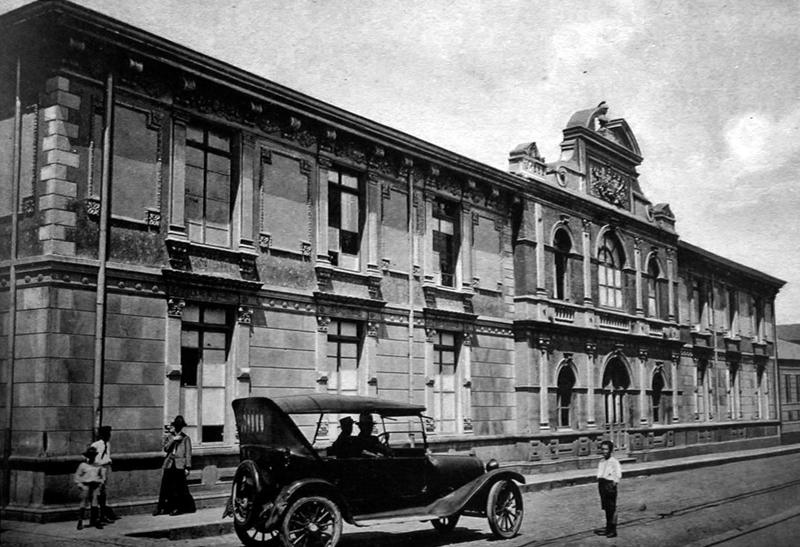
La Biblioteca Nacional en 1920.

Con el inicio del siglo XX, se acentúa el dominio del pensamiento liberal en el Estado costarricense, y la figura del hombre de leyes se vuelve muy relevante. En efecto, entre 1902 y 1940, seis de los presidentes de Costa Rica serán abogados: Ascensión Esquivel Ibarra, Cleto González Víquez, Ricardo Jiménez Oreamuno, Alfredo González Flores, Francisco Aguilar Barquero y León Cortés Castro. Hasta 1940, la mayoría de los gobernantes tendrán un perfil similar: hombres de fuerte personalidad, con un estilo de gobernar caracterizado por un marcado personalismo en la toma de las decisiones, lo que convierte a la figura del presidente de la República en el funcionario público más importante que resuelve todos los problemas, al punto que se depende mucho de ellos, con los casos de Cleto González (dos veces presidente) y Ricardo Jiménez (tres veces presidente) como los más notorios. La continuidad de la institucionalidad democrática y los gobiernos civiles solamente se verá momentáneamente interrumpida durante la dictadura de Federico Tinoco Granados (1917-1919).
La democracia experimentó avances importantes durante las primeras décadas del siglo XX, tras los gobiernos autoritarios de Joaquín Rodríguez Zeledón y Rafael Iglesias. El voto directo fue aprobado en 1913, y el voto secreto entre 1925 y 1927, durante los gobiernos de Ricardo Jiménez. Aun así, el fraude electoral estuvo presente hasta 1948, pero no fue determinante, puesto que de 16 elecciones efectuadas entre 1890 y 1948, tuvo peso decisivo solamente en 4 (1894, 1906, 1923 y 1948).
Para 1930, la mayoría de los 500 000 costarricenses que habitaban el país sabía leer y escribir, aceptaba los valores y símbolos nacionales y participaba de las campañas electorales. Sin embargo, tras el primer tercio del siglo XX, la ideología liberal sufrió un desgaste, y se agudizó una crisis social que fue señalada principalmente por los escritores nacionales vinculados a la revista Repertorio Americano: Joaquín García Monge, Roberto Brenes Mesén, José María Zeledón y Carmen Lyra, entre otros. En 1913 se inició la celebración del Día del Trabajador, y en 1920, se organizaron las primeras huelgas en pro de la jornada laboral de 8 horas y el alza salarial.
Se iniciaron una serie de esfuerzos por establecer una red de iniciativas de control y bienestar social, con la creación de asilos, hospitales y prisiones, la creación del Ministerio de Salubridad Pública (1927), de Trabajo (1928), y del Patronato Nacional de la Infancia (1930)

### Gobierno de Ascensión Esquivel (1902-1906)

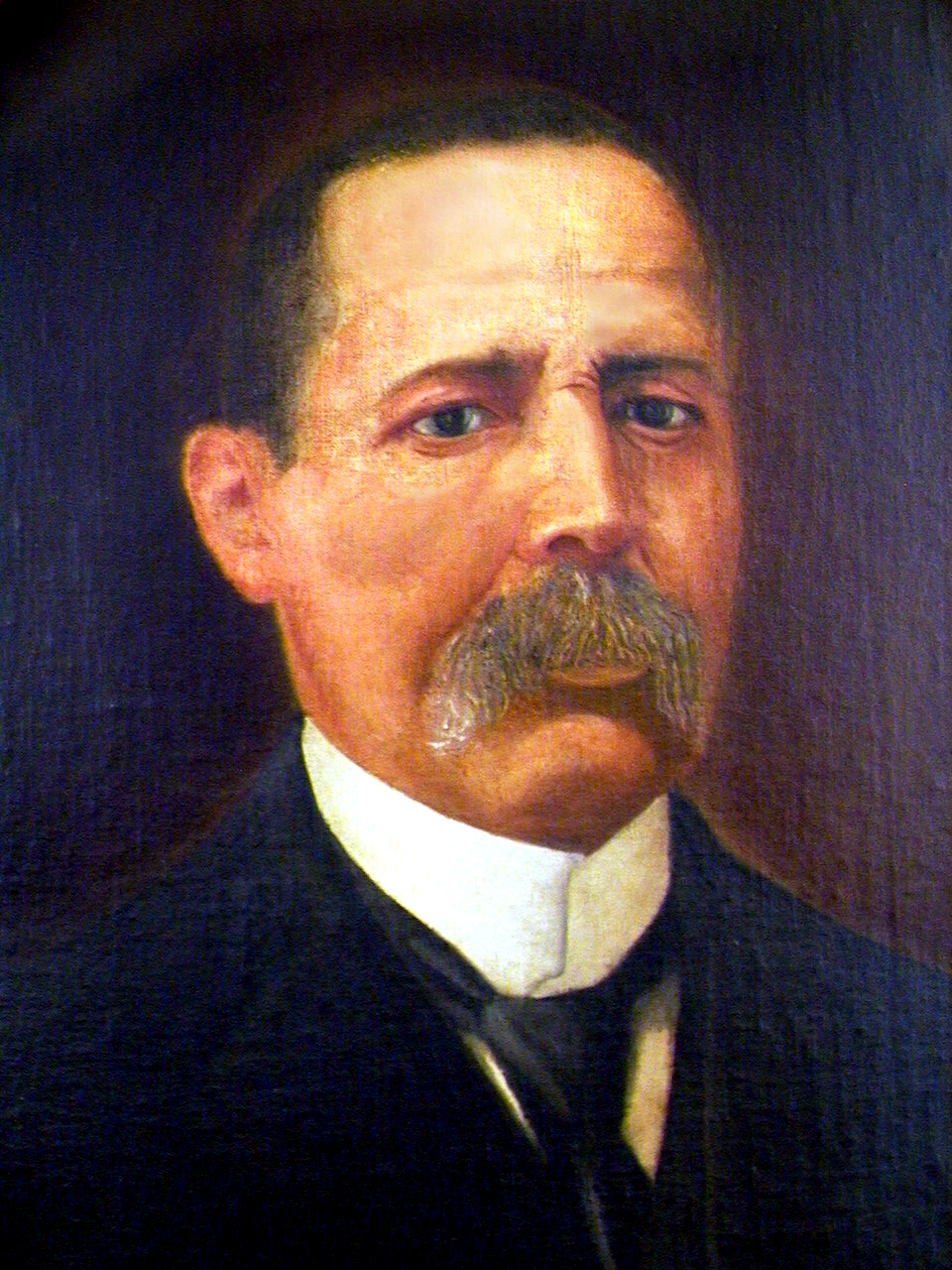
Ascensión Esquivel Ibarra (1844-1923), presidente de Costa Rica entre 1902 y 1906. Abogado y catedrático, a partir de su administración, la vida política del país la determinarán las leyes, reglamentos y formas jurídicas.

Ascensión Esquivel Ibarra inauguró un periodo de gobiernos legalistas por los próximos doce años. Esquivel, abogado eminente y enérgico, ganó las elecciones presidenciales de Costa Rica de 1902. La candidatura a la presidencia de Esquivel fue propuesta por Rafael Iglesias para sucederlo, luego de un acuerdo entre los dos mayores partidos del país: el Civil, de Iglesias, y el Partido Unión Nacional (liberal moderado). El acuerdo evitaba que Iglesias se perpetuara en el poder, y este, a su vez, lograba que su sucesor no fuera un adversario que deshiciera su legado. Ascensión Esquivel estabilizó la maltrecha economía del país introduciendo grandes restricciones del gasto público y gobernando con severa moralidad administrativa. Suprimió puestos, redujo sueldos y eliminó cuerpos militares, reduciendo la influencia de los militares en el ámbito político. Su gobierno se caracterizó por un proteccionismo desarrollista. En las elecciones presidenciales de primer grado para sucederlo, resultó victorioso, con el 41% de los votos, el candidato de su partido, Cleto González Víquez, no obstante, los candidatos perdedores se unieron para intentar derrotar a González Víquez en las elecciones de segundo grado, por lo que el presidente Esquivel ordenó apresar y desterrar a los tres coaligados, resultando Cleto González ganador de dichas elecciones.

### Primer gobierno de Cleto González Víquez (1906-1910)
El primer gobierno de Cleto González Víquez (1906-1910) fue de absoluta probidad y respeto pleno de las libertades públicas. De ideología liberal, González Víquez dejó cuantiosa obra material: durante su gobierno se construyó la cañería de San José y se pavimentaron sus calles, se inició la construcción de carreteras de asfalto, se construyeron escuelas y caminos, se realizaron mejoras en la salubridad pública y se finalizó la construcción del ferrocarril al Pacífico (1910). A pesar de que logró incrementar los ingresos públicos, el afán de modernización incrementó la deuda pública, que llegó a convertirse en un gran problema, al mismo tiempo que no logró saldar la deuda externa, desatendida por las penurias fiscales y por la oposición que desde el Congreso ejerció el diputado de oposición Ricardo Jiménez Oreamuno. El gobierno de González Víquez fue cercano a los intereses de Minor Keith, quien construyó en la zona del Caribe un enclave bananero que financió la construcción del ferrocarril al Atlántico. A partir de 1899, la poderosa United Fruit Company dominó económicamente el panorama de la exportación del banano de Costa Rica hacia los Estados Unidos y tuvo mucha incidencia en la toma de las decisiones políticas del país. Al finalizar el periodo de Cleto González Víquez, la economía nacional había crecido, con un aumento de las exportaciones de 60 a 73 millones de colones en cuatro años, consecuencia del comercio del banano. La economía de Costa Rica, no obstante, estaba dominada por el capital estadounidense con el enclave bananero en el Atlántico. Esto ha generado un descontento entre la clase obrera, que generó movimientos de protesta, con huelgas de trabajadores del ferrocarril (1874, 1879, 1884 y 1887), de trabajadores bananeros (1910, 1911, 1913, 1919 y 1921), de trabajadores mineros (1906, 1907, 1911, 1919 y 1920) y de campesinos contra la privatización de la tierra (1920 y 1922).

### Primer gobierno de Ricardo Jiménez (1910-1914)
En la elecciones de 1910 resultó vencedor Ricardo Jiménez Oreamuno, tras derrotar al expresidente Rafael Iglesias en las primeras elecciones consideradas verdaderamente limpias en la historia del país. Cuatro días antes de asumir el nuevo mandatario, un terremoto destruyó la ciudad de Cartago. Al momento de asumir Jiménez, la influencia militar sobre el gobierno del país ha quedado atrás y las libertades públicas han quedado aseguradas. Las exportaciones continuaron incrementándose de la mano del café, el banano y el cacao, y las rentas del gobierno se incrementaron producto de la actividad aduanera y la venta de licores. En 1913, se estableció el voto directo, eliminando de esta forma la formación de pactos y componendas políticas que se llevaban a cabo durante las elecciones de segundo grado, principalmente. Fue una época de intensa actividad intelectual y de preocupaciones ideológicas, con pensadores como Omar Dengo, Joaquín García Monge, Mario Sancho Jiménez, Rómulo Tovar, José María Zeledón y Carmen Lyra, publicándose numerosas obras literarias y ensayos que planteaban de forma lúcida los problemas del país. Al final del gobierno de Jiménez, la economía del país se había fortalecido, se ha cancelado la deuda interna con un empréstito francés y se han levantado importantes edificios públicos con otro empréstito inglés.

### Las reformas de Alfredo González Flores (1914-1917)
"Se impone como necesidad imperiosa para la vida de la República, como una exigencia del principio de equidad y como un axioma democrático, una reforma radical en nuestro sistema rentístico y fiscal."
Alfredo González Flores. Mensaje al Congreso de la República, 1° de mayo de 1915.

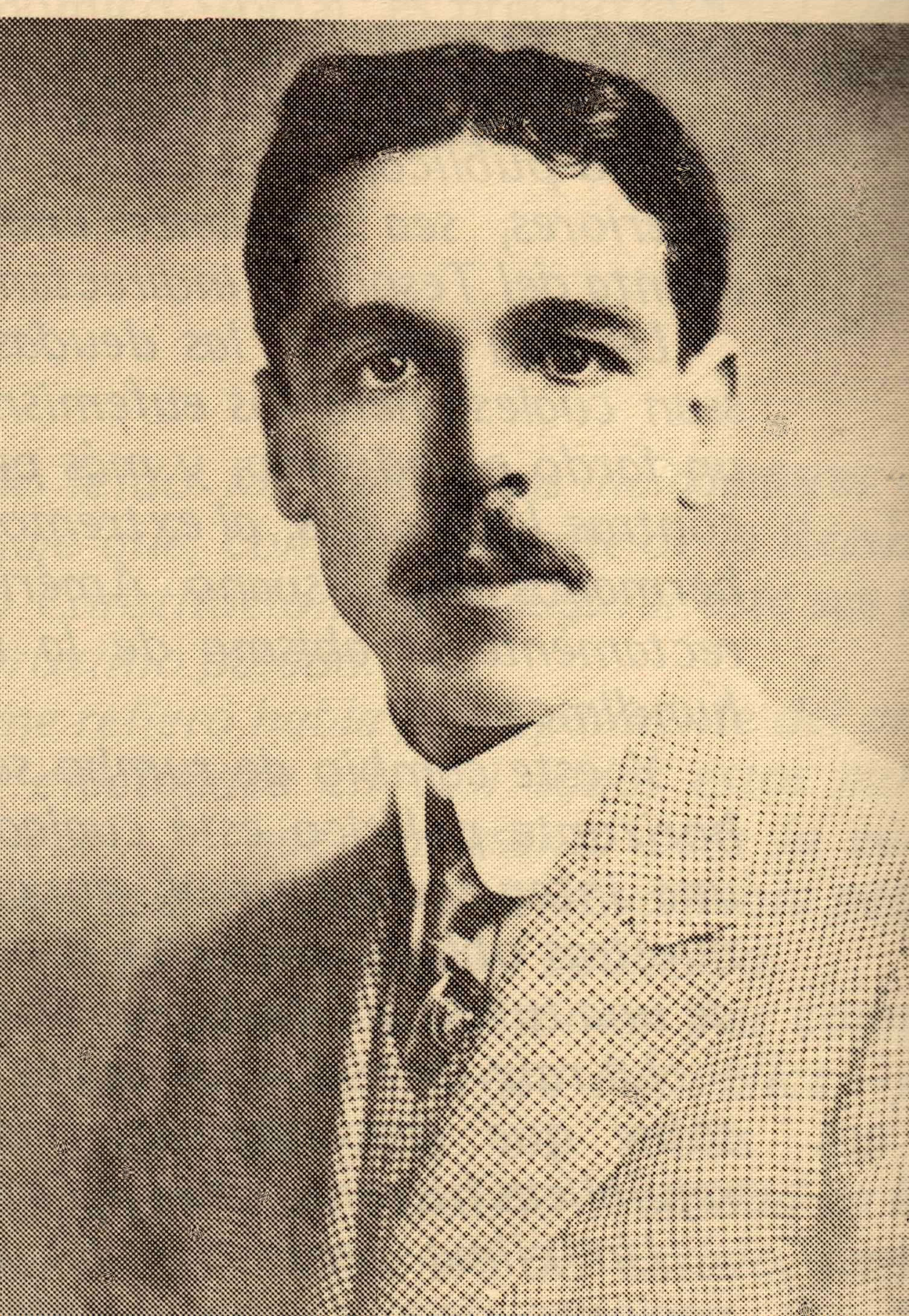
Alfredo González Flores (1877-1962), presidente de Costa Rica entre 1914 y 1917. Su gobierno reformista creó el primer banco estatal e introdujo la tributación directa.

En 1914 fue llamado a ejercer la primera magistratura el diputado Alfredo González Flores, en su calidad de primer designado del Congreso, luego de que en las elecciones de 1913, en las que se aplicó por primera vez el voto directo, ninguno de los tres candidatos participantes lograra la mayoría absoluta exigida por la Constitución.
El gobierno de Alfredo González Flores se alejó de la concepción liberal del Estado que tuvieron sus antecesores. Mostró profundas inquietudes de tipo social y económico. El estallido de la Primera Guerra Mundial en 1914, significó el cierre de los mercados europeos para el café costarricense, por lo que el Congreso autorizó al Ejecutivo a tomar una serie de medidas intervencionistas para paliar la crisis económica desencadenada por el conflicto bélico. De estas leyes surgieron el Banco Internacional de Costa Rica (a partir de 1936, cambiará su nombre a Banco Nacional de Costa Rica), que rompió el monopolio de los bancos privados. Además, se crearon las Juntas Rurales de Crédito Agrícola, los Almacenes Generales de Depósito, la Escuela Normal de Heredia, el Sanatorio Durán y la Ley de Seguros Mercantiles y Compañías de Seguros.
En 1915, el presidente González Flores inició una serie de medidas destinadas a la creación de impuestos directos, reforma fiscal destinada a que aquellos con mayor capacidad económica fueran los que más contribuyeran, lo que trajo el descontento de poderosos sectores económicos. Conforme la crisis fiscal se acentuó, el gobierno perdió cada vez más apoyo político, y fue atacado fuertemente por sus opositores desde las páginas del influyente diario La Información. El 27 de enero de 1917, el presidente fue derrocado por su secretario de Guerra y Marina, Federico Tinoco Granados, rompiendo con 27 años de estabilidad política y orden constitucional.

### La dictadura de Federico Tinoco (1917-1919)

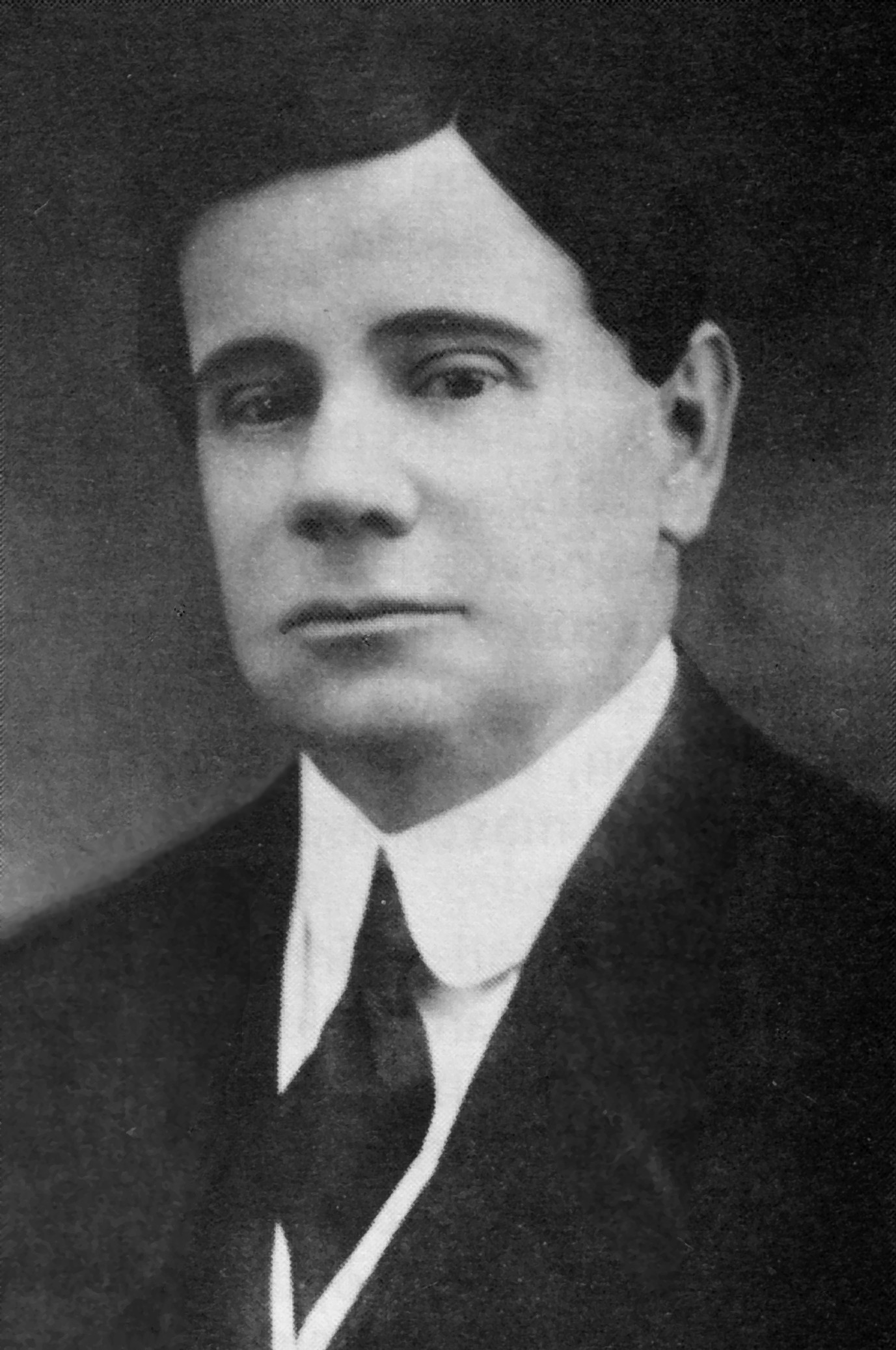
Federico Tinoco (1868-1931) encabezó la última dictadura (1917-1919) que recuerda la historia costarricense. Junto a su hermano Joaquín Tinoco, jefe del ejército, gobernó con nepotismo, violencia y tiranía.

Federico Tinoco derrocó a Alfredo González Flores en 1917. Detrás del golpe de Estado se aglutinaron una serie de intereses: el combate de la oligarquía cafetalera a las reformas fiscales impulsadas por el presidente; el descontento de los bancos privados, a quienes la creación del Banco Internacional de Costa Rica había quitado el monopolio de la emisión; los intereses petroleros, pues González vetó un contrato para explotación petrolera votado por el Congreso; la impopularidad del Ejecutivo debido a las medidas de austeridad; y las ambiciones personales de Tinoco, quien buscó legalizar su gobierno convocando una Asamblea Constituyente para redactar una nueva constitución, y convocó a elecciones presidenciales, en las cuales fue el único candidato. Su gobierno, sin embargo, no fue reconocido por Estados Unidos ni por los gobiernos de Centroamérica, a pesar de los esfuerzos de Tinoco, dentro de los cuales ofreció la isla del Coco a Estados Unidos como base militar, además de declarar la guerra al Imperio alemán en el marco de la Primera Guerra Mundial.
La dictadura de Tinoco fue despótica y autoritaria. Sus deficientes políticas monetarias y fiscales, el abuso de los fondos públicos, la falta de reconocimiento internacional y la Primera Guerra Mundial, que cerró el mercado europeo al café costarricense, ahondaron la crisis económica. Además, atentó contra las libertades individuales y de prensa. Tinoco encargó el ministerio de Guerra a su hermano, el general José Joaquín Tinoco, verdadero hombre fuerte del régimen, quien creó una red de espionaje (conocida como «los esbirros») que efectuó frecuentes encarcelamientos, persecuciones y vejaciones contra los opositores al gobierno, haciendo que la voluntad de los gobernantes se impusiera sin titubeos. El Senado y el Congreso se volvieron sumisos, por lo que el poder de los hermanos Tinoco era casi absoluto. El pueblo, no obstante, no aceptó que se le maltratara, y la popularidad inicial del gobierno rápidamente se convirtió en animadversión. Surgieron focos de rebelión, siendo la más importante la revolución del Sapoá, encabezada por personajes como los hermanos Alfredo y Jorge Volio, Julio Acosta García y Rogelio Fernández Güell. El gobierno de Tinoco reprimió con dureza estas rebeliones, que desembocaron en los asesinatos de Fernández Güell y el maestro de escuela salvadoreño Marcelino García Flamenco.
Con el propósito de financiar al Ejército para combatir a los revolucionarios, el gobierno de Tinoco resolvió hacer un rebajo en los salarios de los educadores. Estos, que se venían organizando para constituir un frente gremial, se levantaron en protesta, apoyados por los estudiantes y en general, por el pueblo de San José, que quemó el diario La Información, afín al régimen, el 19 de junio de 1919. Este movimiento cívico fue reprimido, pero marcó el inicio de la caída de los gobernantes. El 10 de agosto de 1919, el general Joaquín Tinoco cayó asesinado en Barrio Amón, cerca de su casa, por un desconocido, y pocos días más tarde, Federico Tinoco renunció y partió rumbo al exilio a Francia, donde falleció en 1931.

### Intervención estadounidense y gobierno de Julio Acosta (1920-1924)

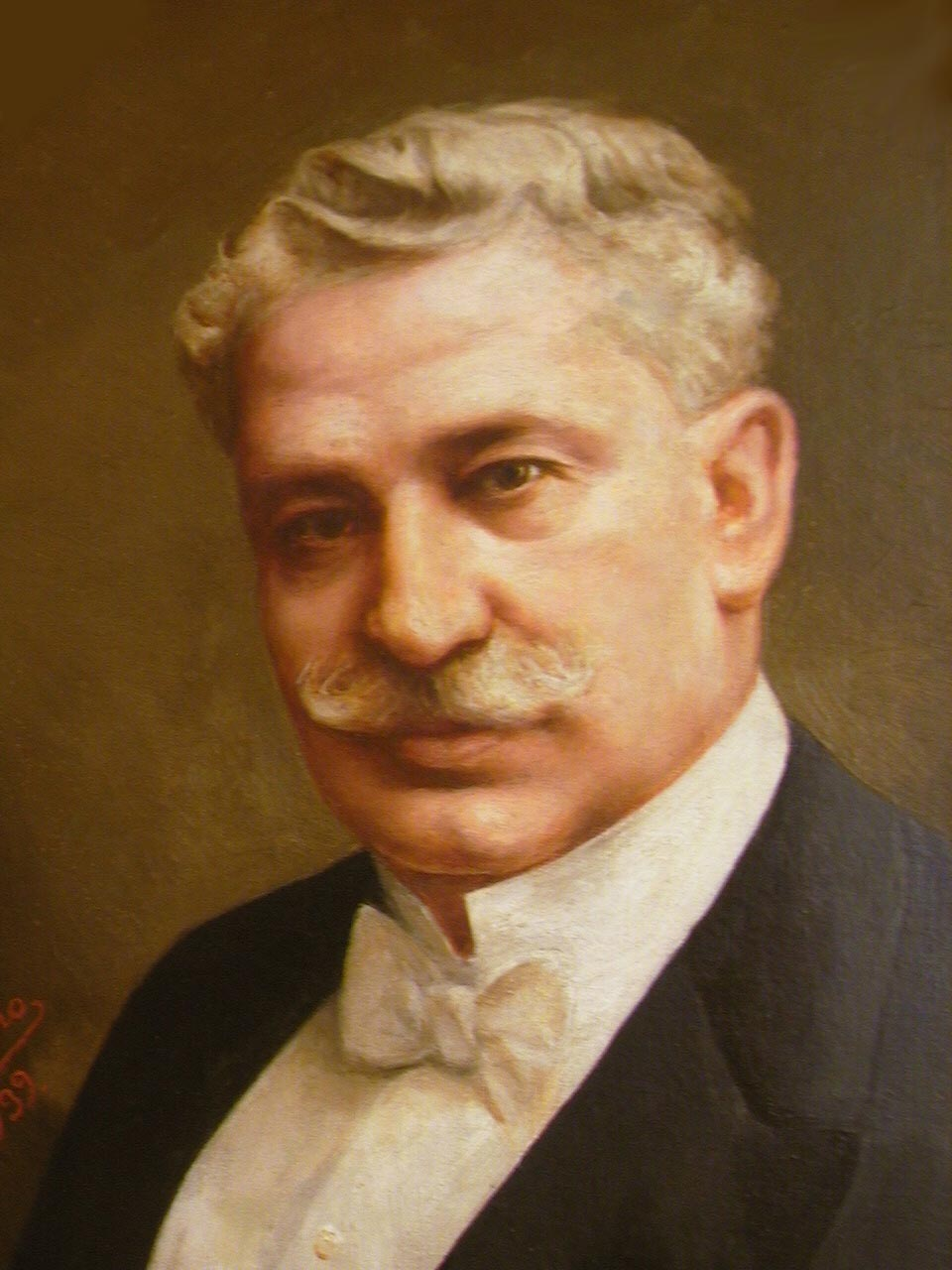
"¿Hubo gloria en la actitud asumida por los que se enfrentaron al déspota? Entonces no hay paga en dinero. ¿Hubo paga? Entonces no hay gloria...".
Julio Acosta García (1872-1854) fue presidente de 1920 a 1924. Fue uno de los líderes revolucionarios principales que se opusieron a Tinoco. En su gobierno, afrontó la Guerra de Coto y el laudo Taft. De carácter reposado y patriarcal, ha pasado a la historia por tocarle la difícil tarea de aquietar los espíritus y refrenar los odios desatados por crisis de diversos orígenes. Fue declarado Benemérito de la Patria en 1954.

Tras la caída de Tinoco, fue llamado a ejercer la primera magistratura el general Juan Bautista Quirós Segura (1853-1934), quien era el primer designado a la presidencia por el gobierno tinoquista. Sin embargo, al igual que su antecesor, no fue reconocido por los Estados Unidos, cuyo presidente Woodrow Wilson abogaba porque se otorgara a la presidencia a Francisco Aguilar Barquero, quien era tercer designado para la administración de Alfredo González Flores. Para evitar una intervención armada, Quirós renunció y Aguilar Barquero asumió el poder el 2 de septiembre de 1919. Gobernó menos de 1 año, derogó la Constitución de 1917 y puso nuevamente en vigencia la de 1871. Convocó a elecciones, las cuales fueron ganadas abrumadoramente por Julio Acosta García, a quien correspondió calmar los ánimos de una Costa Rica desgarrada por la dictadura de Tinoco. Acosta  creía que solamente la reconciliación nacional haría posible la reconstrucción, por lo que aplicó una política de «perdón y olvido», por la cual vetó la Ley de Recompensas y Nulidades, que intentaba premiar a los propios guerrilleros que él lideró durante la dictadura, y anular todas las leyes tinoquistas, con el argumento de que no debían olvidarse los abusos cometidos por el régimen anterior para evitar que se repitieran. La cuestión social durante el gobierno de Acosta fue volátil: hubo escasez de viviendas, altos alquileres, desempleo y bajos salarios. Acosta intentó paliarla con una ley de casas baratas. Los trabajadores, cada vez más conscientes de sus derechos, se organizaron en las primeras asociaciones sindicales, lo que desembocó en la huelga en 1921 por la mejora de los salarios.

##### Guerra de Coto y decadencia del ejército (1921); el laudo Taft (1923)
La guerra de Coto fue un conflicto bélico contra Panamá, que se desencadenó en 1921, principalmente por el desconocimiento por parte de Panamá de los límites fronterizos establecidos por el fallo White en 1914, lo que hizo que Costa Rica decidiera ocupar la región de Coto, controlada de facto por las autoridades panameñas. La guerra se limitó a unas pocas escaramuzas entre el 21 de febrero y el 5 de marzo, con algunas bajas de parte de ambos bandos, y terminó con la intervención de los Estados Unidos. Aunque la guerra permitió a Costa Rica ganar el territorio de Coto (no así Bocas del Toro), fue una derrota en lo militar, lo cual sumado a la victoria del movimiento cívico de 1919 para derrocar a Federico Tinoco, aceleró la decadencia del ejército, a la vez que expandió la presencia de la policía.
El gobierno de Julio Acosta también debió enfrentar reclamaciones por parte del Reino Unido, debido a que, durante la dictadura de Tinoco, se realizaron una serie de nombramientos diplomáticos caracterizados por su nepotismo, puesto que la mayoría de los nombrados eran familiares y personas cercanas al dictador. Para pagarlos, el país se endeudó con el Royal Bank of Canada, pero luego de que Tinoco fue derrocado, la Ley de Nulidades votada en el Congreso y vetada por Acosta, anuló todas las decisiones tomadas durante la dictadura de Tinoco, incluyendo estos pagos y un contrato petrolero firmado por Tinoco con la empresa británica John M. Amory & Son, lo que derivó en protestas por parte del Reino Unido. Para su defensa, el gobierno de Julio Acosta nombró al expresidente Alfredo González Flores. El arbitraje del presidente de los Estados Unidos, William Howard Taft, determinó la existencia de graves incongruencias y violaciones al orden jurídico costarricense cometidas por el gobierno de Tinoco, por lo que se declaró mediante el laudo Taft la nulidad absoluta y que las reclamaciones británicas carecían de asidero legal.

### Crisis del Estado Liberal (1924 - 1940)
Luego de los agitados años de 1914 a 1920, Costa Rica retomó el camino liberal llevando nuevamente al poder a Cleto González y Ricardo Jiménez, que gobernaron el país por un lapso de veinte años. Pero las bases del liberalismo en Costa Rica, que se sustentaron sobre el principio de que la economía capitalista y el modelo agroexportador café-banano permitirían la llegada del progreso y la civilización, se conmovieron con la caída de la bolsa de Nueva York, lo que provocó una depresión global de la que Costa Rica no estuvo ajena. El modelo liberal se agotó y los gobiernos, a partir de 1930, comenzaron a ser cada vez más intervencionistas en las decisiones del Estado. Las exportaciones cayeron y se agudizó la crisis fiscal entre 1929 y 1936, lo que golpeó principalmente a los asalariados. Esto motivó el surgimiento de movimientos de protesta protagonizados por trabajadores bananeros y obreros, que se agruparon en los primeros sindicatos, y posteriormente en el surgimiento de partidos políticos que reivindicaban la causa proletaria, como el Partido Reformista (1923) y el Partido Comunista (1930).
El Estado comenzó a intervenir en la economía, con la creación del Instituto para la Defensa del Café (1933), la aprobación del salario mínimo (1935) y reformas bancarias para fortalecer el control del Estado sobre la oferta de dinero (1936). Además, se intensificó la creación de obra pública para disminuir el desempleo (1932-1940). Las inquietudes de la clase obrera se trasladaron a la literatura (década de 1940) y las artes plásticas (1928-1937), que vieron surgir una generación nacionalista preocupada por los grandes temas nacionales.

#### Segundo gobierno de Ricardo Jiménez (1924-1928)
Ricardo Jiménez Oreamuno llegó nuevamente al poder en 1924 para suceder a Julio Acosta, luego de vencer en las elecciones presidenciales de 1923 a Alberto Echandi Montero y Jorge Volio Jiménez. Este último, fundador del Partido Reformista tan solo un año antes, logró un resultado sorpresivo al alcanzar el tercer lugar con un 20% de los votos. El segundo mandato de Jiménez fue fructífero en obras: se creó el Instituto de Seguros, se dictó la primera ley de accidentes de trabajo, se impulsó la agricultura y la ganadería, se fundó la Escuela de Agricultura, se electrificó el ferrocarril al Pacífico, se construyó el muelle de Puntarenas, se fundó el Banco Crédito Hipotecario y se mejoró la economía en general. En 1925, se estableció el voto secreto, lo que significó un enorme avance democrático.

#### Segundo gobierno de Cleto González (1928-1932)
Su sucesor, Cleto González Víquez, ganador de la elección de 1928, gobernó en un clima de efervescencia social y política tanto en el país como en el mundo: la Revolución bolchevique, la Revolución Mexicana, la rebelión de Sandino en Nicaragua, las ideas reformistas de Jorge Volio; se publican artículos de José Vasconcelos, Rodó, Ingenieros, Haya de la Torre y otros pensadores en el Repertorio Americano de Joaquín García Monge. Hay hondas preocupaciones intelectuales y protestas obreras contra la penetración el imperialismo capitalista de los Estados Unidos, cuyas empresas dominan el sector bananero y eléctrico del país. No obstante, entre 1920 y 1928 la economía y hacienda nacionales atraviesan un buen periodo. La caída de la bolsa de Nueva York en 1929 hizo que las exportaciones de Costa Rica cayeran de 18 a 8 millones de dólares entre 1929 y 1932, y produjo un agudo déficit fiscal entre 1929 y 1936, golpeando fuertemente a los asalariados. González Víquez decidió enfrentar la crisis incrementando el gasto público e intensificando la construcción de obra pública, con el fin de disminuir el desempleo.

#### Tercer gobierno de Ricardo Jiménez (1932-1936)
Las elecciones de 1932 fueron ganadas nuevamente por Ricardo Jiménez. No obstante, los seguidores de Manuel Castro Quesada, uno de los candidatos perdedores, decidieron desconocer el resultado y se atrincheraron en el Cuartel Bellavista - hecho histórico que ha pasado a conocerse como «el Bellavistazo» El gobierno de González Víquez puso sitio al cuartel, haciendo que los amotinados se rindieran a los pocos días, y Ricardo Jiménez, que ganó la elección pero sin alcanzar la mayoría absoluta, fue designado presidente por el Congreso. La tercera administración Jiménez fue difícil, con una Asamblea Legislativa contraria y una situación económica agravada por la Depresión de 1929. Se aprobaron medidas de emergencia, decretando moratorias para los deudores de los bancos, exonerando de multas los impuestos y bajando los intereses, poniendo en práctica medidas protectoras aduaneras, fundando colonias agrícolas y otorgando créditos a los agricultores. Se realizaron algunas obras públicas, como pavimentación de las calles de San José y la cañería de Puntarenas.

#### Gobierno de León Cortés (1936-1940)

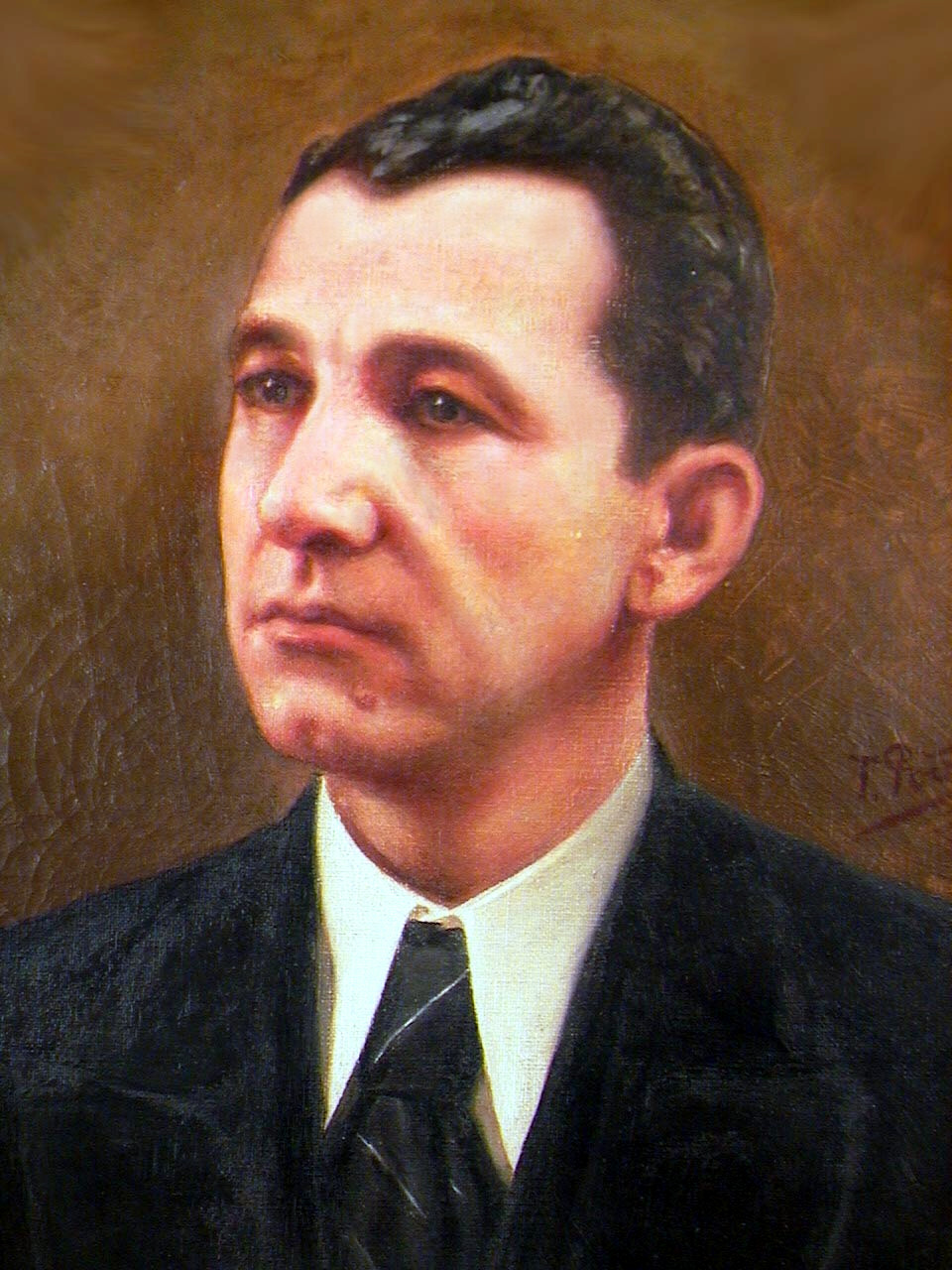
León Cortés Castro.

La crisis económica de 1930 incrementó la intervención del Estado en la economía. Con el propósito de disminuir el desempleo, se triplicó el financiamiento de obras públicas entre 1932 y 1939, especialmente durante la administración de León Cortés Castro (1936-1940). Ministro de Fomento y administrador del ferrocarril al Pacífico durante el tercer gobierno de Ricardo Jiménez, lo que le granjeó una gran popularidad, León Cortés ganó las elecciones presidenciales de 1936. De carácter enérgico y autoritario, desarrolló un programa de infraestructura más amplio que el de su predecesor, construyendo gran cantidad de escuelas, edificios públicos, carreteras, cañerías y el aeropuerto de La Sabana. La economía comenzó a recuperarse en 1936 cuando se estabilizó el precio del café, que se vendía especialmente a Alemania, y se expandió la actividad bananera de la United Fruit Company en el Pacífico Sur mediante la firma del tratado Cortés-Chittenden. El estallido de la II Guerra Mundial detuvo la mejora económica, pues el cierre de los mercados europeos hizo que Costa Rica redirigiera sus exportaciones hacia Estados Unidos, que compraba el café a un menor precio.

## El Estado Reformista (1940-1948)
El Estado Reformista es el periodo histórico donde se lleva a cabo la más importante reforma social de la historia de Costa Rica. Esta reforma surge del cuestionamiento al modelo liberal imperante prácticamente desde la independencia del país, que llevó al surgimiento de movimientos políticos socialcristianos, socialistas, comunistas y anarquistas, que llevaron al replanteamiento del sistema económico, político y social del país. El año de 1934, durante la tercera administración de Ricardo Jiménez, marcó el estallido de una huelga bananera, principalmente en el Atlántico, impulsada por el Partido Comunista en contra de la United Fruit Company, que logró que se impulsaran algunas reformas laborales. A pesar de que la economía empezó a recuperarse a partir de 1936, el estallido de la Segunda Guerra Mundial en 1939, con el consecuente cierre del mercado europeo, generó una nueva crisis, que obligó al país a reorientar sus exportaciones a Estados Unidos, que compraba el café y el banano a un precio inferior. A partir de 1940, la reforma social del Estado es una respuesta tanto a la tradición intervencionista del mismo como a las luchas de los trabajadores para mejorar sus condiciones de vida y de trabajo.

### Calderón Guardia y la reforma social (1940 - 1944)

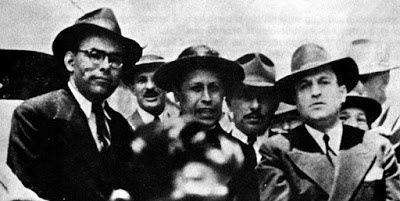
los gestores de la reforma social más importante de la historia de Costa Rica (1940): Manuel Mora Valverde (izquierda), líder del Partido Comunista Costarricense, junto a Víctor Manuel Sanabria Martínez (centro), arzobispo de la Iglesia Católica, y Rafael Ángel Calderón Guardia (derecha), 29° Presidente de la República (1940-1944).

En 1940, ganó las elecciones Rafael Ángel Calderón Guardia, quien emprendió un ambicioso programa de reforma social: se fundó la Universidad de Costa Rica (1940), la Caja Costarricense del Seguro Social (1941), y se agregó el capítulo de las Garantías Sociales en la Constitución y se aprobó el Código de Trabajo (1943). La reforma social fue producto de dos factores: el intervencionismo del Estado, consecuencia de la crisis económica de 1929 que agotó el modelo liberal, y las luchas de los trabajadores por mejorar sus derechos, lo que se reflejó en las urnas con el éxito del Partido Comunista Costarricense, liderado por Manuel Mora Valverde, que denunció sistemáticamente los problemas enfrentados por las familias populares.
Como respuesta a los comunistas, se fortaleció el ala católica del Partido Republicano Nacional (1931), liderado por el Dr. Calderón Guardia. Para debilitar a los comunistas, los republicanos elaboraron una estrategia electoral basada en la adopción el discurso de enfrentar la cuestión social por vías institucionales; además, llegaron a un acuerdo con los partidarios de León Cortés, adversarios ideológicos del partido de Manuel Mora, a cambio del apoyo de los calderonistas para las aspiraciones de Cortés de volver al poder en las elecciones de 1944. Preocupada por el avance del comunismo, la Iglesia Católica, liderada por el arzobispo Víctor Manuel Sanabria, se comprometió a apoyar a los calderonistas en las elecciones de 1940 si estos derogaban la legislación anticlerical una vez en el poder. Con esta estrategia, Calderón Guardia logró la presidencia con más del 80% de los votos.
Pero la reforma social de Calderón le ganó adversarios rápidamente, ya que afectaba a importantes sectores capitalistas, representados en la Asamblea Legislativa por los cortesistas, que abandonaron el Partido Republicano Nacional en 1941 e iniciaron una campaña para desprestigiar al gobierno, tan solo un año después de ganar las elecciones. La Segunda Guerra Mundial provocó una inflación que afectó a los sectores medios, y el malestar se agravó por un clientelismo excesivo que beneficiaba a familiares y amigos del presidente a costa de otros aliados. En busca de nuevos aliados ante la crisis política, el Ejecutivo se acercó a sectores interesados en sacar adelante la reforma: los comunistas, liderados por Manuel Mora, y la Iglesia, encabezada por monseñor Sanabria, que a su vez logró el restablecimiento de la instrucción religiosa en las escuelas (1940) y la derogación de la ley que impedía el ingreso de órdenes monásticas al territorio nacional (1942).

### La administración Picado y polarización de la política (1944 - 1948)
El sucesor de Calderón y candidato de la alianza calderonista-comunista o Bloque de la Victoria fue el expresidente del Congreso Teodoro Picado Michalski en las elecciones de 1944 pero durante las cuales se denunciaron irregularidades electorales. Picado orientó sus esfuerzos a la búsqueda de acuerdos con sus adversarios, lo que tuvo como resultado una serie de reformas entre las que estuvo la redacción y promulgación del primer Código Electoral y la creación de un Tribunal Nacional Electoral independiente. Sin embargo esto no sería suficiente para apaciguar el recelo de la oposición.

## Guerra Civil de 1948
En 1948 José Figueres Ferrer lideró un levantamiento armado conocido como la guerra del 48, a raíz de una elección presidencial acusada por la oposición de nulidad y fraude. Después de la guerra, se creó la Junta Fundadora de la Segunda República. El año siguiente, el mismo Figueres abolió el ejército, y desde entonces, Costa Rica ha sido uno de los pocos países en operar bajo el sistema democrático sin la ayuda de fuerzas armadas.
Una baja de aproximadamente 2000 personas en los 44 días que duró la guerra civil resultaron de este levantamiento, el hecho más sangriento en la historia del país en el siglo XX, pero la Junta creó una constitución (ver: Constitución Política de Costa Rica de 1949), garantizando las libres elecciones con sufragio universal y el fin del ejército armado. Figueres llegó a ser benemérito de la patria, ganando la primera elección bajo la nueva constitución en 1953.

## Estado Benefactor (1949-1980)
Tras la guerra, se organizó una junta que asumió los poderes Ejecutivo y Legislativo hasta 1949, encabezada por José Figueres Ferrer. Durante los dos años siguientes, se inició un vasto programa de cambio institucional: se abolió el ejército (1 de diciembre de 1948), se nacionalizó la banca, se fortalecieron las reformas sociales, se integró el Tribunal Nacional Electoral, se concedió el derecho al sufragio a las mujeres y a la población afrocaribeña. La redacción de la actual Constitución Política en 1949 marcó el nacimiento de la Segunda República.

El modelo de desarrollo durante las siguientes tres décadas apostó por un modelo progresista, basado en un proyecto político en el cual la justicia social y la modernización del Estado se volvieron la base de la democracia política. Costa Rica diversificó su economía agrícola, y a partir de 1963 profundizó su industrialización al unirse al Mercado Común Centroamericano. Hubo una gran inversión en obra pública: escuelas, colegios, caminos, carreteras, plantas hidroeléctricas, hospitales, el Aeropuerto Internacional Juan Santamaría (1971). Se crearon gran cantidad de nuevas instituciones autónomas como, por ejemplo, el Instituto Costarricense de Electricidad, la Contraloría General de República, Consejo Nacional de Producción y el Servicio Nacional de Acueductos y Alcantarillados, entre muchas otras. En el campo educativo, se dio la reforma universitaria impulsada por Rodrigo Facio (1957).
Durante todos sus anteriores periodos históricos, y hasta bien entrada la Segunda República, el país recibe importantes flujos migratorios principalmente de Europa, debido a su gran estabilidad y progreso socioeconómico con respecto al resto de la región. A finales del siglo XIX y principios del siglo XX los principales grupos fueron españoles (principalmente catalanes) e italianos provenientes en su mayoría del sur, que migran por la extrema pobreza vivida en sus zonas de origen, acrecentada aún más durante las guerras mundiales y la guerra civil española; e incluso derivan en la colonización de diversas zonas del país como San Vito, en Puntarenas, que es poblado por italianos. Otros grupos importantes provenían de Inglaterra, Alemania, Francia, Polonia, Rusia, Grecia, Croacia, Suiza y Suecia. La inmigración de origen afrocaribeño, por otra parte, se posiciona como una de las más importantes, y tuvo su clímax durante la construcción del ferrocarril al Atlántico, lo que se tradujo en el poblamiento del Caribe costarricense. Desde Asia destaca la inmigración china principalmente cantonesa iniciada también durante el establecimiento de las vías férreas en ambas costas, así como las entradas igualmente notorias de libaneses, turcos y palestinos a inicios de los años 1900.

A finales de 1978, Costa Rica experimentaba indicadores sociales superiores al común de los países en vías de desarrollo: duplicó su población entre 1950 y 1973, disminuyó su tasa de mortalidad infantil a 20 por 1000 nacidos vivos, alcanzó el 90% de alfabetización en mayores de 10 años, el seguro social logró cubrir tres cuartas partes de la población, etc. El país aplicó políticas para mejorar las condiciones de vida de la población: créditos baratos, salarios ascendentes, estímulo a las cooperativas, empleo público estable, opciones de educación, todo lo cual vino a consolidar la formación de una clase media principalmente entre los sectores urbanos de la población. Entre 1970 y 1978 florecieron el teatro, la danza, la música clásica y el cine documental nacionales, y se fortaleció una cultura urbana y de masas con la aparición de programas de radio, televisión, música popular y transmisiones deportivas, sobre todo las del fútbol.
El panorama internacional estuvo enmarcado por la Guerra Fría, donde el país practicó una política internacional más activa, cercana a los Estados Unidos (ruptura con Cuba de 1961), pero a su vez, crítica con el apoyo de ese país a las dictaduras militares en América Latina. El panorama político interno también tuvo periodos de inestabilidad: intentos de invasión por parte de partidarios del expresidente Calderón Guardia en 1948 y 1955, así como un fallido intento de golpe de Estado en 1949. Luego de 1950, hubo persecuciones y exilio para comunistas y calderonistas. Una amnistía general fue promulgada por gobierno de Mario Echandi Jiménez (1958-1962), pero aun así hubo conflictos por la concentración de las tierras agrícolas en pocas manos, así como un crecimiento de la migración rural hacia las ciudades. El 24 de abril de 1970, miles de estudiantes y trabajadores apedrearon la Asamblea Legislativa por el traspaso de tierras a la transnacional Alcoa, de carácter minero. Desde 1948, dos bandos oscilaron en el poder: el bando figuerista, representado por el Partido Liberación Nacional, y el bando calderonista representado por distintos partidos y coaliciones entre ellos el Partido Unión Nacional, Partido Unificación Nacional, Coalición Unidad y Partido Unidad Social Cristiana. A partir de la fundación del PUSC en 1983 se gestó el sistema bipartidista costarricense que imperó desde entonces hasta 2002, donde los dos partidos mayoritarios y oscilantes en el poder, el PLN y el PUSC, hegemonizaron la política nacional.

## Costa Rica a finales delsigloXXe inicios delsigloXXI
Durante finales del siglo XX e inicios del XXI se da en Costa Rica un agotamiento del sistema político tradicional y del hasta entonces estable statu quo, mostrándose un desgaste endémico del bipartidismo tradicional y un cuestionamiento por parte de amplios sectores del electorado del modelo neoliberal hasta entonces imperante. La irrupción del Partido Acción Ciudadana fundado en el año 2000 por la carismática figura de Ottón Solís Fallas provocó el principio del fin del bipartidismo, generando en las elecciones de 2002 la primera segunda vuelta electoral de la historia y la primera vez que la Asamblea se distribuía en tres bancadas de tamaño similar. 

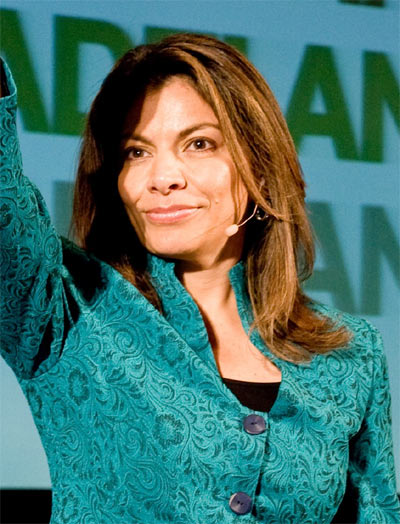
En 2010 Laura Chinchilla Miranda fue elegida como la primera mujer presidenta de Costa Rica,

En 2005 se suscitan los notorios escándalos de corrupción ICE-Alcatel y Caja-Fischel que involucran a tres expresidentes; José María Figueres Olsen, Rafael Ángel Calderón Fournier y Miguel Ángel Rodríguez Echeverría, provocando un tremor político que llevó al arresto y prisión de los dos últimos. Algo particularmente dramático en el caso de Rodríguez al ser entonces Secretario general de la OEA. En 2005 la Sala Constitucional permite la reelección presidencial en un controversial fallo permitiendo así la candidatura del expresidente y Premio Nobel de la Paz Óscar Arias Sánchez, además el tema del polémico Tratado de Libre Comercio con Estados Unidos polariza la opinión pública y las elecciones de 2006 entre Arias Sánchez (que lo apoyaba) y Solís Fallas (que lo adversaba). El tratado sería finalmente aprobado mediante el primer referéndum en la historia del país. 
En 2010 es electa Laura Chinchilla Miranda como la primera mujer presidente de Costa Rica. En 2014 el académico Luis Guillermo Solís Rivera del Partido Acción Ciudadana triunfa convirtiéndose en el primer presidente en provenir de un partido que no era parte del bipartidismo histórico y el primero en ganar en segunda ronda por más de un millón de votos. 
En 2017 se emite la Opinión consultiva sobre identidad de género, e igualdad y no discriminación a parejas del mismo sexo de la Corte Interamericana de Derechos Humanos a solicitud de Costa Rica estableciendo la obligatoriedad de los estados partes de otorgar igualdad de derechos a las parejas del mismo sexo incluyendo el matrimonio. Postura luego ratificada por la Sala Constitucional de Costa Rica convirtiendo al país en el primer en Centroamérica en legalizar el matrimonio entre parejas del mismo sexo cuando se venza el plazo dado por la Sala el 20 de mayo de 2020.
Este fallo causaría tal controversia en el país que impregnaría la campaña de 2018, provocando la subida del candidato evangélico y opositor al matrimonio igualitario Fabricio Alvarado, quien sin embargo perdería en segunda ronda frente a Carlos Alvarado Quesada de Acción Ciudadana. Alvarado enfrentaría diversas problemáticas incluyendo una recesión económica, aumento del desempleo, déficit fiscal, una huelga general que duró más de un mes en oposición a la aprobación de la reforma fiscal, protestas de estudiantes y transportistas y el surgimiento por primera vez en décadas de grupos subversivos violentos.